# Denkmäler in Spandau
Die Denkmäler in Spandau entstanden in dem heutigen Berliner Bezirk relativ spät, da die Stadt an der Havel als Ackerbürgerstadt über wenig Steuereinnahmen verfügte. Zwar stieg durch den Ausbau der Rüstungsbetriebe auch die Anzahl der Einwohner, jedoch blieben die Einnahmen gering, da die Heereswerkstätten keine Gewerbesteuer zahlen mussten. Die ältesten Denkmäler in Spandau sind in ihrer Ausrichtung klar auf die Funktion der Stadt als Garnisonsstadt ausgerichtet (Kriegerdenkmäler). Erst später kamen Personen-Denkmäler von Kurfürst, Kaiser und Reichskanzler hinzu.

## Definitionen
Als Denkmäler werden hier künstlerisch gestaltete Monumente bzw. Bauwerke (Standbilder, Statuen, Skulpturen, Stelen, Bildstöcke, Denksteine, Stolpersteine) verstanden, die mit dem Ziel geschaffen wurden, an ein geschichtliches Ereignis oder Jubiläum, einen Brauch oder an einzelne oder mehrere historische Persönlichkeiten in der Öffentlichkeit zu erinnern. Sie tragen in aller Regel Inschriften oder Schrifttafeln.
Nicht zu den Denkmälern dieser Aufstellung zählen Friedhofsgrabdenkmäler für einzelne Personen, Bau- oder Bodendenkmale nach dem Denkmalschutzgesetz Berlin oder Naturdenkmale nach dem Berliner Naturschutzgesetz. Ebenfalls nicht zu den Denkmälern werden künstlerische Skulpturen im öffentlichen Raum verstanden, die nicht zum Gedenken errichtet wurden („Kunst am Bau“). Diese Skulpturen sind unter Skulpturen in Spandau beschrieben.
Als Gedenktafel werden hier Inschriften, Schrifttafeln oder Bildtafeln verstanden, die ebenfalls an ein geschichtliches Ereignis oder Jubiläum, einen Brauch oder an einzelne oder mehrere historische Persönlichkeiten öffentlich erinnern sollen, ohne im Zusammenhang mit einem Monument aufgestellt zu sein. Dies können auch einzelne Schrifttafeln sein, die auf einem einfachen Werkstein angebracht sind, der nicht besonders künstlerisch gestaltet wurde.
Nicht zu den Gedenktafeln zählen hier Inschriften oder Schrifttafeln, die lediglich erläuternden Charakter besitzen (z. B. über die Bauhistorie eines Gebäudes).
In den Überschriften der einzelnen Denkmäler und Gedenktafeln ist das jeweilige Jahr der Errichtung – soweit bekannt – in Klammern angegeben.
Kulturdenkmäler (respektive Bau-, Garten- und Bodendenkmäler), im Sinne des Berliner Denkmalschutzgesetzes, befinden sich in den Listen der Kulturdenkmale zu den einzelnen Ortsteilen des Bezirks: Spandau, Haselhorst, Siemensstadt, Staaken, Gatow, Kladow, Hakenfelde, Falkenhagener Feld und Wilhelmstadt.

## Denkmäler
Die folgenden Denkmäler sind aktuell erhalten:

### Gedenkstein Schleuse Spandau (1815 [?] / 2002)
| Mit dem Neubau der Schleuse Spandau wurde ein alter Gedenkstein innerhalb des Schleusengeländes, der an die Historie der Schleusenanlage in Spandau erinnert, restauriert. Der östlich der Schleusenkammer liegende Gedenkstein Sandstein ist nicht öffentlich zugänglich, kann jedoch aus der Schleusenkammer oder von der Grünanlage am Zitadellengraben gesehen werden. Inschrift (Text in Versalien): Unter / Friedrich Wilhelm III. / angefangen 1812 / während der Belagerung 1813 eingestellt / beendet 1814 und 1815 |

- Ort: Möllentordamm 5A (Altstadt) 52° 32′ 24,4″ N, 13° 12′ 34,4″ O

### Gefallene der Befreiungskriege 1813–1815 (1816)
| Das von Karl Friedrich Schinkel im Stil des Eklektizismus entworfene Denkmal wurde am 27. April 1816 eingeweiht; in den Grundstein ist eine zinnerne Kapsel eingemauert worden. Das Denkmal erinnert an die Befreiungskriege von 1813–1815 gegen das von Napoleon geführte Frankreich. Die Plastik auf dem heutigen Reformationsplatz (ehemaliger Kirchhof und danach Heinrichplatz) an der St.-Nikolai-Kirche war ursprünglich von drei schon im Herbst 1815 gepflanzten Eichen umgeben (von denen heute noch zwei stehen), die zum Gedenken an die Beendigung der Freiheitskriege gepflanzt worden waren. Ursprünglich umgab ein Eisengitter mit vier Durchlässen den Platz; dieses wurde im Jahr 1933 wegen Baufälligkeit beseitigt. 1995 wurde das Denkmal restauriert, 1996 die dazugehörige Grünanlage umgestaltet. Das Denkmal besteht aus zwölf miteinander verbundenen eisernen Lanzen mit flammenden Bomben. An den Lanzen, die mit einem eisernen Dach versehen sind, sind vier mit Ritterhelmen geschmückte Wappenschilder angebracht, die Inschriften tragen. Inschrift (nordwestliche Seite, Text in Versalien): Die dieses Erz Dir, Wandrer, nennt, / im Sieg für unserer Freiheit Glück sind / sie gefallen, / der Dank liess ihre Heldennahmen / nicht verhallen, / dass sie nacheifernd noch der späte / Enkel kennt. Inschrift (nordöstliche Seite, Text in Versalien): Aus Spandow fielen im Kriege 1812 bis 1815: / Greiser Rauschert Herr / Teichert Specknick Rasenack / Weiland Joho Tübbike / Neumann Albrecht Kraul / Peikert Michel Jakob / Heinrich Angermeier Biermann / Scheller Schilbe Deiwes. Inschrift (südwestliche Seite, Text in Versalien): Am 20. April 1813 beim Sturm auf Spandau fielen: / von Lebbin Sareyka Alexander / Wenda Szarnowsky Szentka / Walter Tiborowsky Lawrenz / Merßahn Talinsky Szelinsky / Zacharias Warmbier Katsch / Hoppe Neunfeld Tübbicke. Die vierte südöstliche Tafel zeigt ein Eisernes Kreuz. |

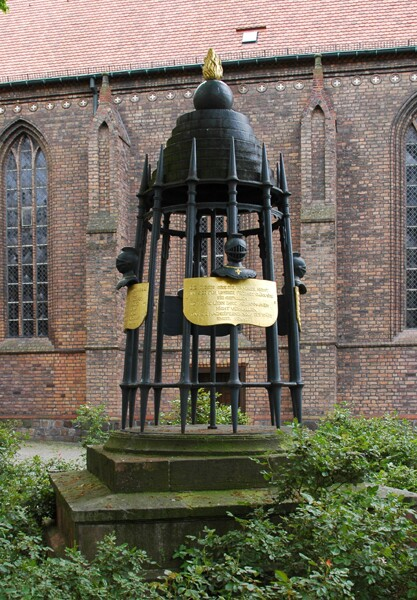
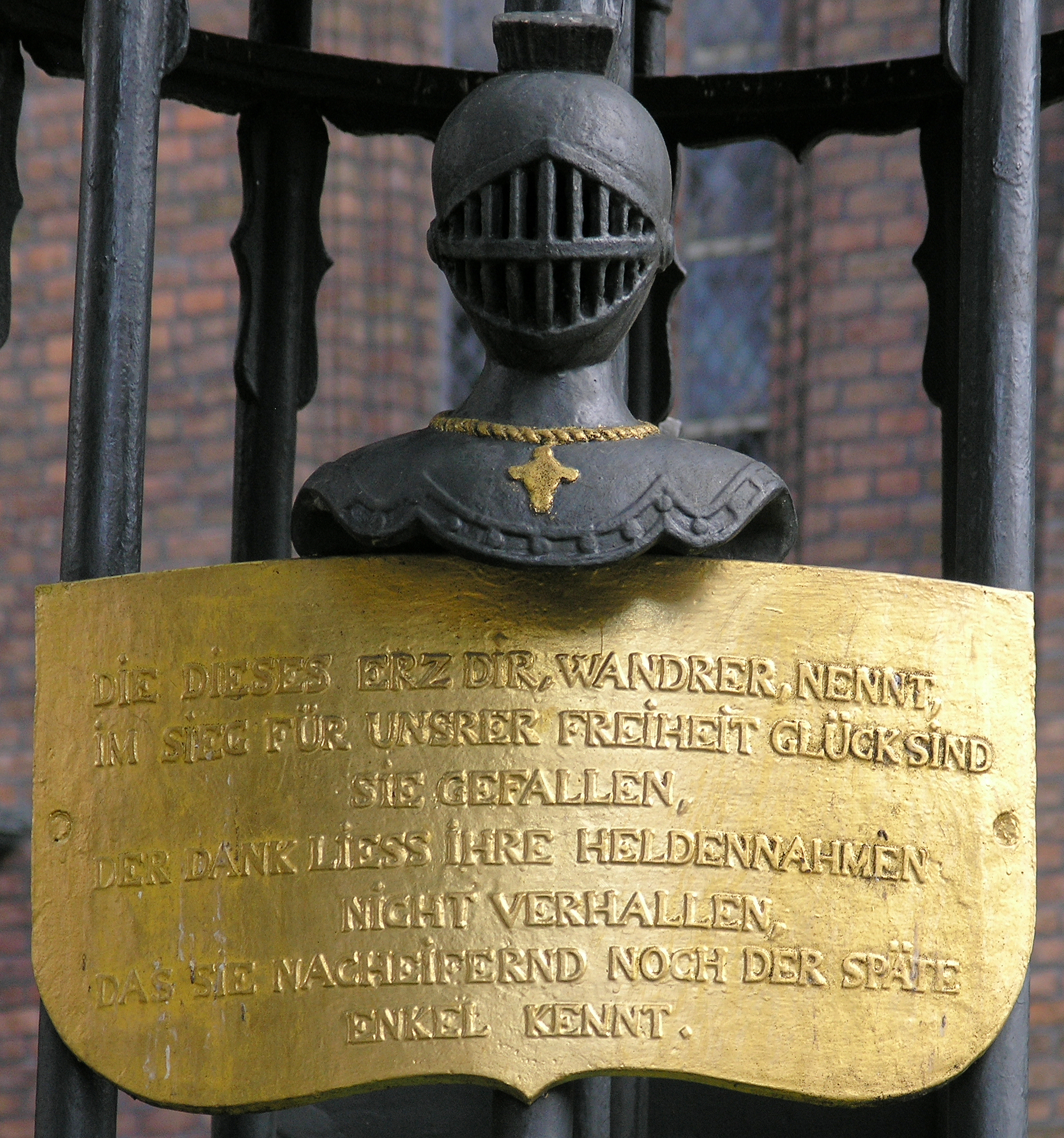
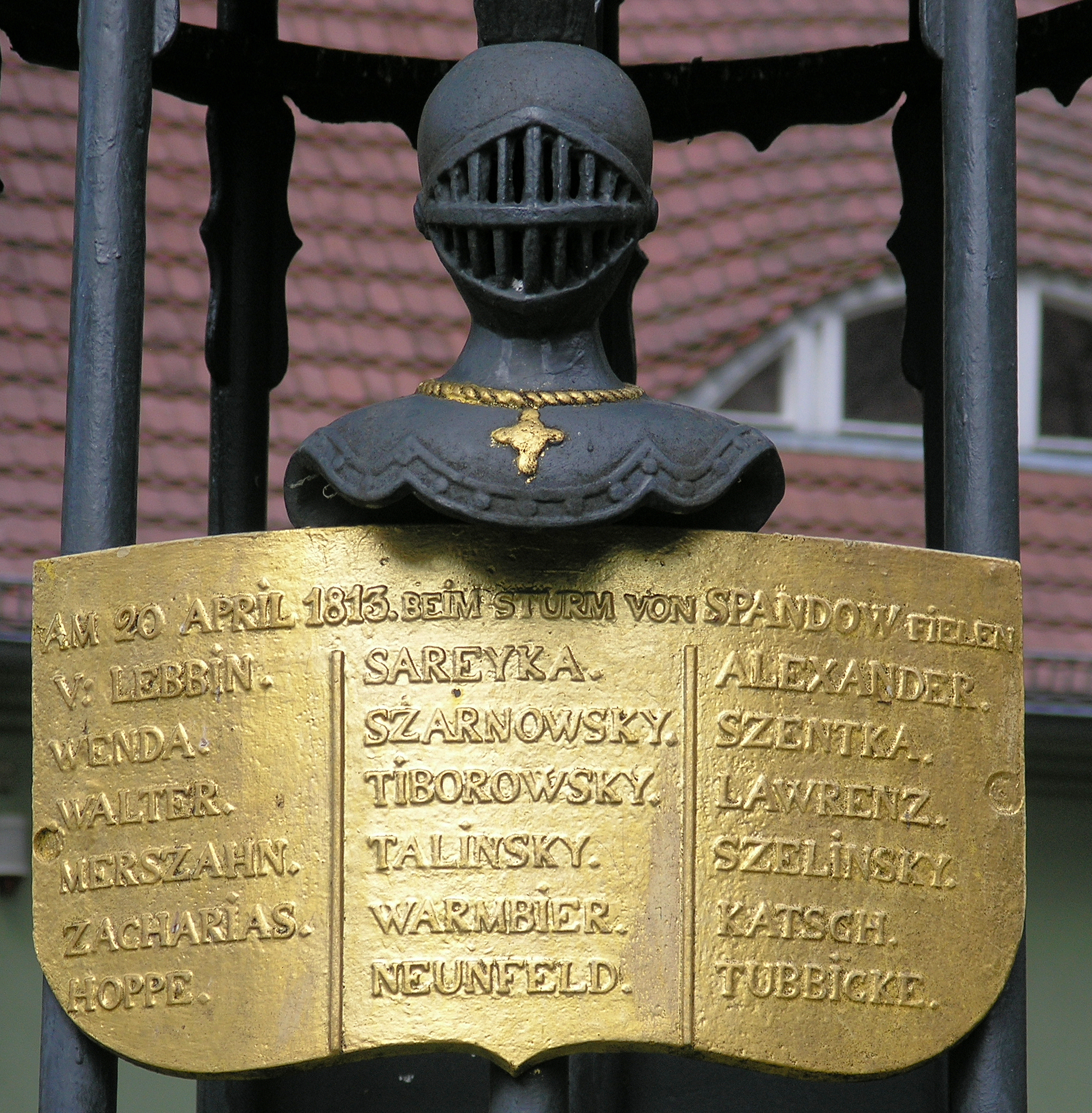

- Ort: Reformationsplatz (Altstadt). 52° 32′ 19″ N, 13° 12′ 18,9″ O

### Französisches Kriegerehrenmal (nach 1871)
| Das auch „Franzosenkreuz“ genannte Denkmal erinnert an die 400 französischen Kriegsgefangenen aus dem Deutsch-Französischen Krieg von 1870/1871, die in Spandau an den Pocken gestorben sind. Das Kalksandstein-Denkmal wurde von den Mitgefangenen errichtet. 1932 wurde es restauriert und vom ursprünglichen Ort, dem Friedhof der Garnison- / St. Johannisgemeinde (heute: Koeltzepark) an der Neuendorfer Straße, auf den Friedhof „In den Kisseln“ (Abt. 48a) umgesetzt. Inschrift: Souvenir Eternel / a nos / Frères d’armes / 1870–1871 (stark verwittert, kaum leserlich). Die Querbalken des Kreuzes tragen beiderseits die vergoldeten Inschriften: Erigé par leurs compatriots und In cruce salus |

- Ort: Pionierstraße 82, Friedhof „In den Kisseln“ (Falkenhagener Feld). 52° 33′ 28,6″ N, 13° 10′ 27,7″ O

### Denkmal für die Gefallenen der Einigungskriege 1864, 1866 und 1870/1871 (1875)
| Das freistehende Denkmal (Denkmalkörper aus Granit über einer Bodenplatte, Engel ursprünglich in Zink, 1983 durch Beton ersetzt) wurde 1875 von Ernst Herter geschaffen. Es wurde von dem Kalkbrennereibesitzer Ernst Friedrich Schulze für die Gefallenen von 1864, 1866 und 1870/1871 gestiftet, u. a. auch für seinen Sohn, der in Frankreich gefallen war. Das im Jahr 1923 stark beschädigte Denkmal wurde 1932 vom Bezirksamt Spandau wieder hergestellt. Wie das Französische Kriegerehrenmal wurde es dann vom Friedhof an der Neuendorfer Straße auf den Friedhof „In den Kisseln“ (Abt. 48a) umgesetzt. Aufgrund der Figur auf dem Sockel wird das Denkmal auch nach der Siegesgöttin Nike genannt. |

| Inschrift (Vorderseite, Text in Versalien): Den Manen der fuer das / Vaterland / gefallenen braven Soehne Spandaus / zur steten Erinnerung / gewidmet / in dankbarer Anerkennung. Auf der Namensplatte sind die Namen von 27 Gefallenen genannt. Inschrift (Rückseite): Sei getreu bis in den Tod, so will ich / Dir die Krone des Lebens geben. / Offb. Joh. 2.10. |

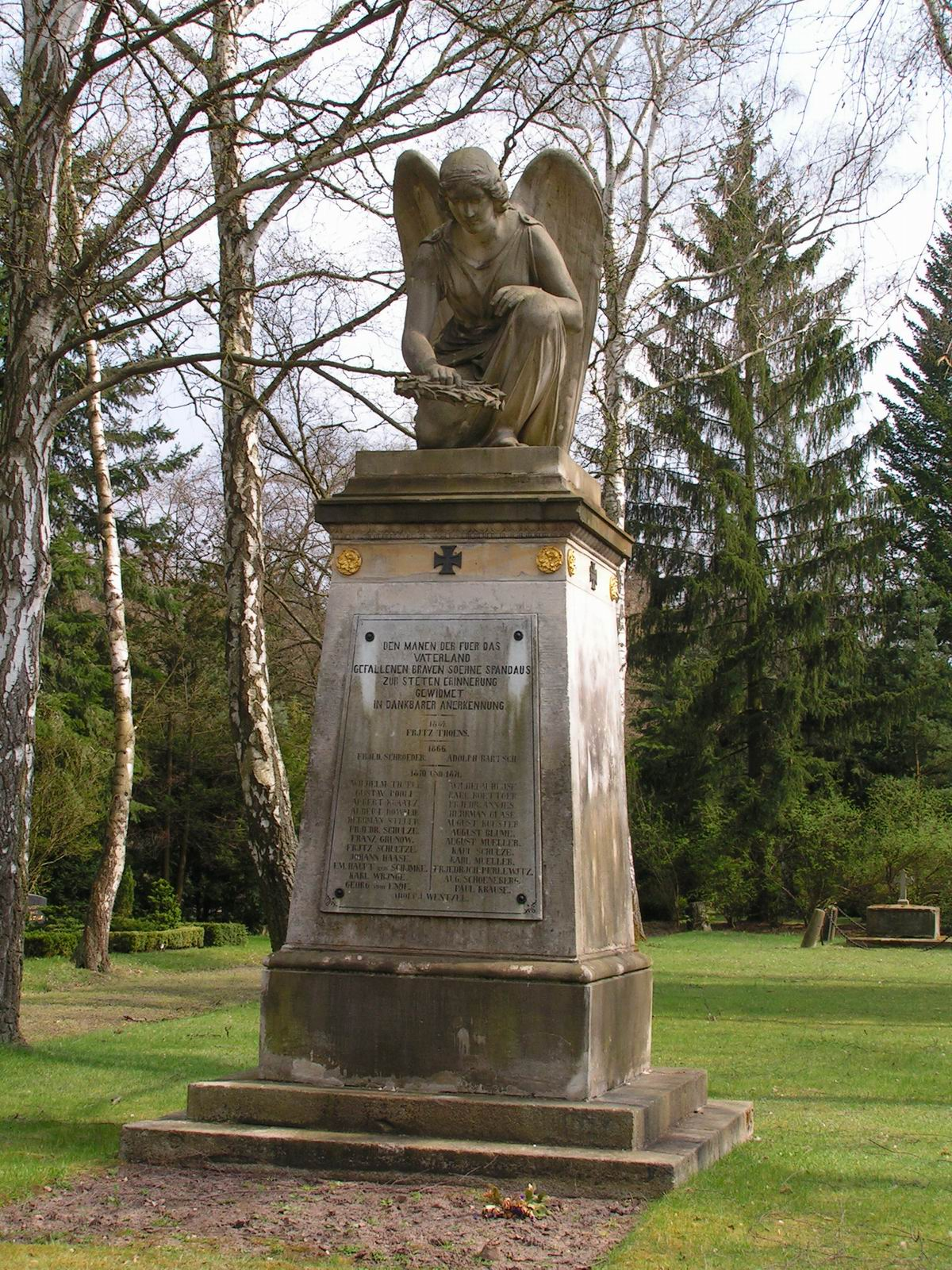
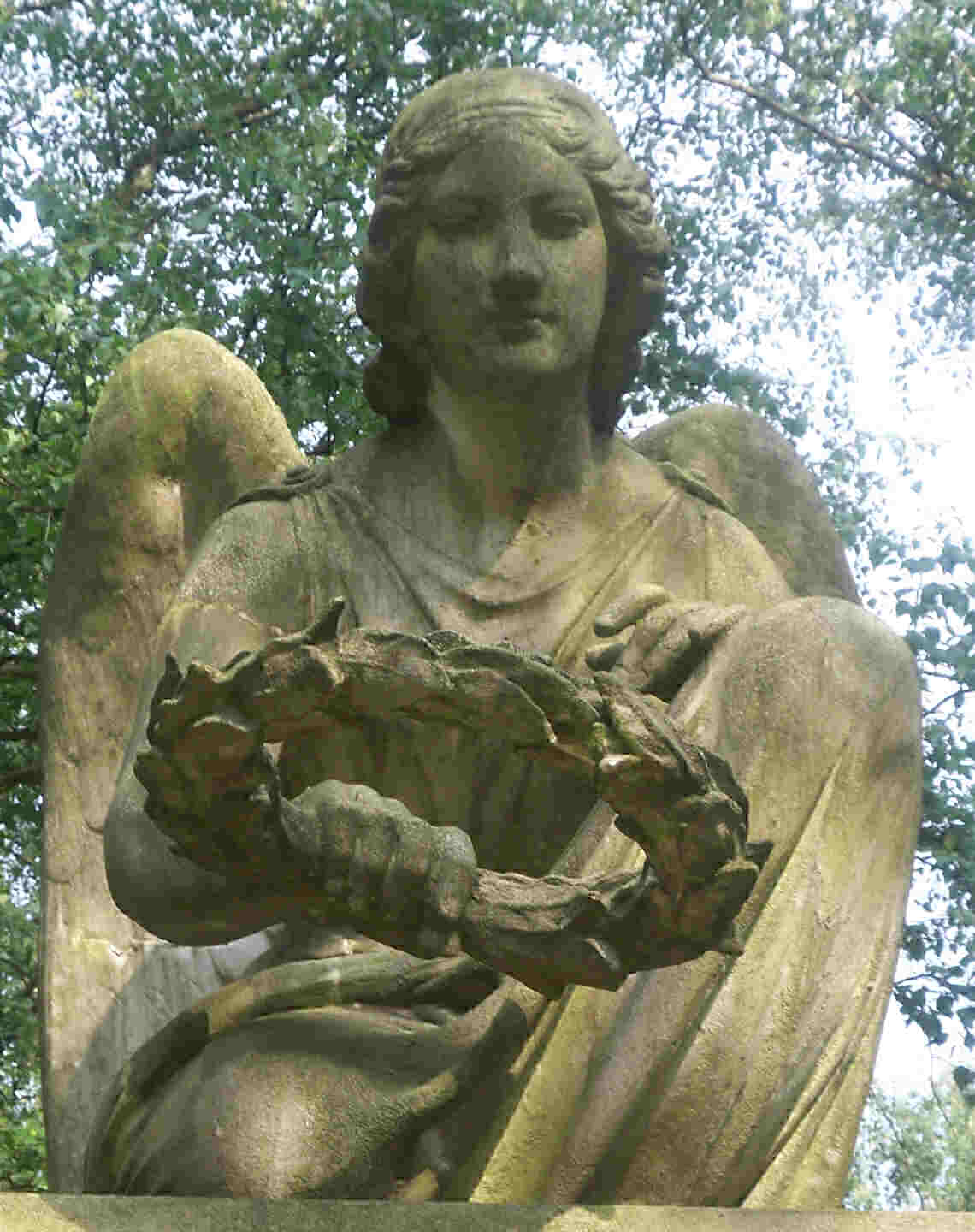
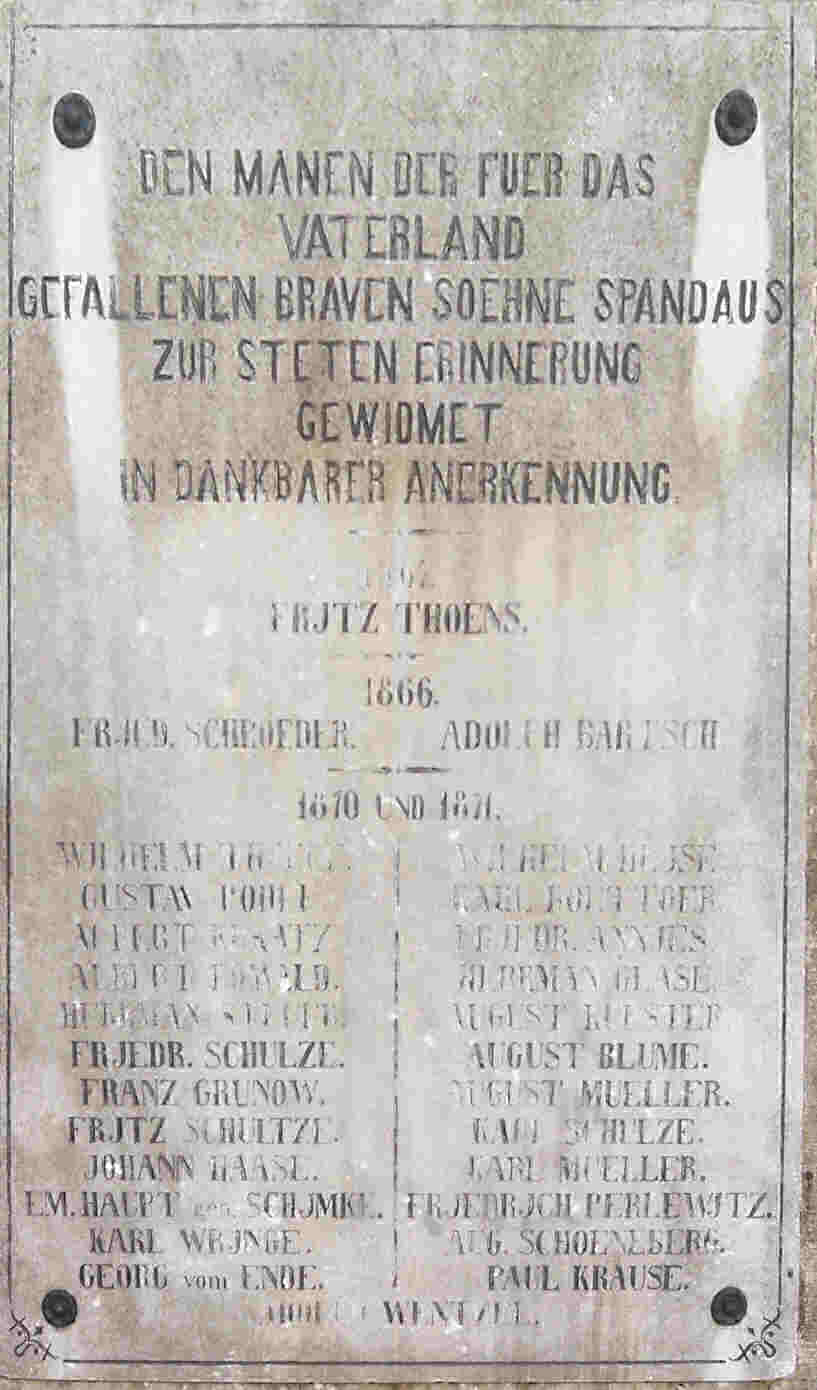
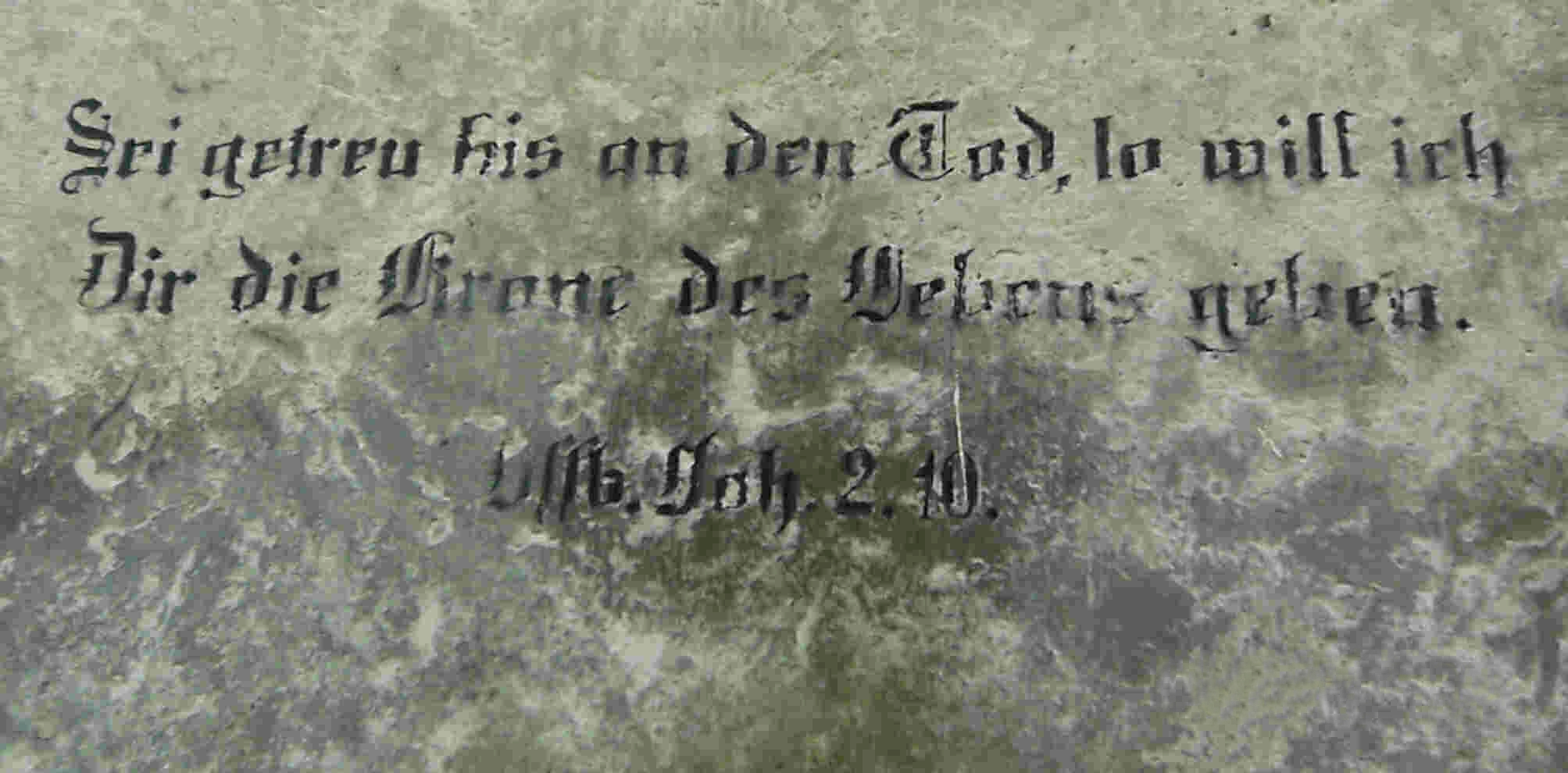

- Ort: Pionierstraße 82, Friedhof „In den Kisseln“ (Falkenhagener Feld). 52° 33′ 28,9″ N, 13° 10′ 26,6″ O

### Gedenkstein Kronprinzen- und Prinz-Heinrich-Buche (1881/1966)
| Wo der Lauf der Kuhlake im Norden des Spandauer Forstes fast endet, erinnert rund 400 Meter vor Erreichen der Eiskeller-Wiesen ein Gedenkstein an die (nicht mehr vorhandene) Kronprinzenbuche und an Kronprinz Friedrich Wilhelm, den späteren Kaiser Friedrich III., der in den 1860er Jahren die Jagd gepachtet hatte und sich am 16. April 1881 mit seinem Sohn Prinz Heinrich aktiv an der Löschung eines Waldbrandes beteiligte. Eine Postkarte von ca. 1910 zeigt den damals prächtigen Baum. Inschrift (Vorderseite): Waldschnepfen suchten im Revier / Der Kronprinz und Prinz Heinrich hier. / Da weh! rast unfern im Wald der Brand. / Hei! leisteten Beide da hülfreiche Hand! / Ich sah es und bin nun ein glückliches Holz, /Ich heisse und drob ist der ganze Wald stolz: / Kronprinzen und Prinz Heinrichs / Buche. Der Gedenkstein wurde nach der Inschrift auf einer erst 1966 hinzugefügten Tafel im Zweiten Weltkrieg beschädigt und 1966 wieder im Spandauer Forst aufgestellt. Inschrift der hinzugefügten dritten Tafel auf der rechten Seite (Text in Versalien): Die Gedenktafel wurde / 1945 bei den Kämpfen / um Berlin beschädigt / Auf Anregung des / Forstamtmannes Beyer / 1966 erneuert / Bezirksamt Spandau. Offensichtlich wurde 1966 eine andere Buche als Kronprinzenbuche identifiziert, denn im Jahr 2009 findet sich der Stein, dessen historische Position sich nach einem beim Vermessungsamt des Bezirks nachgewiesenen historischen Vermessungsriss örtlich bei 52° 35′ 25,7″ N, 13° 9′ 20,1″ O wiederherstellen lässt, 35,20 Meter vom ursprünglichen Ort entfernt vor (Messung vom 22. Oktober 2009). Von diesem Baum waren Mitte 2009 nur noch rund drei bis vier Meter hohe Reste von Totholz vorhanden, im Oktober 2009 wurde der Baumstumpf umgefallen vorgefunden. Der Ort befindet sich in einem relativ schlechten Zustand und ist nicht einfach zu finden (30 Meter westlich der Kuhlake im Wald). Zwei verwitterte Bänke laden zum Rasten ein. Vom Forstamt Spandau ist gemeinsam mit dem Vermessungsamt des Bezirks und dem Ausbildungsgang Denkmalschutz des Oberstufenzentrums Bautechnik I in Spandau eine Rekonstruktion der historischen Situation (Rondellwege) und Neupflanzung einer Solitärbuche am ursprünglichen Ort vorgesehen. Inschrift (Rückseite): In Dankbarkeit gewidmet. / Spandau, den 16. April 1881. / Der Magistrat. Die Forstdeputation. / Ganzler, Stadtoberförster. |

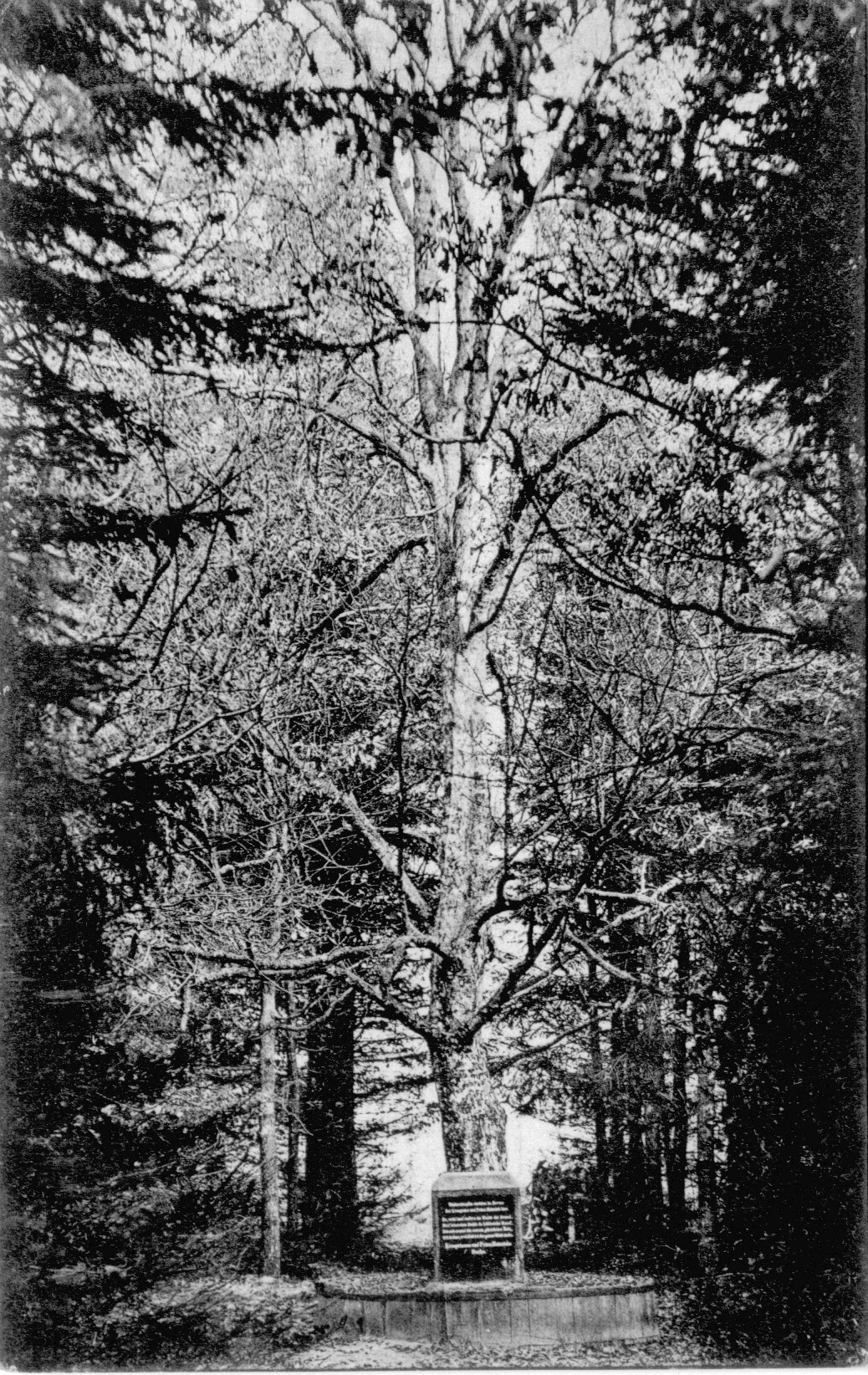
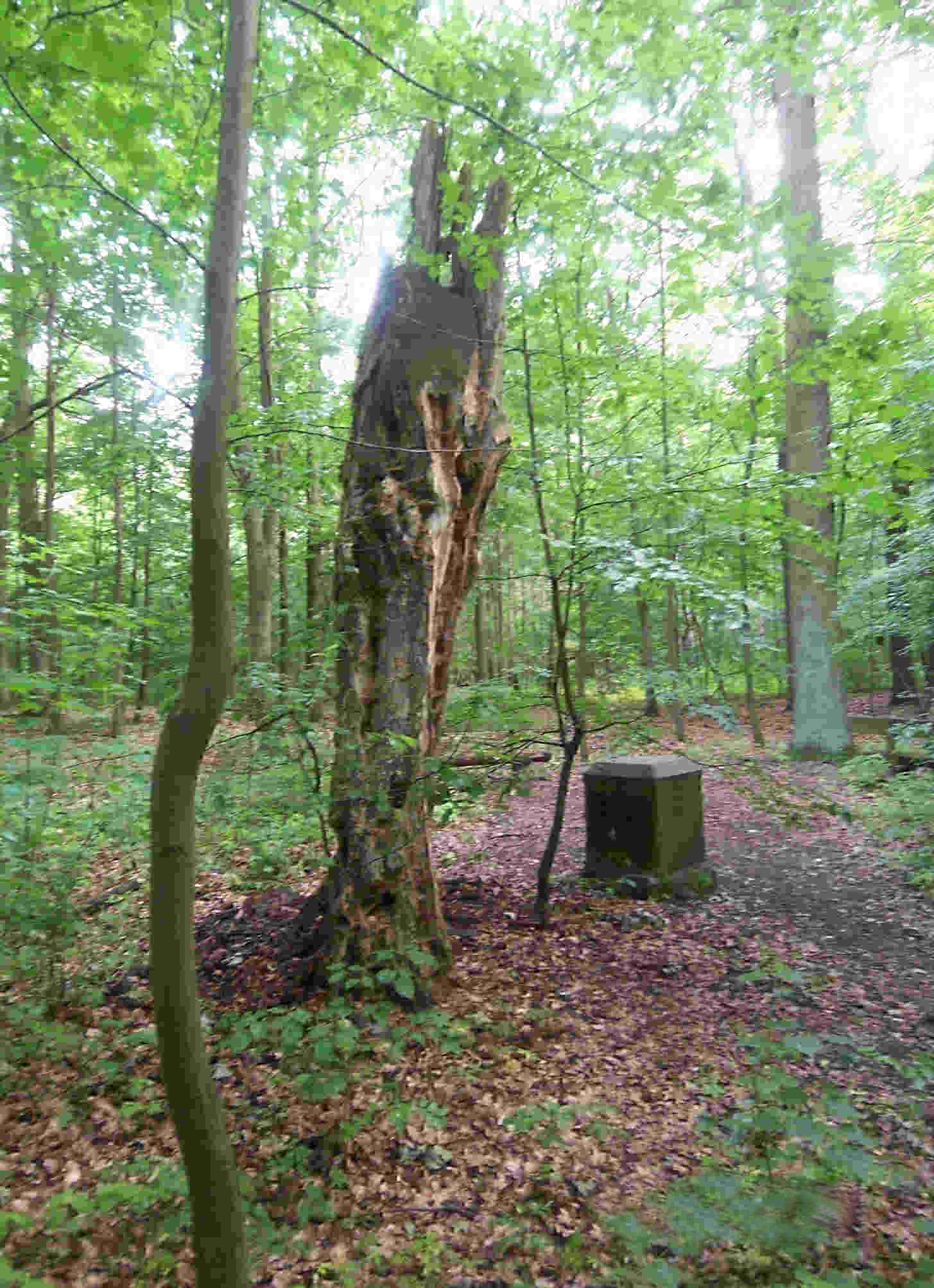
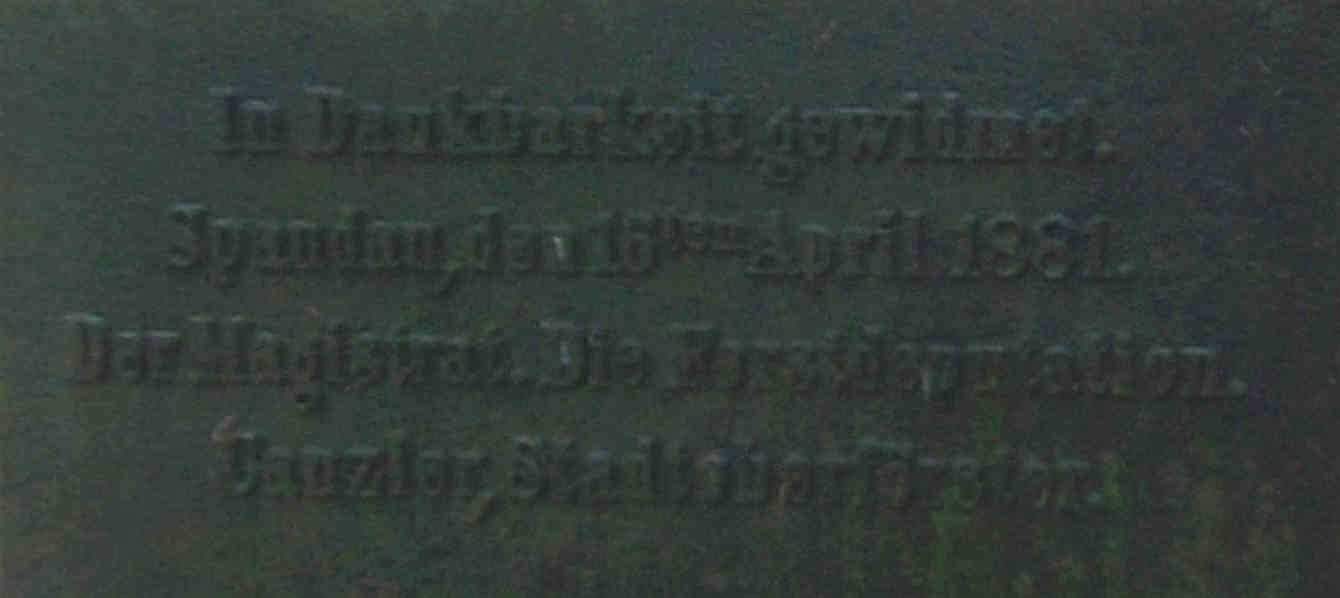
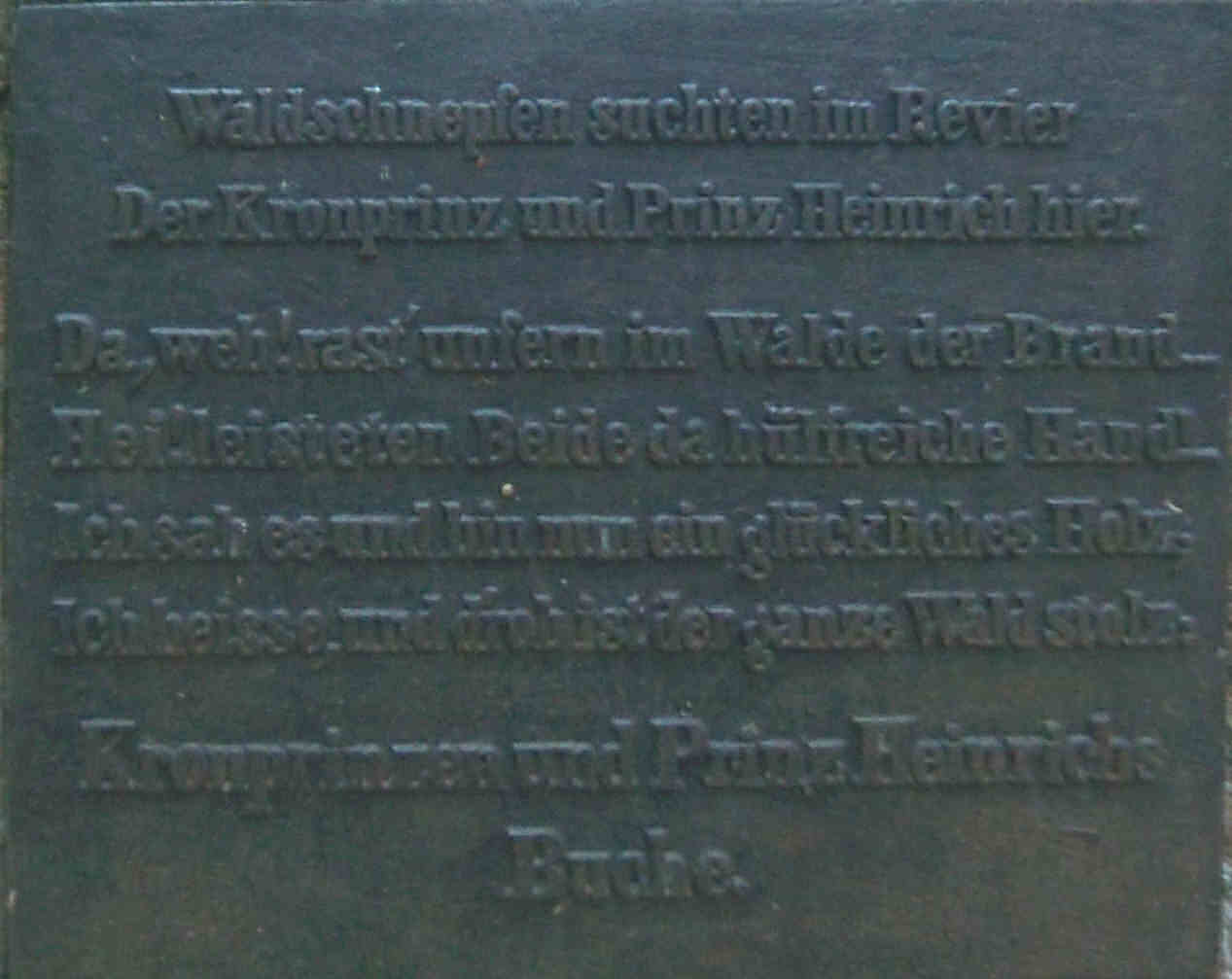
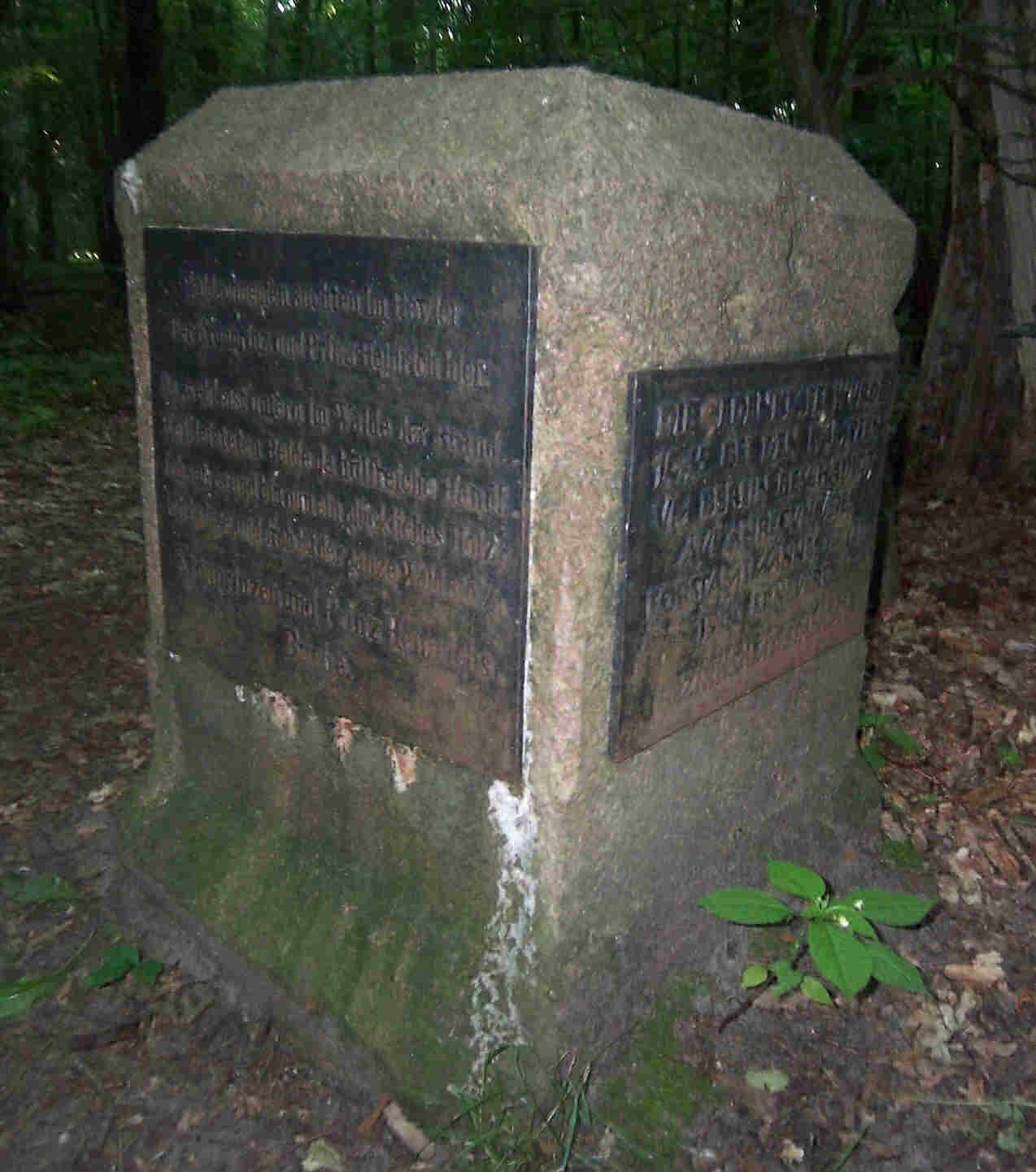
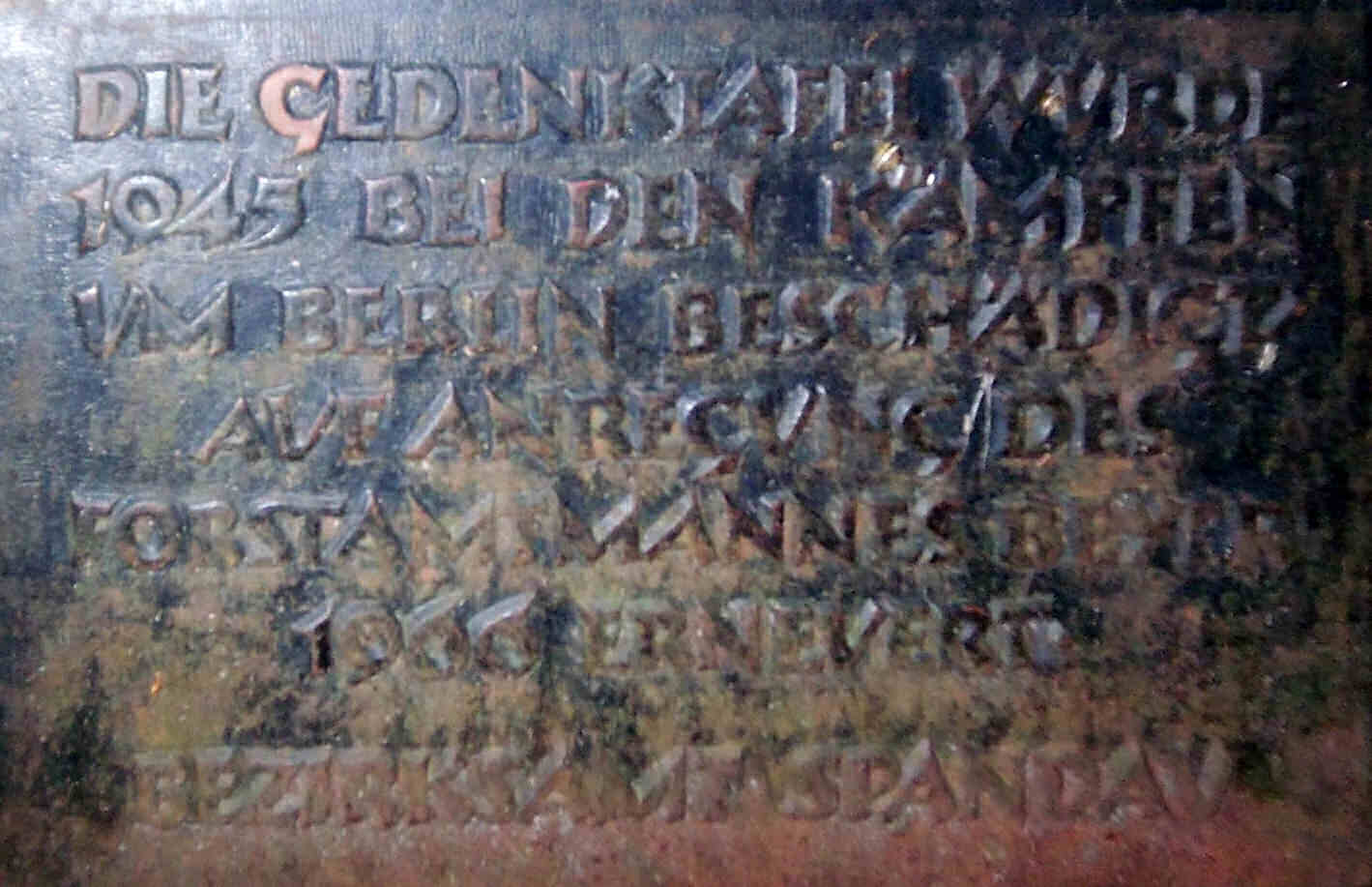

- Ort: Spandauer Forst, Jagen 69 (Hakenfelde) – der Gedenkstein. 52° 35′ 26,8″ N, 13° 9′ 20,2″ O steht nicht mehr an der ursprünglichen Stelle.

### Denkmal Kurfürst JoachimII. (1889)
| Am 1. November 1539 wurde in der Mark Brandenburg die Reformation eingeführt. An diesem Tag erhielt Kurfürst Joachim II. in St. Nikolai in Spandau durch den brandenburgischen Bischof Matthias von Jagow das Abendmahl in beiderlei Gestalt, das heißt mit Brot und Wein, womit er den Übertritt zum lutherischen Bekenntnis kundgab. Aus Anlass des 350. Jahrestages wurde 1889 das Denkmal Kurfürst Joachim II vor dem Kirchenportal der St.-Nikolai-Kirche errichtet. Das drei Meter hohe Standbild (Bronze) auf einem vier Meter hohen Sockel aus poliertem schwedischen Granit wurde von dem Bildhauer Professor Erdmann Encke geschaffen und in der Kunst- und Glockengießerei Lauchhammer gegossen. Es wurde auch Reformationsdenkmal genannt. Inschrift (Widmungstafel an der Sockelvorderseite, Text in Versalien): Dem Kurfürsten v. Brandenburg / Joachim II. / am 350. Gedenktage des / am 1. November 1539 in der / St. Nicolaikirche zu Span- / dau geschehenen feierlichen / Uebertritts dieses Fuers- / ten zum evangelischen Glauben / errichtet 1889. Daneben befinden sich drei bronzene Reliefbilder mit Abbildungen des Kurfürsten. Reliefplatte links: Joachim II. in einem (erfundenen) Gespräch mit Martin Luther, Philipp Melanchthon und Johannes Agricola. Reliefplatte rechts: Joachim II. empfängt das Abendmahl in beiderlei Gestalt (die evangelische Kommunion) durch den Bischof von Brandenburg, Matthias von Jagow. Reliefplatte Hinterseite: Zeigt die Mutter Joachim II., Kurfürstin Elisabeth und seinen Bruder Johann. Die Szene deutet darauf hin, dass Elisabeth durch den Einfluss ihres Bruders Christian II. von Dänemark (gegen den Willen ihres Ehemanns Joachim I.) zum Luthertum tendierte und dies auch an ihre Söhne weiterzugeben versuchte. |

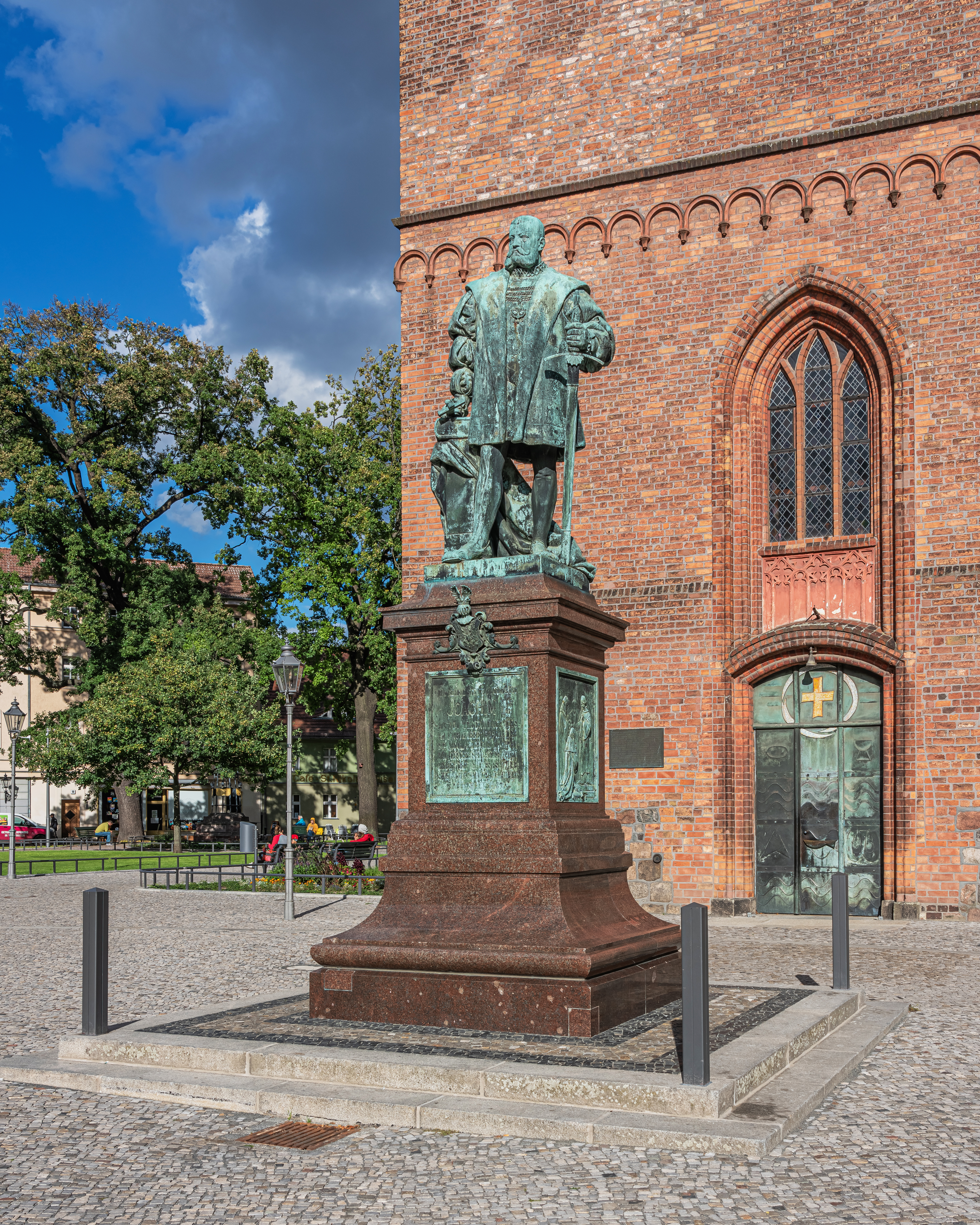
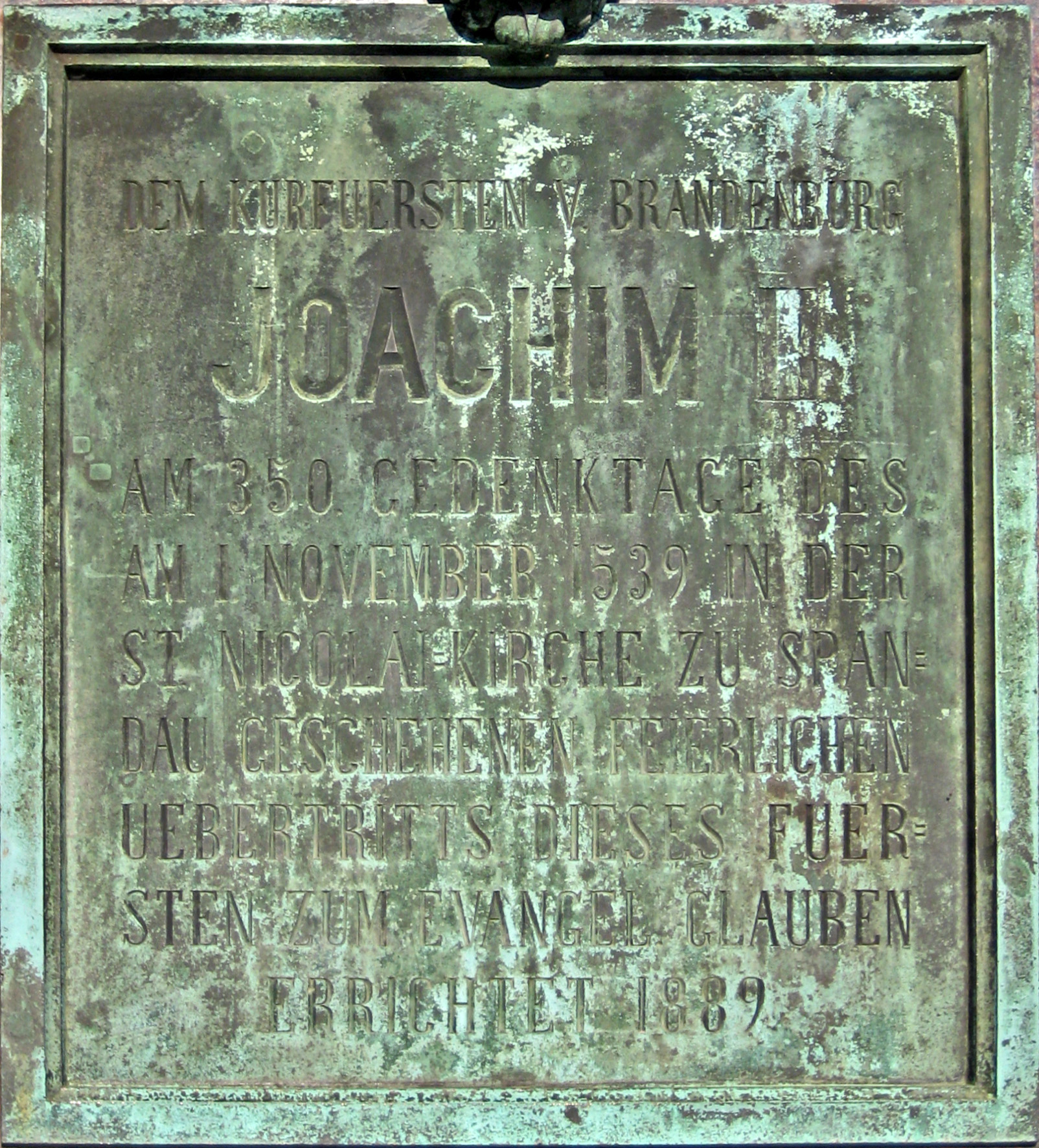
Reliefplatte Vorderseite
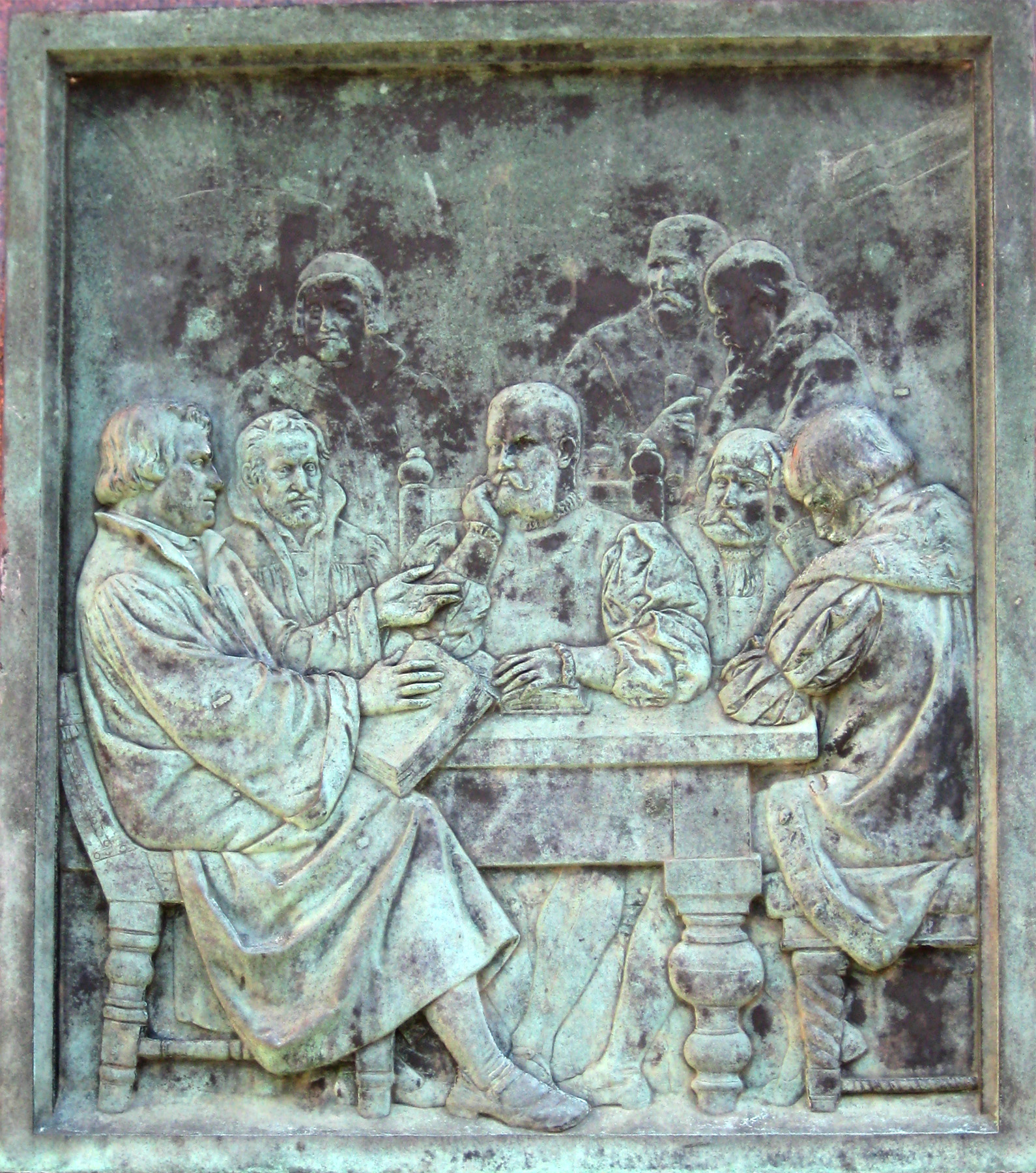
Reliefplatte linke Seite
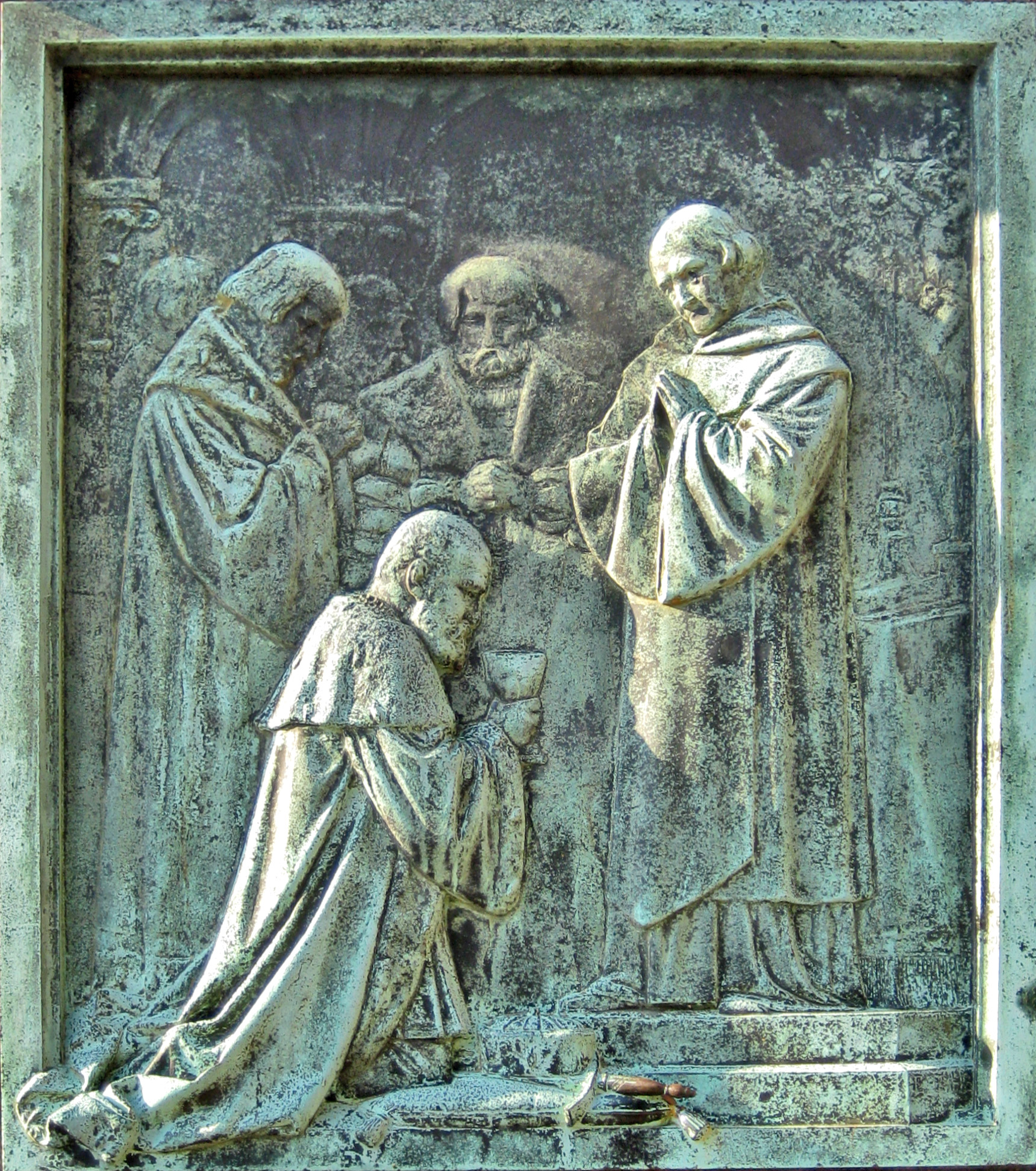
Reliefplatte rechte Seite
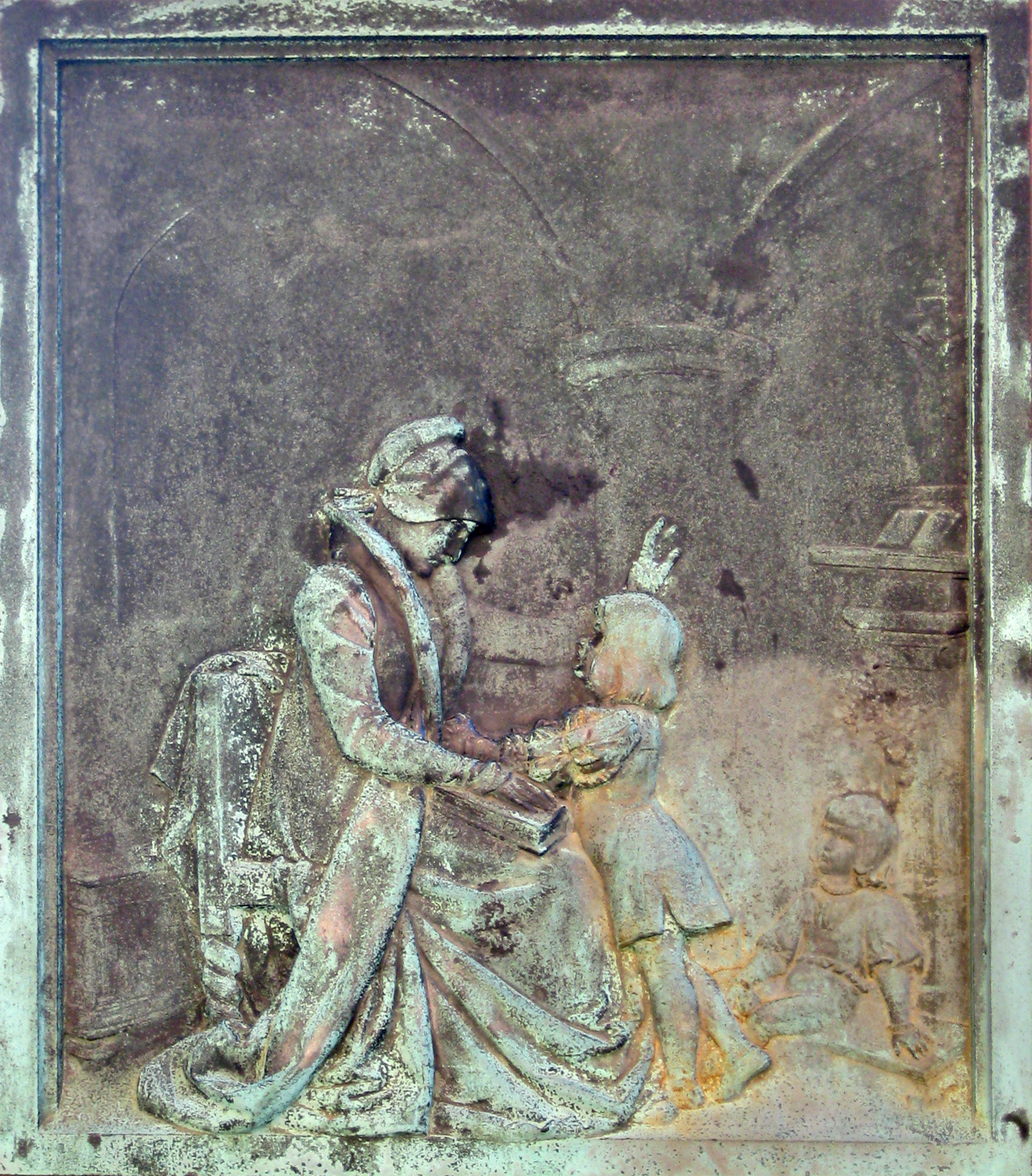
Reliefplatte Hinterseite

- Ort: Reformationsplatz (Altstadt). 52° 32′ 17,8″ N, 13° 12′ 17,3″ O

### Denkmal Albrecht der Bär (1898)
|  | Dieses Denkmal zeigt Albrecht den Bären (ca. 1100–1170), den Gründer der Mark Brandenburg. Die ca. 2,5 Meter hohe Skulptur steht im Innenhof der Zitadelle Spandau auf einem rd. 1,5 Meter hohen Sockel. Inschrift (Sockelvorderseite, Text in Versalien): Albrecht / Der / Baer / 1100–1170 Das Denkmal war ursprünglich als Denkmalgruppe, gemeinsam mit Büsten von Bischof Wigger von Brandenburg und Bischof Otto von Bamberg, Teil der weltberühmten Denkmalstraße, die Kaiser Wilhelm II. von 1898 bis 1901 in der ehemaligen Siegesallee im Tiergarten anlegen ließ. Sie führte vom Kemperplatz am südlichen Tiergartenrand zur Siegessäule, die damals auf dem Königsplatz nahe dem Reichstagsgebäude stand. Markgraf Albrecht war die Hauptfigur der ersten von 32 Denkmalgruppen der Herrscher Brandenburgs und Preußens, mit der an Geschichte Brandenburgs und Berlins erinnert werden sollte. Im Berliner Volksmund wurden die ehrwürdigen Statuen „Puppen“ genannt. Der Volksmund-Ausspruch „…bis in die Puppen aufbleiben…“ bezog sich hierauf und bedeutete, sehr lange aufbleiben zu müssen, denn ein abendliches Rendezvous an der Siegesallee konnte wegen der Entfernung zur damaligen Stadtmitte lange dauern. Bereits 1938 sind die Figuren von ihrem angestammten Platz entfernt worden, weil sie Albert Speer bei seiner gigantischen Umgestaltung Berlins zur „Welthauptstadt Germania“ im Wege standen. Der zweite Standort, die große Sternallee, ist nach der Demontierung der Denkmäler 1950 ebenfalls beseitigt worden. Erst in den 1980er Jahren ist das Denkmal Albrechts des Bären auf die Zitadelle gelangt. Die Denkmalgruppe wurde von Walter Schott errichtet, die Enthüllung fand am 6. Mai 1898 statt. Die zu dieser Denkmalgruppe gehörenden Bischöfe werden seit Mai 2009 in der Zitadelle Spandau gelagert. |

- Ort: Am Juliusturm 64 (Zitadelle Spandau, Haselhorst). 52° 32′ 25,2″ N, 13° 12′ 45,9″ O

### Gedenkstein der Haubitz-Batterie Baumgarten (1906)
Der Gedenkstein wurde 1906 mit Mitteln der Stadt Spandau (180 Mark) als Wahrzeichen gesetzt, um an die historische Haubitz-Batterie Baumgarten zu erinnern, die am ersten Osterfeiertag 1813 unter Führung des Leutnants Baumgarten mit vier Haubitzen die französischen Truppen in der Zitadelle Spandau beschoss, wobei der Juliusturm in Brand gesetzt wurde und auch viele hundert Zentner Pulver in der Bastion „Königin“ zur Explosion gebracht wurden. Das Denkmal bestand aus einem rund 75 cm hohen quadratischen Granitblock mit einer Seitenlänge von 40 cm und einer zeltartigen Spitze.
Er trägt die Inschrift: Der Haubitz-Batterie / Baumgarten / zum Gedächtnis, / die von dieser Stelle aus / am 18. April 1813 / die Citadelle in Brand schoss / und die Befreiung / Spandaus / vom französischen Joche / herbeiführte.  (Abbildung siehe)
Der im August 1924 neu eingezäunte und mit vier Bäumen umpflanzte Gedenkstein wurde im Jahr 1977 an den historisch falschen Ort am Übergang der Südkurtine der Zitadelle platziert (Juni 2010 nicht zugänglich). Der tatsächliche Standort der Batterie Baumgarten lag den Überlieferungen nach zwischen Ruhleben und dem Spandauer Berg (Charlottenburg), rund einen Kilometer östlich vom Standort des Gedenksteins. Messungen nach alten Karten und Berichten hatten den 1906 ausgewählten Ort des Gedenksteins als Mitte der ausgedehnten Batteriestellungen ergeben.
- Ort: historisch: nördlich der Charlottenburger Chaussee (er soll von der Straße aus gut zu sehen gewesen sein), auf dem Gelände der Deutschen Werke AG, Maschinenfabrik-Süd (vermutlich nahe dem heutigen Bauhaus-Grundstück, Spandau). 52° 31′ 42,1″ N, 13° 13′ 8,9″ O
- Ort: heute: Am Juliusturm 64, (Zitadelle Spandau, Haselhorst). 52° 32′ 25,5″ N, 13° 12′ 50,8″ O

### Pionierdenkmal (Denkmal Pionier Carl Klinke) (1908)
|  | Der am 18. Juni 1840 in Bohsdorf (Lausitz) geborene Arbeiter und Soldat Carl Klinke starb am 18. April 1864 bei dem Sturm auf die Düppeler Schanzen vor Sonderburg im Preußisch-Dänischen Krieg. In Preußen wurde Klinke für seinen aufopferungsvollen Heldentod verehrt; er sprengte sich mit einem Pulversack in der Schanze in die Luft und ermöglichte so die Einnahme der Befestigungsanlage durch die Truppen des Deutschen Bundes. Das am 31. Mai 1908 enthüllte Denkmal befindet sich in einer Grünanlage am gleichnamigen Klinkeplatz (bis 1937 Düppelplatz). Der Entwurf der 2,3 Meter hohen Bronzeplastik auf zwei Meter hohem Sockel aus geschliffenem bayerischen Granit stammt von Professor Wilhelm Wandschneider und wurde bei Gladenbeck in Friedrichshagen gegossen. Zu Füßen des zum Sturm ausgerüsteten Pioniers – zwischen zersprengten Schanzkörben – liegt zerbrochen die dänische Flagge, der Danebrog. Inschrift (Vorderseite, Text in Versalien): Unseren in den Feldzügen von 1864, 1866 und 1870/71 für König und Vaterland sowie in China und Südwestafrika für Kaiser und Reich gefallenen und gestorbenen Kameraden Insonderheit dem Pionier Karl Klinke der 4. Komp., welcher bei dem Sturm auf die Düppeler Schanzen am 18. April 1864 seinen aufopferungsvollen Heldentod fand zum Gedächtnis. Dem Bataillon in treuer Anhänglichkeit zum 18. April 1909 zugeeignet vom Verein der Kameraden vom Pionier Bataillon von Rauch (Brdbg.) No3 zu Berlin Inschrift (Rückseite, Text in Versalien): Mit Taten schmückt sich die Treue, nicht mit Worten. |

Die im Laufe der Jahrzehnte nahezu unleserlich gewordene Inschrift wurde im August 2010 vom Spandauer Steinmetzmeister Bernd Kuhne restauriert. Die Restaurierungsarbeiten wurden von der Schützengilde zu Spandau finanziell unterstützt.
- Ort: Östlich der Schönwalder Allee am Klinkeplatz, in einer kleinen Grünanlage (Hakenfelde). 52° 33′ 21,7″ N, 13° 11′ 56,1″ O

### Weltkriegsdenkmal Lazarettopfer 1914–1918 „In den Kisseln“ (1918)
| Auf dem Spandauer Friedhof „In den Kisseln“ befindet sich das Denkmal im nordwestlichen Bereich, im Ehrenfeld für die im Lazarett Siemensstadt verstorbenen Opfer des Ersten Weltkriegs. Das von dem Unternehmen Siemens gespendete Ehrenmal befand sich ursprünglich auf dem heute aufgegebenen Friedhof Haselhorst an der Nonnendammallee und wurde 1961 unter Umbettung der Kriegsopfer in die Abt. 51 auf den Friedhof In den Kisseln versetzt. 1985 wurde es mit einer Spende von Siemens restauriert. Inschrift (Text in Versalien): Den im / Vereinslazarett / Siemensstadt / verstorbenen / Kämpfern / des / Weltkrieges / 1914–1918 / zu / ehrendem / Gedenken. |

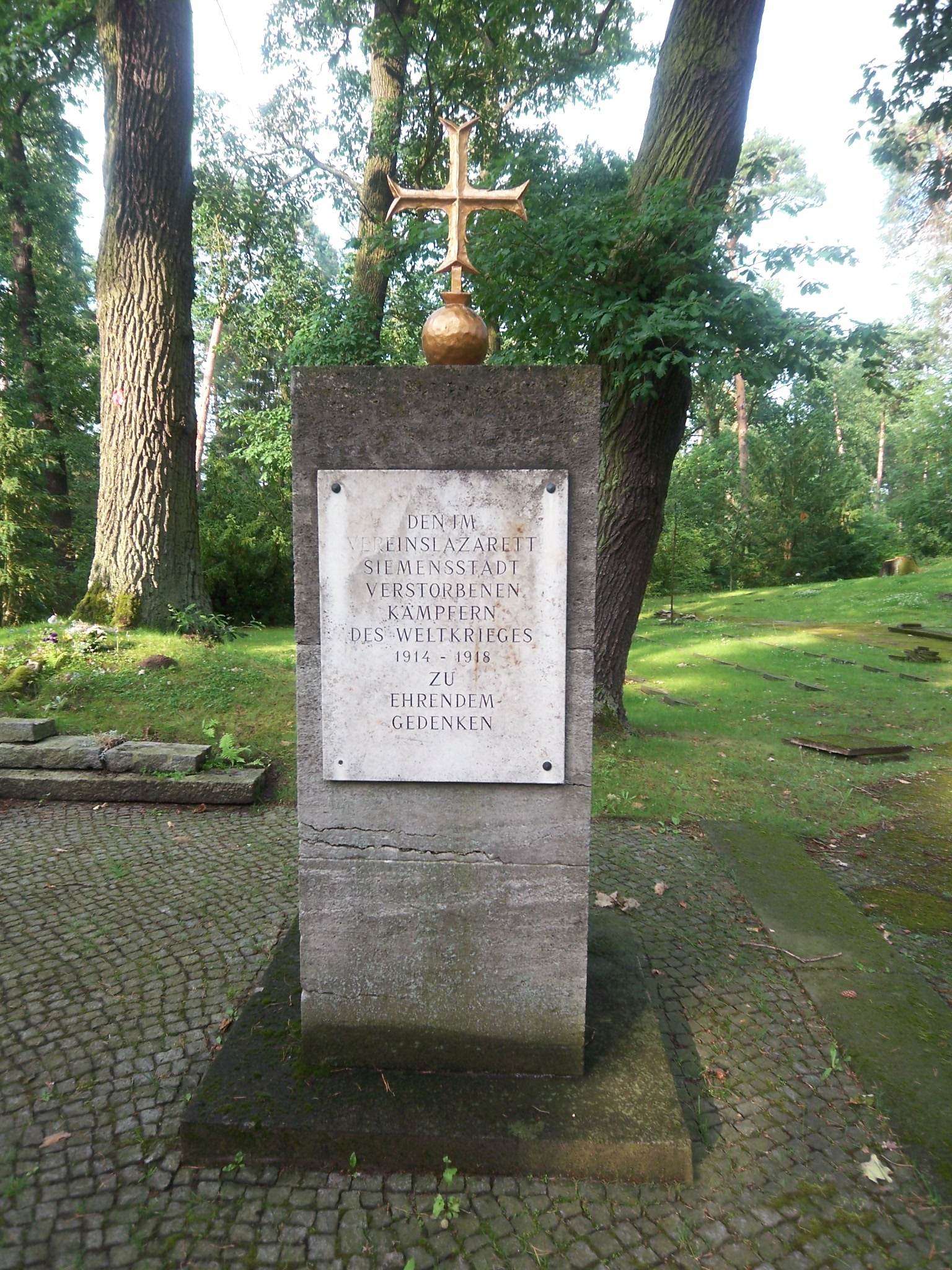
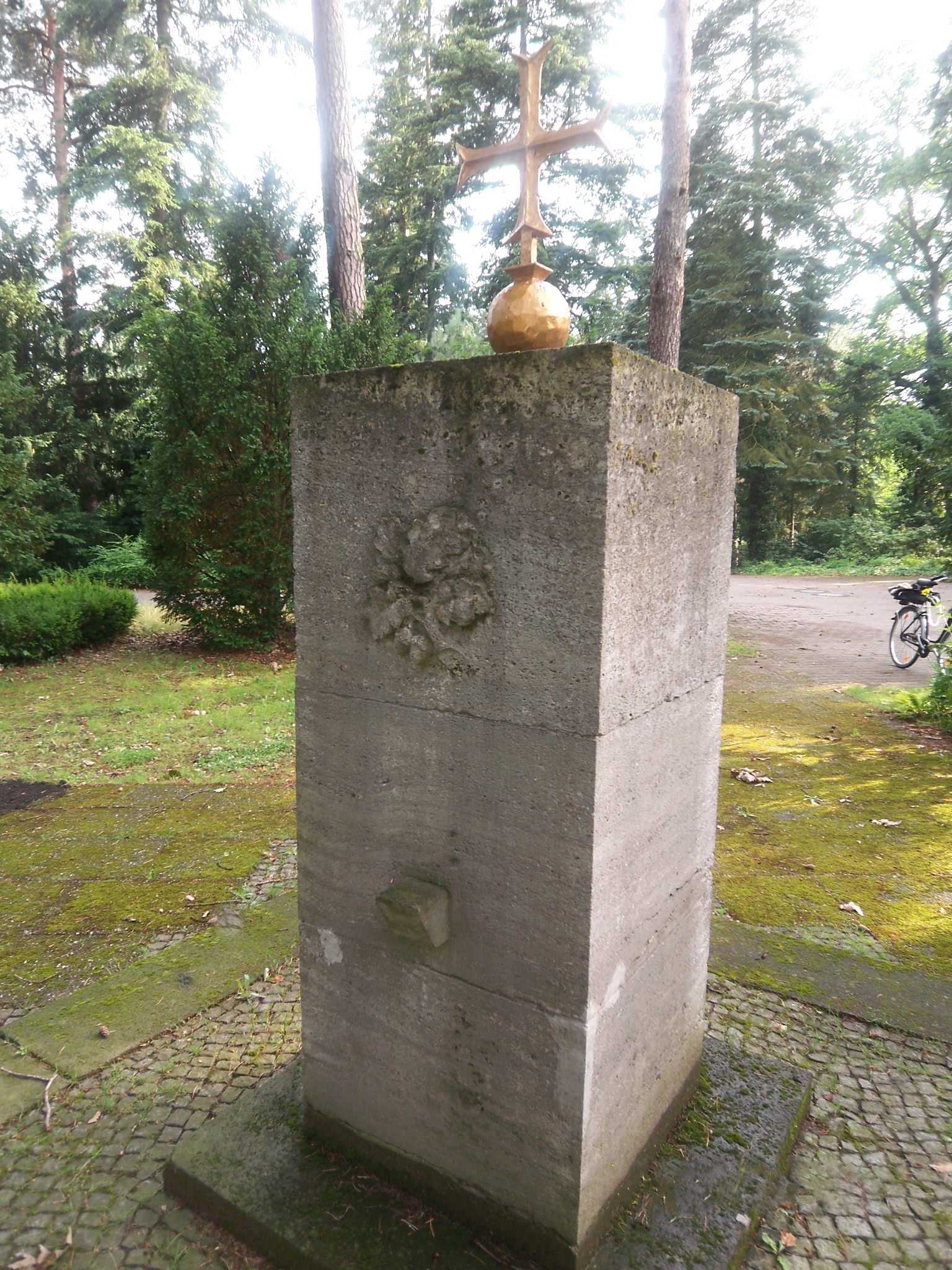
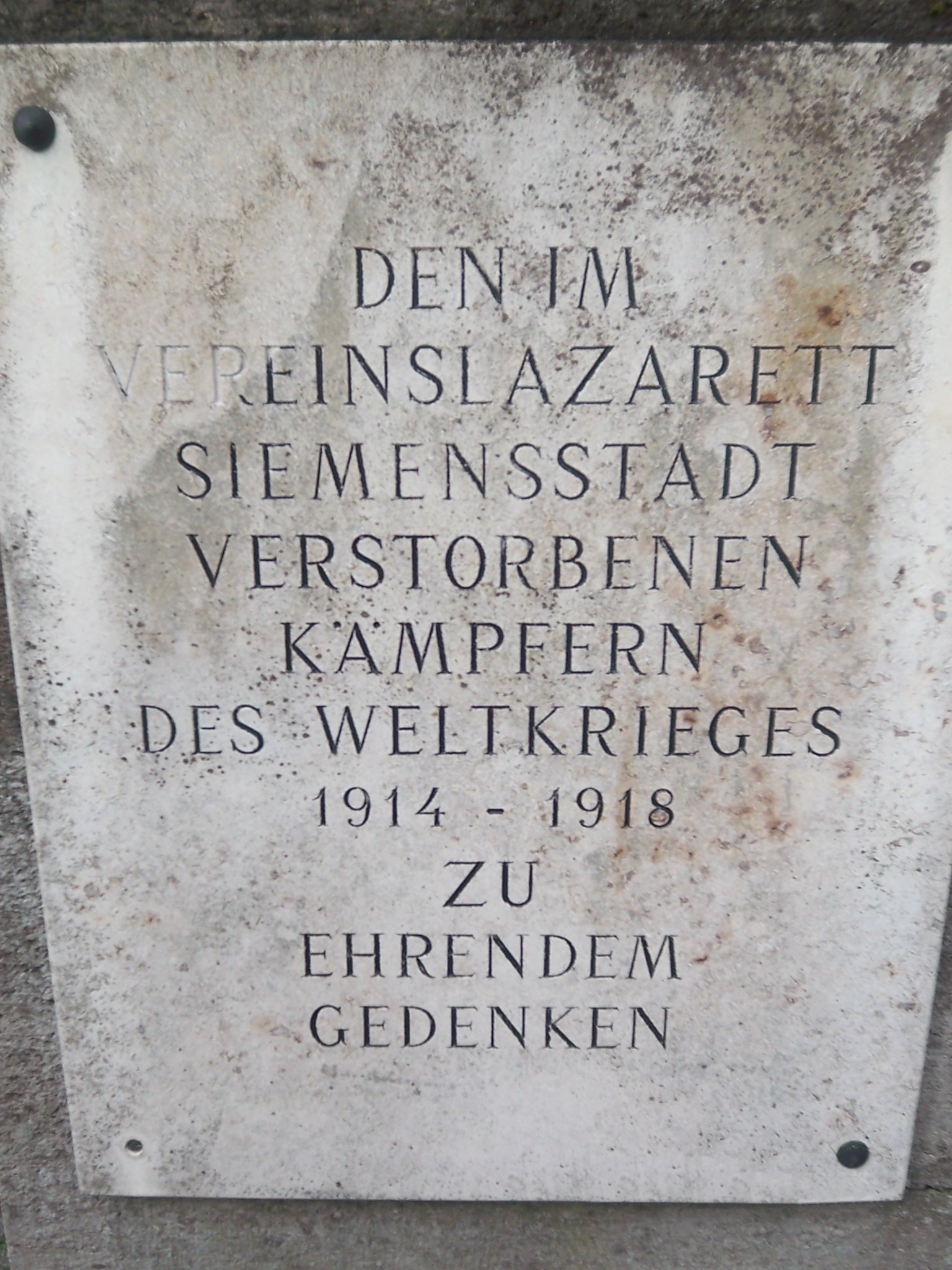

- Ort: Pionierstraße 82, Friedhof „In den Kisseln“ (Falkenhagener Feld). 52° 33′ 32,9″ N, 13° 10′ 29,8″ O

### Denkmal für die Gefallenen von 1914–1918 „In den Kisseln“ (1918)
| Auf dem Spandauer Friedhof „In den Kisseln“ befindet sich der 1919 angelegte Ehrenfriedhof für die im Ersten Weltkrieg gefallenen Söhne Spandaus. Das Denkmal, das auch als „Stahlhelm“ bezeichnet wird, ist Teil einer größeren Gedenkstätte mit Urnenfeld (Gräberfeld 37). Der Entwurf des Ehrenfriedhofs stammt von Stadtbaurat Karl Elkart und dem Architekten Heinrich Wolff. Die Bildhauerarbeiten wurden von Richard Kuhnert ausgeführt. Die Stele aus Muschelkalkstein trägt einen Stahlhelm mit Eichenkranz und ist umgeben von einem Geländer mit Muschelkalkkugeln und geschmiedeten Ketten. Inschrift (Text in Versalien): Ihren im Weltkrieg 1914–1918 gefallenen Söhnen, Die Stadt Spandau |

- Ort: Pionierstraße 82, Friedhof „In den Kisseln“ (Falkenhagener Feld). 52° 33′ 21,2″ N, 13° 10′ 26,3″ O

### Flora-Denkmal (1919)
| Das sozialpolitische Denkmal erinnert an die Wohnungsnot nach dem Ersten Weltkrieg und die Anstrengungen der Stadt zur Behebung derselben. Das Denkmal wurde vom Bildhauer Georges Morin aus Muschelkalkstein gefertigt. Die Skulptur zeigt die altrömische Göttin der Blüten kniend auf einem viereckigen Sockel; dabei hält sie ein Füllhorn hoch und entleert dieses. Inschrift (Vorderseite) (2009: völlig verwittert, nicht lesbar): Nach dem großen / Kriege wurde diese / Baugruppe durch / die Stadt Spandau / zur Linderung der / Wohnungsnot im / Jahr 1919 errichtet. Der Volksmund soll dieser Skulptur in den 1920er Jahren den Namen „Rosa Luxemburg“ gegeben haben. |

- Ort: Auf dem Platz vor den Häusern Betckestraße 27/28 (Wilhelmstadt). 52° 31′ 16,7″ N, 13° 11′ 57,1″ O

### Else-Denkmal
| Der Sandsteinquader auf zwei Podeststufen, ein Entwurf des Bildhauers August Gaul, trägt auf drei Seiten Inschriften, mit denen an eine Else erinnert wird. Um welche Person es sich handelt, erschließt sich vor Ort nicht. Es handelt sich um die früh verstorbene Schwester von Johannes Guthmann, Else Guthmann, verh. von Morgen (1870–1910). Joachim Guthmann beschreibt in seinen Lebenserinnerungen die Aufstellung des Gedenksteins. Inschrift (1. Seite, Text in Versalien): Else / meiner lieben Schwester / zum Gedächtnis Inschrift (2. Seite, Text in Versalien nach Johann Wolfgang von Goethe): Du bist kein Traumbild, wie / ich Dich erblicke, / Du warst, Du bist. Die Gottheit / hatte Dich / vollendet einst gedacht und / dargestellt. / So bist Du teilhaft des / Unendlichen, / des Ewigen und bist auf / ewig mein. Inschrift (3. Seite, Text in Versalien nach Johann Wolfgang von Goethe): Bleibe mir, Du vielgeliebtes / Bild, / vollkommen ewig jung und / ewig gleich! / Lass Deiner klaren Augen / reines Licht / mich immerfort umglänzen! / Schwebe vor, / wohin ich wandle, zeige mir / den Weg / durch dieser Erde Dornen- / labyrinth! |

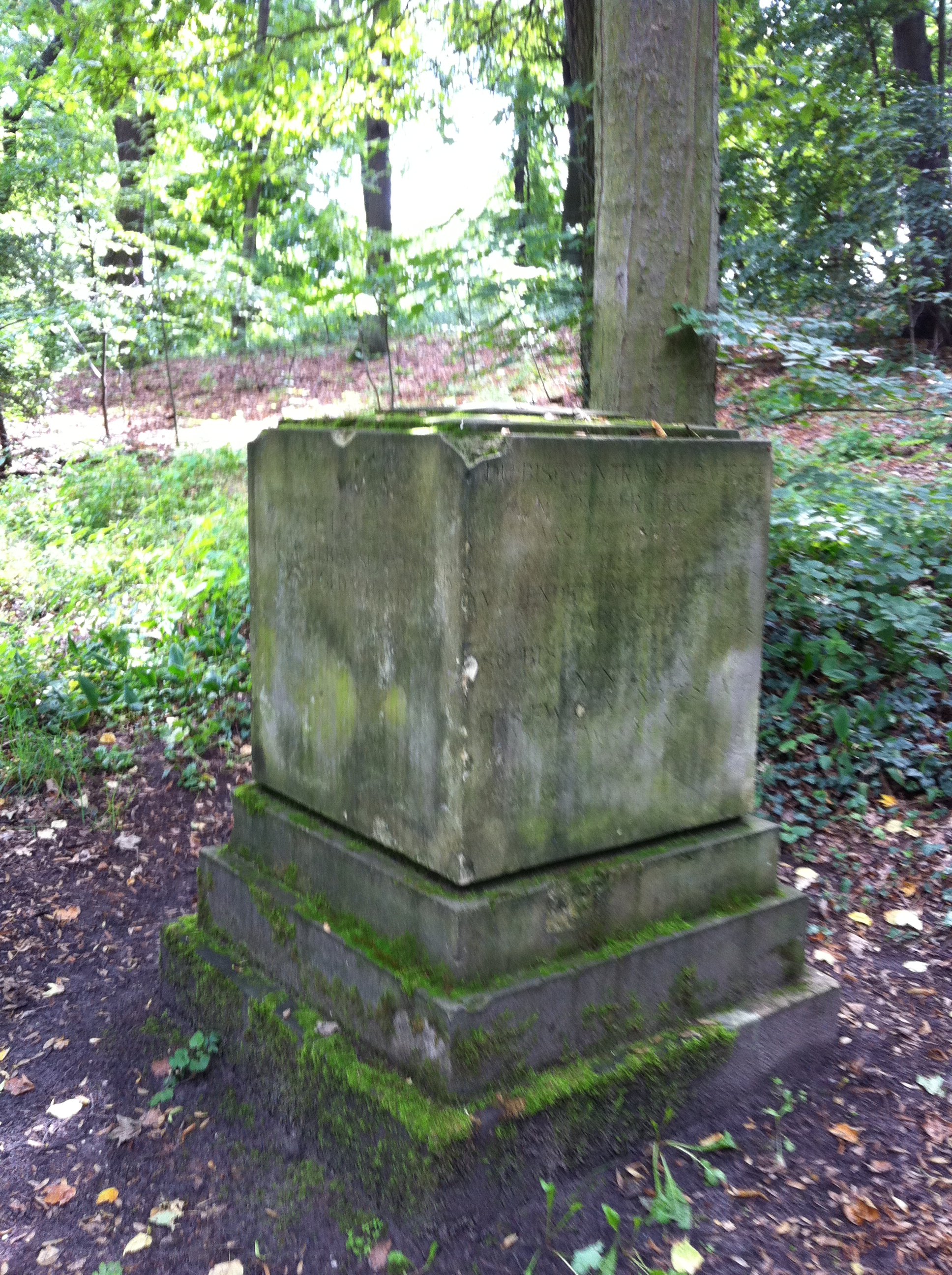
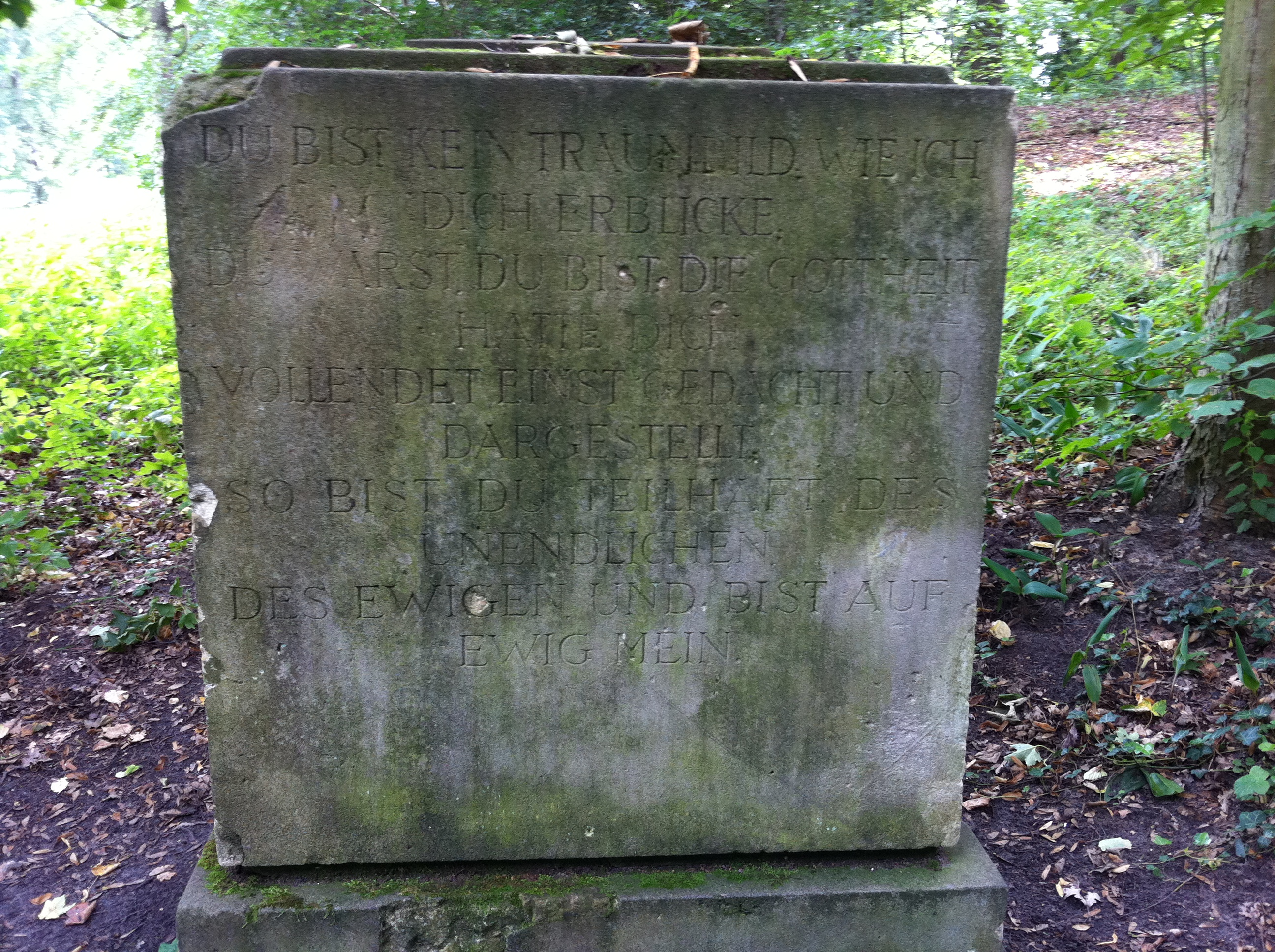
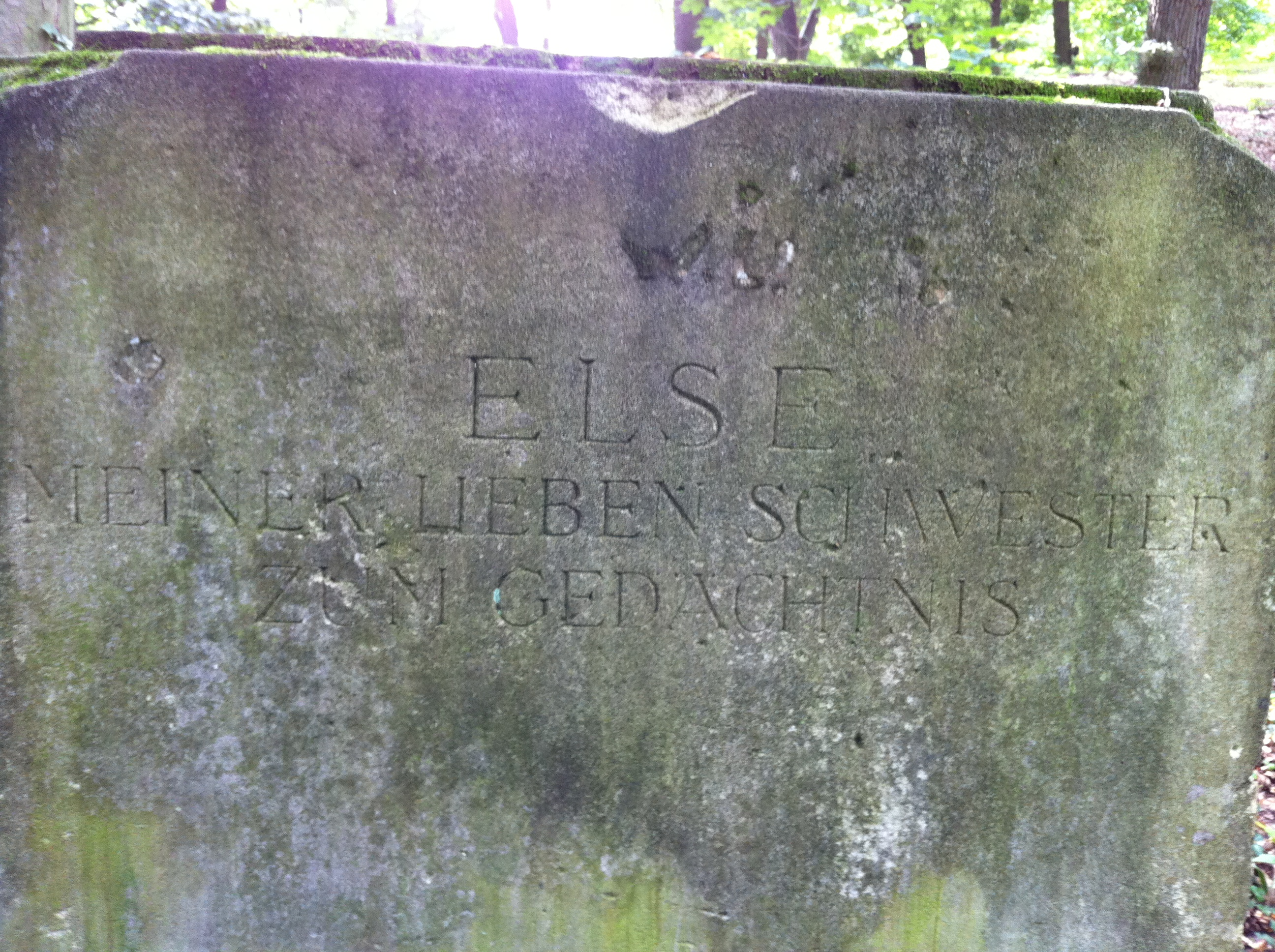
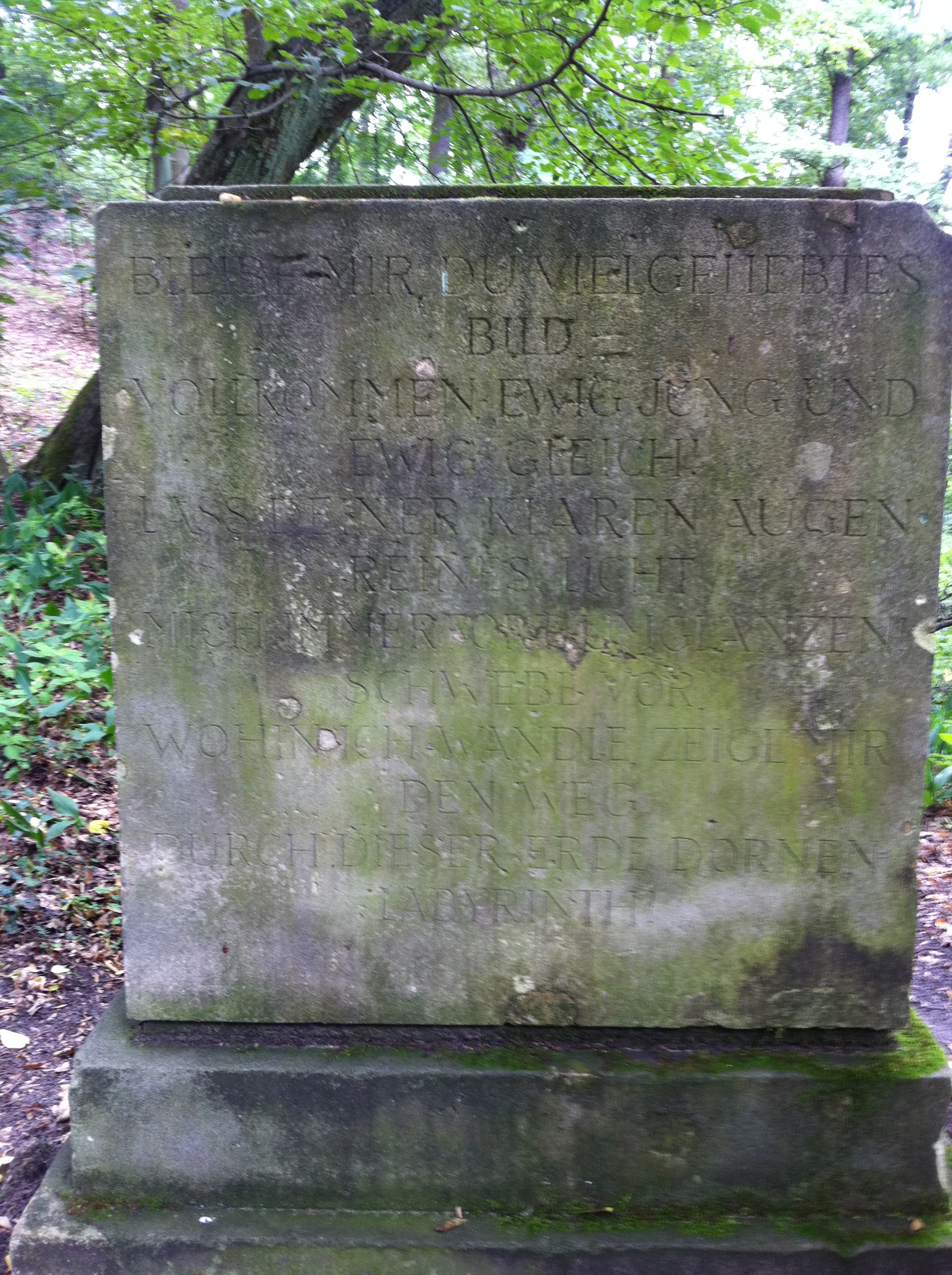

- Ort: Neukladower Allee 12, im Gutspark Neukladow (Kladow). 52° 27′ 31,6″ N, 13° 9′ 38,4″ O

### Denkmal des Garde-Grenadier-Regiments Nr. 5 (1922)
| Das Denkmal wurde am 21. Mai 1922 enthüllt. Angehörige des Regiments hatten sich schon bei Mobilmachung 1914 versprochen, dass die Überlebenden den Gefallenen des Ersten Weltkriegs ein angemessenes Denkmal setzen werden; hierfür wurde schon während des Krieges ein Grundstock gesammelt. Die Bronze-Plastik mit Namen Die Wacht, ein Krieger mit Kurzschwert – nur mit einem Stahlhelm und einem Lendentuch bekleidet – und ein Adler zu Füßen des Kriegers, stammt von August Schreitmüller; er hatte sie ursprünglich als Kriegerdenkmal für Friedhöfe geschaffen. Die Plastik ist auf einem schlichten Langsockel aus fränkischem Muschelkalkstein aufgesetzt, der wiederum auf einer Platte aus schlesischem Granit steht (gefertigt von der Berliner Grabdenkmalgesellschaft Schleicher). Das Denkmal ist den über 4000 Toten des 5. Garde-Grenadier-Regiments gewidmet. Inschrift (Vorderseite): Seinen im Weltkriege / gefallenen Kameraden / Das / Garde-Grenadier-Regiment Nr. 5 Inschrift (Rückseite): 1914 [Kreuz] 1918 Das Denkmal hatte einen einfachen Vorgänger auf dem früheren Kasernengelände am Ufer des Mühlengrabens (s. Gedenksäule des Garde-Grenadier-Regiments Nr. 5). |

- Ort: In der Grünanlage Stabholzgarten (Altstadt) 52° 32′ 3,1″ N, 13° 12′ 6,7″ O

### Denkmal des Pionierbataillons von Rauch (1922)
| Auf einem gemauerten Unterbau aus grob behauenen Feldsteinen (Höhe 0,72 Meter) bildet ein 1,25 Meter hoher heller Granitblock (Granitwerk Wunsiedel im Fichtelgebirge) das Denkmal, das von dem Bildhauer Wilhelm Wandschneider, der auch das Klinke-Denkmal schuf, ausgeführt wurde. Auf einem oberen, kleineren Block liegen Eichenlaub, Seitengewehr und Stahlhelm. Die zunächst am 18. April 1922, dann am 25. Juni 1922 vorgesehene Einweihung des Denkmals wurde wegen der einen Tag zuvor erfolgten Ermordung von Walther Rathenau abgesagt bzw. nur im Stillen durchgeführt. Die rückseitige Bronzetafel wurde am 12. Oktober 1935 anlässlich eines Pioniertreffens feierlich eingeweiht. Inschrift des Sockels (Vorderseite, Text in Versalien): 1914 Kreuz 1918 / Pionier-Bataillon / von Rauch / seinen Gefallenen / zum Gedächtnis. Inschrift der Bronzetafel (Rückseite, Text in Versalien): Es fielen getreu ihrem / Fahneneide für König und / Vaterland P.B.V.Rauch / 70 Offiziere / 238 Unteroffiziere / 1564 Gefreite u. Pioniere. / Ehre Ihrem Andenken |

- Ort: vor dem Grundstück Radelandstraße 1, in der Grünanlage an der Ecke Hohenzollernring (Falkenhagener Feld). 52° 33′ 18,2″ N, 13° 11′ 43,7″ O

### Denkmal für die Gefallenen des 5. Garde-Regiments zu Fuß (1923)
| Das Denkmal wurde am 6. Mai 1923 eingeweiht und erinnert an die im Ersten Weltkrieg gefallenen mehr als 4500 Mannschaften und 160 Offiziere des 5. Garde-Regiments zu Fuß. Die Rückseite zeigt ein stilisiertes Eisernes Kreuz und die Jahreszahlen „1914–1918“. Der Berliner Architekt Heinrich Wolff schuf den Entwurf des Denkmals; die Aufstellung am Askanierring hatte der Steinmetzmeister Ehlert aus Nauen übernommen. Das zum 1. Oktober 1962 aus verkehrstechnischen Gründen versetzte Denkmal besteht heute nur noch aus Teilen des Sockels mit Pfeiler aus märkischem Sandstein, der jedoch ursprünglich wesentlich höher (4,8 Meter hoch) und mit einem auffliegenden Adler (2,5 Meter hoch) bekrönt war. Der Adler (nach einem Entwurf des Bildhauers Professor Christian Behrens aus Cottaer Sandstein geschaffen), der 1922 von der Berliner Grabdenkmalgesellschaft Schleicher erworben worden war, wurde erst nach 1962 entfernt. Die Reste des Adlers befinden sich in der Zitadelle Spandau in der Ausstellung in der Alten Kaserne. Inschrift (Vorderseite, Text in Versalien): Den im / Weltkriege / gefallenen / Kameraden. / [Gardestern mit den lateinischen Worten Suum Cuique (Jedem das Seine)] / d. 5. Garde- / Regiments z.F. Inschrift (Rückseite): [Kreuz] / 1914–1918 |

- Ort: Ursprünglich auf dem Mittelstreifen des Askanierrings (hier heute: Flankenschanze/Moritzstraße) Ecke Moltkestraße (heute Galenstraße), versetzt zum Hohenzollernring gegenüber der Hausnummer 166 (Spandau). 52° 32′ 25,9″ N, 13° 11′ 43,5″ O

### Denkmal für die Gefallenen aus Kladow (1924)
|  | Das aus Feldsteinen gemauerte und am 31. August 1924 eingeweihte Denkmal befindet sich hinter der Kladower Dorfkirche. Das Denkmal schuf der Bildhauer Hans Dammann. Inschrift (Text in Versalien): Für Land und Volk / blieben im Weltkriege Es folgen die Namen von 35 Gefallenen. |

- Ort: Alt-Kladow, gegenüber der Hausnummer 13 (Kladow). 52° 27′ 10,3″ N, 13° 8′ 43″ O

### Denkmal für die Gefallenen aus Gatow (1925)
| Das am 12. Juli 1925 eingeweihte Denkmal befindet sich auf dem Dorffriedhof im Ortsteil Gatow. Es handelt sich um eine Relief-Darstellung zweier um eine Grabstelle mit Kreuz versammelter Engel in einer Kartusche, welche an der alten Dorfkirche zur Straße Alt-Gatow in die Friedhofsmauer eingelassen ist. Gegenüber findet sich an der Außenmauer der Kirche eine Tafel, welche die Namen von 26 Gefallenen aufführt. Inschrift (oben/unten im Rahmen der Kartusche, Text in Versalien): Geschichte verzeichne die Taten der Helden / und Frieden o schmück der Gefallenen Grab |

- Ort: Alt-Gatow 32 (Gatow). 52° 29′ 11,7″ N, 13° 10′ 55″ O

### Denkmal für die Gefallenen aus Staaken (ca. 1925)
| Das für die Gefallenen des Ersten Weltkrieges errichtete Denkmal befindet sich auf dem Pfarrhof der Dorfkirche Staaken auf der Ostseite der Kirche. Auf dem Sockel wurden später zur gleichzeitigen Erinnerung an die Gefallenen des Zweiten Weltkrieges die Jahreszahlen „1939–1945“ hinzugesetzt. Inschrift auf dem Kreuz (Text in Versalien): Seinen gefallenen Söhnen / Das dankbare Staaken / 1914 / 1918 Zusatz auf dem Sockel: 1939–1945 |

- Ort: Hauptstraße 12 / Ecke Nennhauser Damm 72 (Staaken). 52° 31′ 51,2″ N, 13° 8′ 25,6″ O

### Denkmal für die Gefallenen der Brandenburgischen Trainabteilung Nr.3 (1928)
| Das vom Regierungs- und Baurat a. D. Erich Richter entworfene Denkmal aus Muschelkalkstein wurde am 13. Mai 1928 enthüllt und erinnert an die Toten der Brandenburgischen Trainabteilung Nr. 3 im Ersten Weltkrieg, deren Kaserne hier lag. Inschrift in Metallbuchstaben (Vorderseite, Text in Versalien): Den / gefallenen Kameraden / der brandenburgischen / Train-Abteilung Nr. 3 / und ihrer / Kriegsformationen / zum / Andenken Inschrift in Metallbuchstaben (Rückseite): Symbol Krone / W / 1914 Inschrift in Metallbuchstaben (Nebenseiten): 1914 / 1918 |

- Ort: Wilhelmstraße 26–30, im Vorgarten der ehemaligen Trainkaserne (Wilhelmstadt). 52° 31′ 9,5″ N, 13° 11′ 3″ O

### Denkmal für Friedrich Ludwig Jahn (1929)
| Friedrich Ludwig Jahn (1778–1852) war der sogenannte „Turnvater“. Das Denkmal wurde am 6. Juni 1929 von der Preußischen Hochschule für Leibesübung, dem Preußischen Kultusministerium sowie der Stadt aufgestellt. Der Entwurf des männlichen Aktes stammt von Ernst Wenck. Das Jahn-Denkmal ist eine Stiftung Ernst Wencks und soll die äußere und innere Befreiung des Menschen symbolisieren. Inschrift (Text in Versalien): Ein Jungtum / ein echtes deutsches / Jungtum wollte ich / durch die deutsche / Turnkunst erreichen / Friedrich Ludwig Jahn |

- Ort: Radelandstraße 21 (Falkenhagener Feld). 52° 33′ 21,1″ N, 13° 11′ 32,1″ O

### Denkmal Bogenschütze – Schützengilde zu Spandau (1934)
| Im Jahr 1934 feierte die Schützengilde zu Spandau ihr 600. Gründungsjubiläum. Aus diesem Anlass wurde am 24. April 1935 auf dem 1912 bezogenen Grundstück des Traditionsvereins in der Mitte eines Rondells der Einfahrt ein Denkmal errichtet, das einen Schützen aus mittelalterlicher Zeit zeigt, als man noch mit einer Armbrust schoss. Das Denkmal ist von dem Bildhauer Emmerich Oehler geschaffen worden. Inschrift (Vorderseite): 600 Jahre / Schützengilde / zu Spandau. / 1334–1934. |

- Ort: Niederneuendorfer Allee 12 (Hakenfelde). 52° 34′ 4,8″ N, 13° 12′ 42,9″ O

### Denkmal für die Gefallenen der Charlottenburger Wasserwerke (1934)
| Rechts hinter dem Haupteingang des Wasserwerks am Rohrdamm/Motardstraße wurde am 1. Mai 1934 ein etwa 1,5 Meter hoher Findling, der an die im Ersten Weltkrieg gefallenen Beschäftigten der „Charlottenburger Städt. Wasserwerke“ erinnert, eingeweiht. Auf dem Sockel ist in Flachrelief ein Stahlhelm auf einem Lorbeerzweig angebracht. Der Stein steht heute in einem Grünbereich nahe der Haupteinfahrt zu dem 2007 stillgelegten Wasserwerk Jungfernheide an der Motardstraße. Es ist unklar, ob es sich um den Originalstandort handelt. Inschrift (Vorderseite): Am 1. Mai 1934 / den im Weltkriege / gefallenen Mitarbeitern / der Charlottenburger / Städt. Wasserwerke / zum Gedächtnis |

- Ort: Motardstraße 1–59 (ungerade Hausnummern), Betriebsgrundstück der Berliner Wasserbetriebe (Siemensstadt). 52° 32′ 0,5″ N, 13° 15′ 41,2″ O

### Gedenkstein Reichsforschungssiedlung (ca. 1934)
| Der Gedenkstein gedenkt und heroisiert den Bau der Reichsforschungssiedlung Haselhorst. Inschrift: Die Wohnstadt Spandau-Haselhorst wurde in den Jahren 1930–1934 durch die Gemeinnützige Wohnungs- / bau Aktiengesellschaft Groß-Berlin im Auftrag von Reich und Preußen auf historischem Fortifikations- / boden Spandaus erbaut. Sie umfaßt 3000 Kleinwohnungen, die in 3 Bauabschnitten unter Mitarbeit / vieler tausend Köpfe und Hände geschaffen wurden. Für rund 13000 Volksgenossen wurden dadurch / gesunde Lebens- und Wohnungsbedingungen in günstiger Lage zu ihren Arbeitsstätten und zugleich / in der Natur und der Nähe von Wald und Wasser geschaffen. (stark verwittert, schwer leserlich) |

- Ort: Lüdenscheider Weg / Haselhorster Damm „Reichsforschungssiedlung Haselhorst“ (Haselhorst). 52° 32′ 48,6″ N, 13° 14′ 11,8″ O

### Denkmal für die Gefallenen der Siemenswerke (Siemens-Ehrenmal) (1934 und 1970)
| Das in Form eines abgesenkten Hofes errichtete Denkmal zur Erinnerung an die in den beiden Weltkriegen gefallenen Siemens-Mitarbeiter (Siemens-Ehrenmal) befindet sich an der Kreuzung Rohrdamm / Ecke Nonnendammallee. Eine 24 Meter × 28 Meter große Platzfläche ist mit Granitplatten ausgelegt; begrenzt wird dies durch eine rund 1,80 Meter hohe Umfriedung aus Muschelkalkstein mit Hintermauerungssteinen. Der tiefer gelegene Gedenkplatz selbst ist über sechs Stufen von der Nonnendammallee aus zugänglich. Erste gestalterische Ideen für ein Mahnmal gab es schon 1921 mit dem Ziel einer Einweihung zum Jahr 1922. Das Ehrenmal wurde aber erst Jahre später nach einem Wettbewerb durch Hans Hertlein gestaltet, die Einweihung erfolgte am 5. August 1934 durch Carl Friedrich von Siemens. An drei der vier Wänden des Hofes sind auf 118 gusseisernen Platten die Namen aller 2989 Gefallenen nach Kriegsjahren geordnet aufgeführt. Die erste Tafel (im Hof links) trägt als Inschrift (Text in Versalien): Im Weltkrieg / 1914–18 liessen ihr Leben / für das Vaterland / 2989 Kameraden aus / den Siemenswerken / Ihre Namen sind / hier verewigt. In der Mitte des Hofes befindet sich auf einer niedrigen, 2,2 Meter × 3,3 Meter großen, einem Sarkophag ähnlichen Platte aus Muschelkalkstein ein Bronzeschwert. Die Plattenwände tragen die Umschrift (Text in Versalien): Den Unvergessenen / Kameraden die im Weltkrieg / den Heldentod starben / das Haus Siemens Am südwestlichen Rand der Umfriedung erhebt sich eine rund 16 Meter hohe rechteckige Stele aus Muschelkalkstein. Auf der Vorderseite findet sich die Jahreszahl 1914, ein Eichenblatt, die Jahreszahl 1918 und darunter ein Eisernes Kreuz. Auf dem Pfeiler sitzt ein rund 2,5 Meter hoher Adler (Bronze) mit einer Flügelspannweite von 3,30 Metern. Schwert und Adler des Ehrenmals sind Arbeiten von Joseph Wackerle. Im Jahr 1970 wurde das Denkmal für die im Zweiten Weltkrieg gefallenen Siemens-Mitarbeiter nach Entwürfen des Berliner Architekten Karl Heinrich Schwennicke (1901–1985) erweitert. Für jedes Kriegsjahr wurde seitlich angeordnet ein weißer monolithischer Quader aus Kunststein aufgestellt, der jeweils eine Jahreszahl trägt. Im Jahr 1994 ließ die Firma Siemens die gesamte Gedenkstätte restaurieren. |

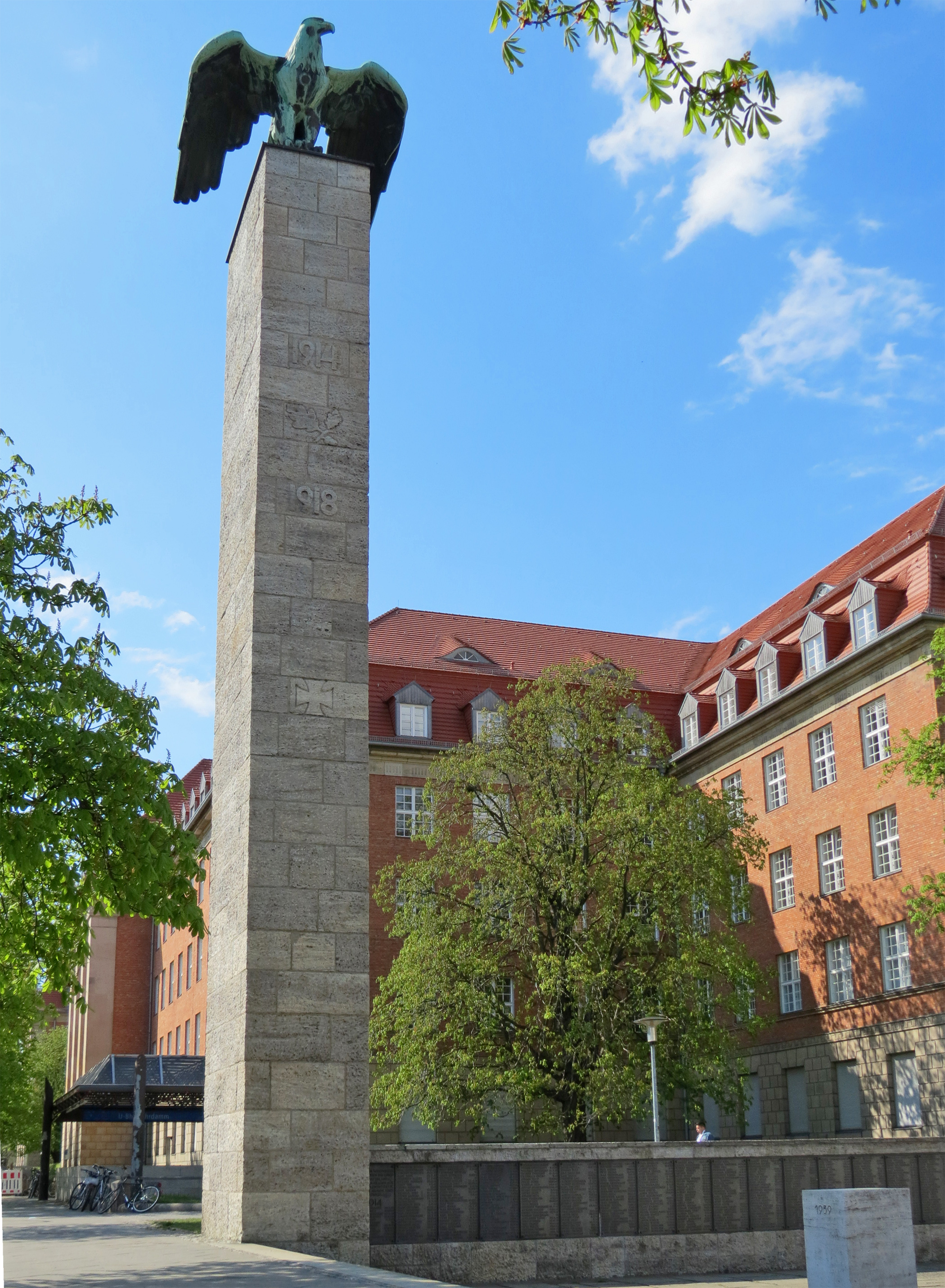
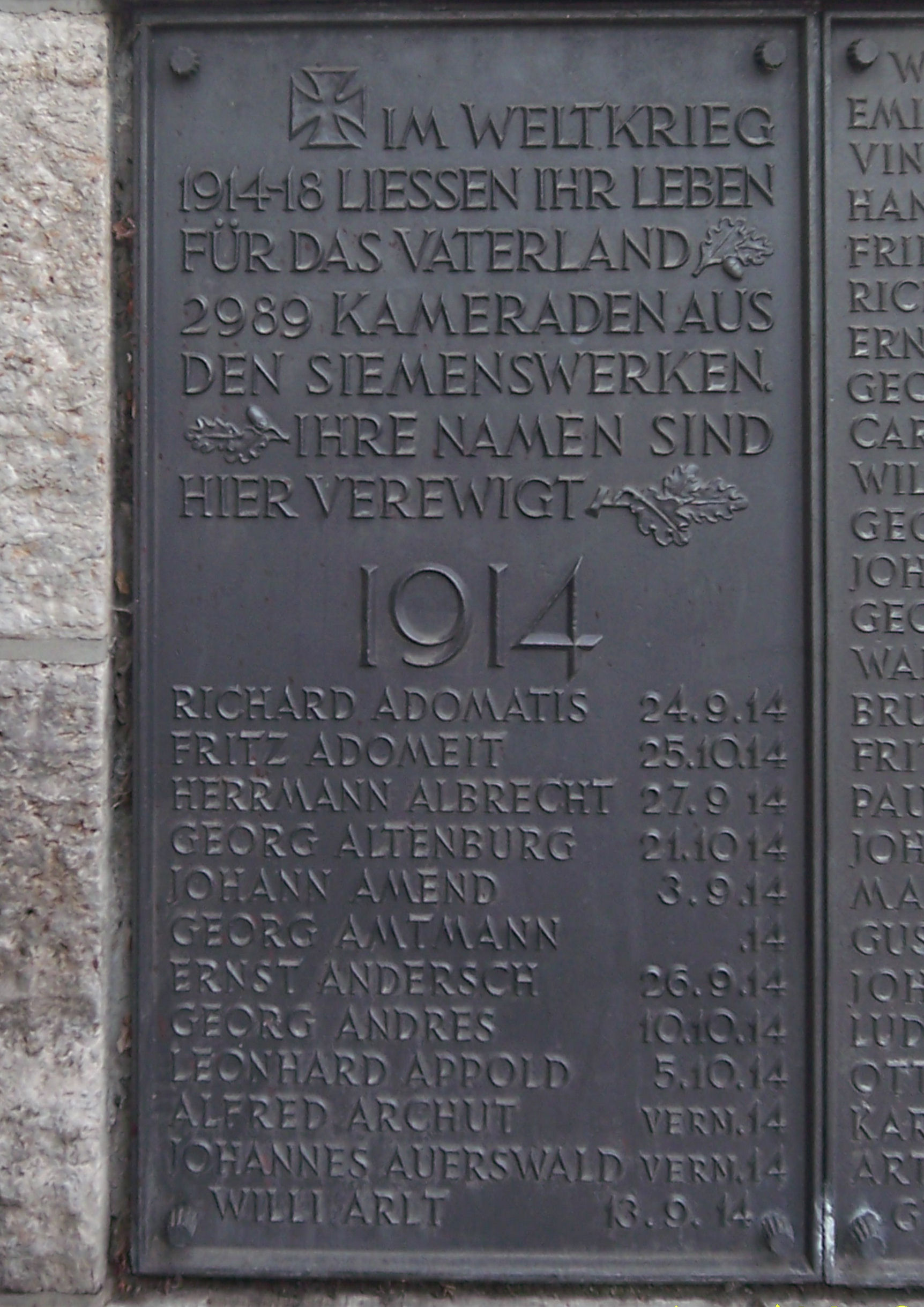
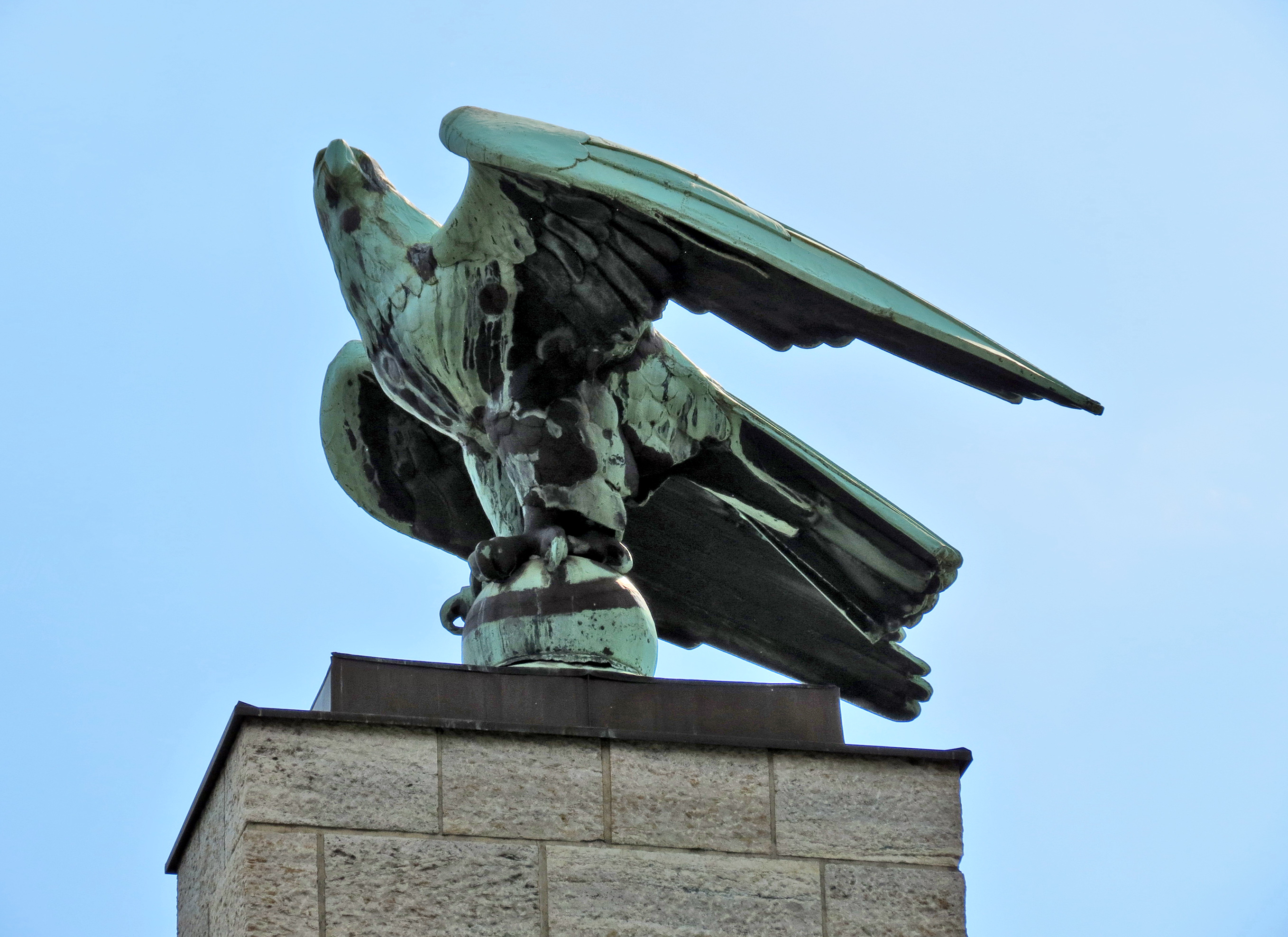
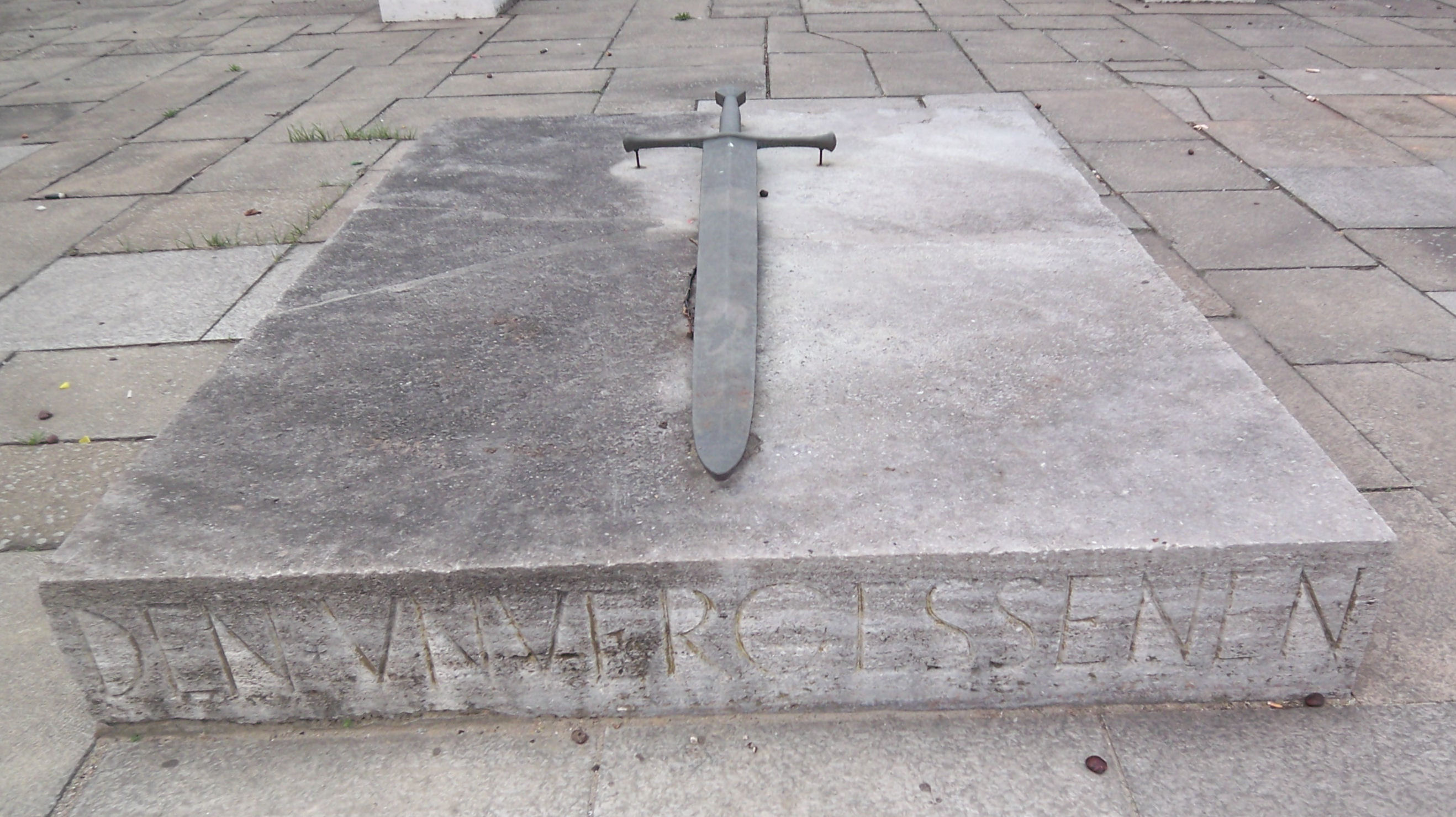
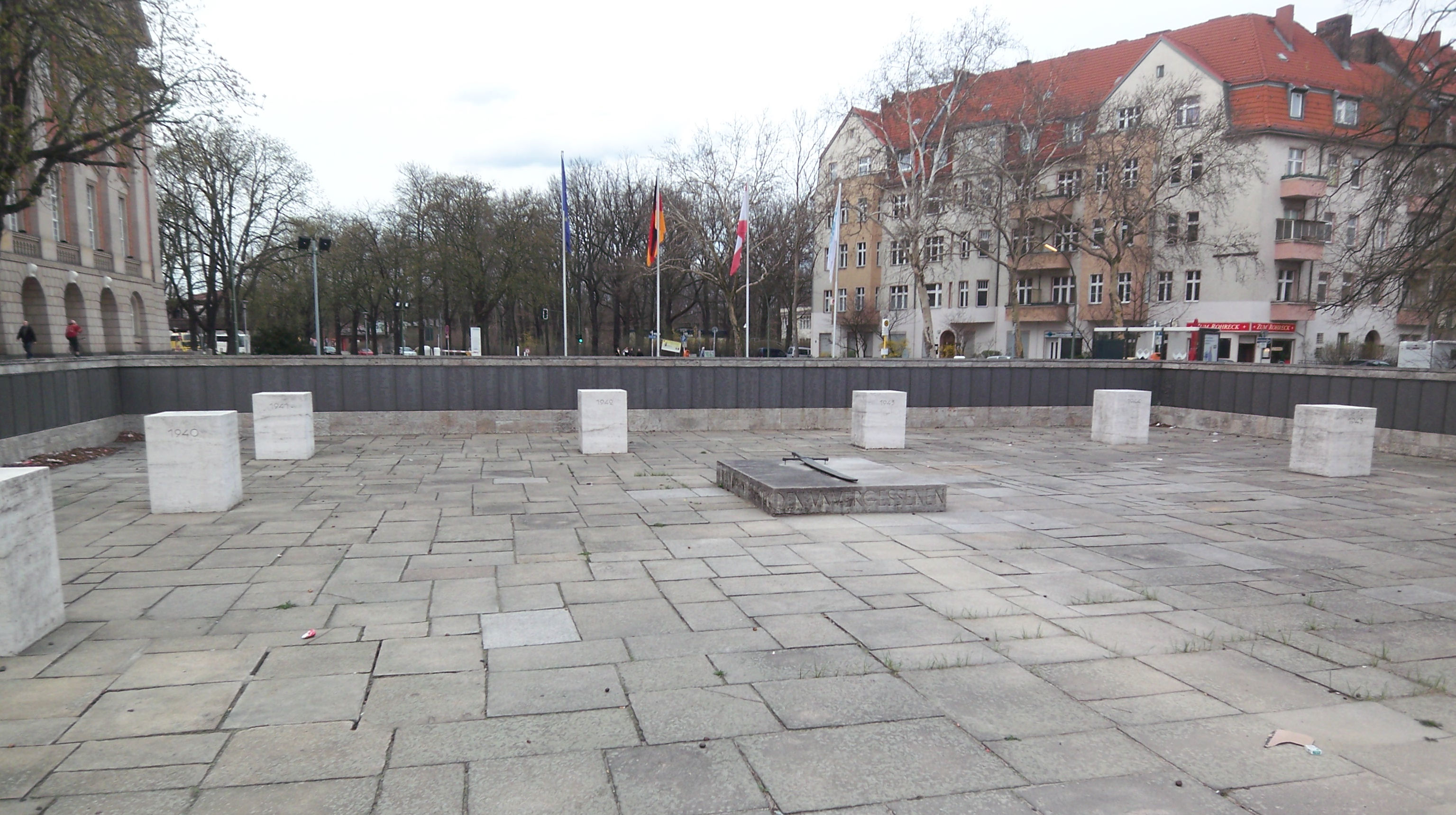

- Ort: Nonnendammallee 101 (Siemensstadt). 52° 32′ 13,4″ N, 13° 15′ 50,1″ O

### Denkmal der nationalen Erhebung (1935)
| Die 1,60 Meter hohe Skulptur auf dreiteiligem Granitsockel (2,35 Meter hoch), die einen Adler im Horst mit Gelege darstellt, wurde von Max Esser gestaltet und anlässlich der Vollendung der Reichsforschungssiedlung Haselhorst Anfang Juli 1935 „Denkmal der nationalen Erhebung“ aufgestellt. |

- Ort: Lüdenscheider Weg 4, Kinderspielplatz im Blockinnenbereich „Reichsforschungssiedlung Haselhorst“ (Haselhorst).[9] 52° 32′ 50,5″ N, 13° 14′ 6,6″ O

### Denkmal 3. Infanterie-Division / 3. Panzergrenadier-Division (Datum unbekannt)
| Abbildung Das auf dem Gelände der Blücher-Kaserne (rechts vom Hauptweg direkt hinter der Kasernenzufahrt) befindliche Militär-Denkmal besteht aus einer Bronzetafel, die auf einer gemauerten Backsteinwand angebracht ist. Inschrift: ZUR ERINNERUNG AN DIE / 3. INFANTERIE-DIVISION (3.I.D.(mot.) - 3. PANZERGREN.DIV.) / FRANKFURT/ODER / DIVISIONS-STAB (Links) (Doppelkreuz) INFANTERIE REGT. 8 / FRANKFURT/ODER- LÜBBEN/SPREEW. / LEIB=GREN=REGT. KÖNIG FR. WILHELM III. / (1. BRAND.)NR. 8. FRANKFURT/O. / GREN/REGT. PRINZ CARL v. PREUSSEN / (2. BRAND.) NR. 12 FRANKFURT/ODER / BRANDENB. JÄGER=BATL. NR.3. LÜBBEN / PIONIER BATL. 3 / KÜSTRIN / PION. BATL. V. RAUCH (1. BRAND.) NR.3. / SPANDAU. / NACHR. ABT. 3 / FRANKFURT/ODER / TELEGRAPHEN-BATL. NR.2 FRANKF./O. COTTBUS / FELD. ERS. BATL. 3 / DIV. NACHSCH. TR. 3 / VERW. TR. 3 (Mitte) INFANTERIE REGT. 29 / GUBEN / KAISER FRANZ / GARDE▪ GEN▪ REGT. NR. 2 / BERLIN / ARTILLERIE REGT. 3 / FRANKFURT/ODER - CROSSEN/ODER / M. T I.ART.REGT.39 KÜSTRIN / FELDART.-REGT. / GENERALFELDZEUGMEISTER / (2. BRANDENB.) NR.18 / FRANKFURT/ODER / POSENSCHES / FELDART.-REGT. NR. 54 / CÜSTRIN- LANDSBERG/W. / H.-FLAK-ART.-ABT. 312 / SANIT. TRUPPE 3 / FELDPOSTAMT 3 (Rechts) (Schwarzes Kreuz) INFANTERIE REGT .50 / LANDSBERG/W.-KÜSTRIN / INFANTERIE-REGT. V. STÜLPNAGEL / (5. BRANDENB.) NR. 48 CÜSTRIN / 3. NIEDERSCHLESISCHES / INF. REGT. NR. 50. RAWITSCH- LISSA / PANZER ABT. 103 / AUFKL. ABT. 3 u.Im.l 53 / KRAD-SCHÜTZ. BATL. 53 / PANZ. AUFKL. ABT. 103 / PANZ.-JÄGER ABT. 3 / FRANKFURT/ODER / KRAFTF.-PARK TR. 3 / / VETERINÄR TR. 3 / FELDGEND. TR. 3 |

- Ort: Sakrower-Landstraße 100, Blücher-Kaserne (Zugangskontrolle!) (Kladow). 52° 26′ 50,9″ N, 13° 7′ 34,1″ O

### Sowjetisches Ehrenmal Staaken (1945)
| Das Ehrenmal (Gedenkstätte der Soldaten der Roten Armee) befindet sich vor der alten Dorfkirche Staaken. Das Denkmal wurde nach Kriegsende 1945 durch Verwendung des im Jahr 1901 zum 200. Jahrestag der Gründung des Königreichs Preußen errichteten Obelisks – gedreht und auf seine Spitze gestellt – den im Kampf um Berlin gefallenen Soldaten der Roten Armee gewidmet. 1991 hatten Unbekannte den roten Stern abgeschlagen. Die Spandauer CDU wollte danach die Wiederherstellung des Zustandes von 1901, doch der Denkmalschutz legte ein Veto ein. Das Denkmal wurde im Jahr 2002 restauriert. Inschrift (Text in Versalien): Zum / Andenken / an die / Befreiung / am / 25. April 1945 / durch / die / Rote / Armee Zusatz auf dem Sockel (in Deutsch): Gewidmet / von der / sozialis- / tischen / Einheit Zwei weitere Sockelinschriften in kyrillischer Schrift ВПАМЯТЬ ОСВОБОЖДЕНИЯ Г. ШТААКЕН КРАСНОИ АРМИЕЮ (Übersetzung: In Erinnerung an die Befreiung von Staaken durch die Rote Armee) ДА ЗДРАВСТВУЕТ ПОБЕДОНОСНАЯ КРАСНАЯ АРМИЯ (Übersetzung: Lang lebe die siegreiche Rote Armee) |

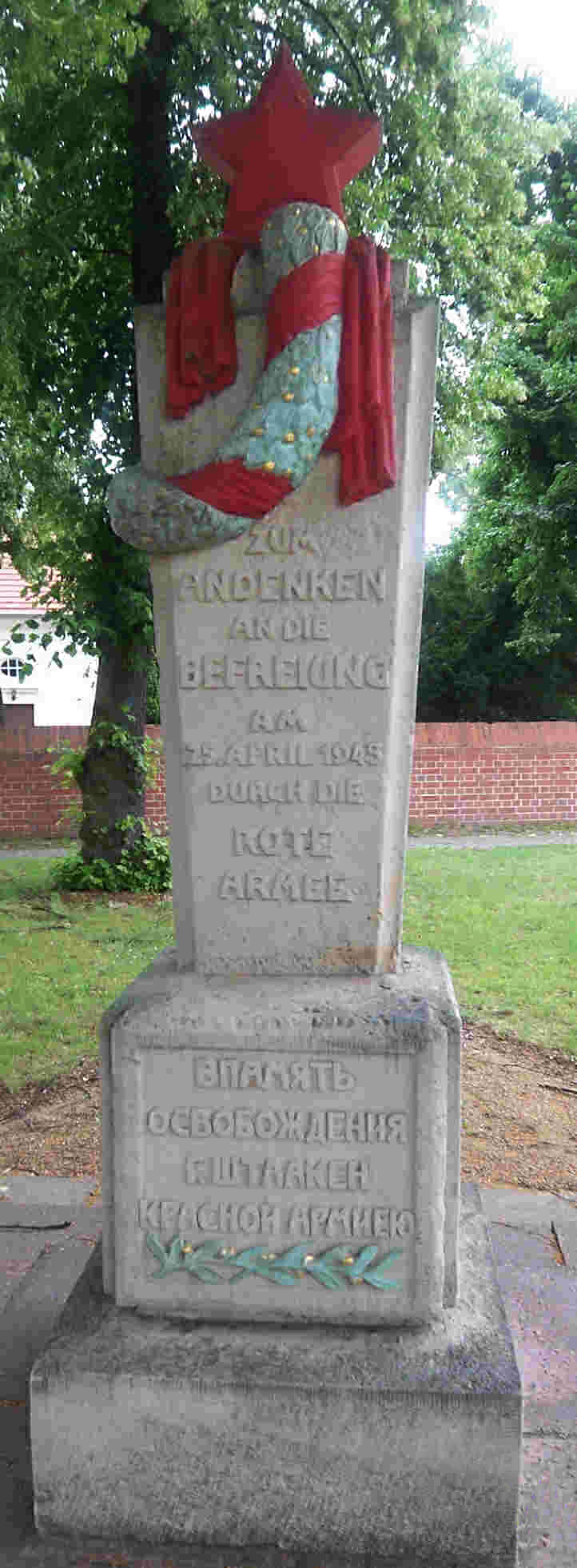
Frontansicht von der Hauptstraße
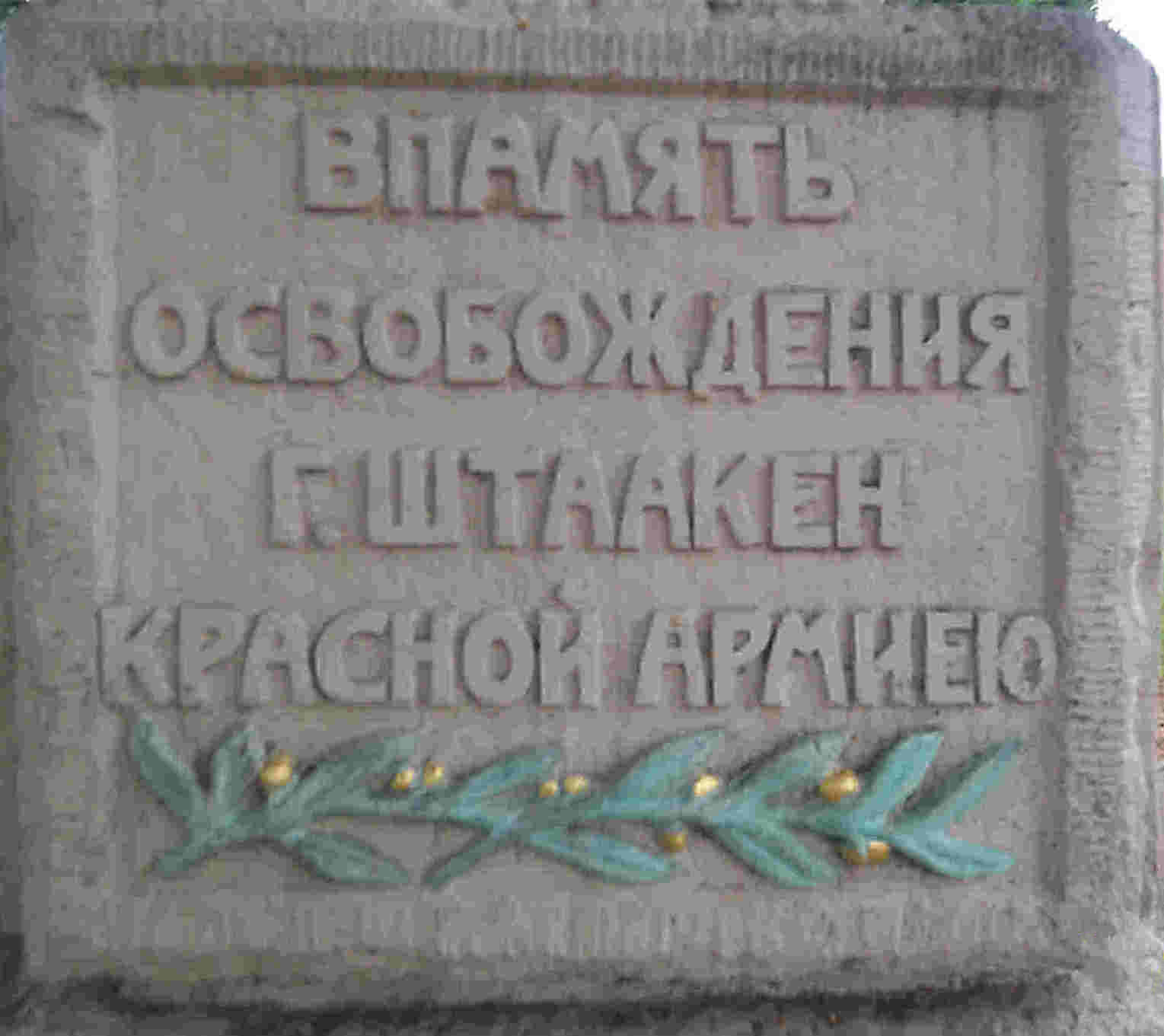
Gedenktafel am Sockelfuß, kyrillische Inschrift
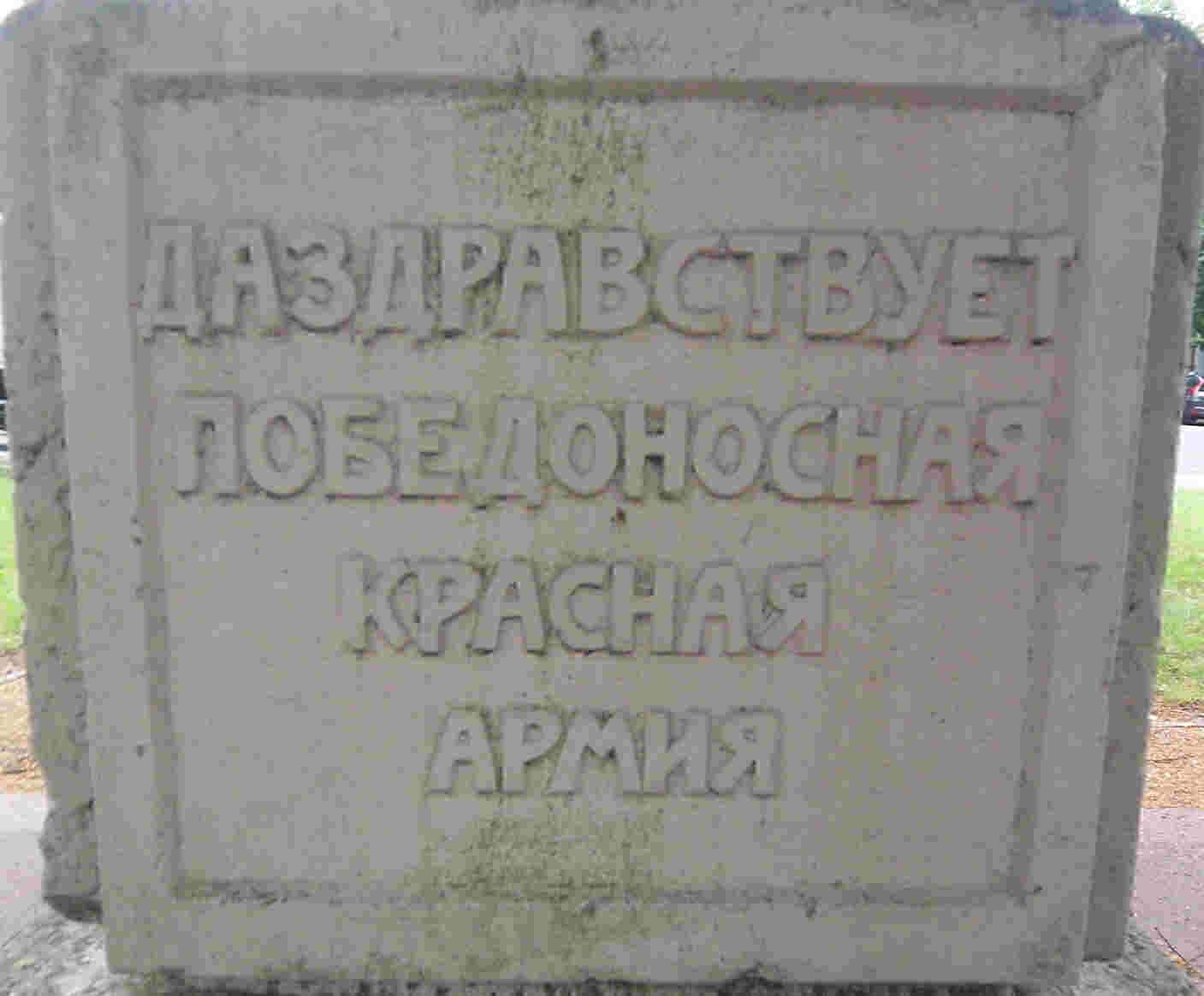
Gedenktafel am Sockelfuß, kyrillische Inschrift
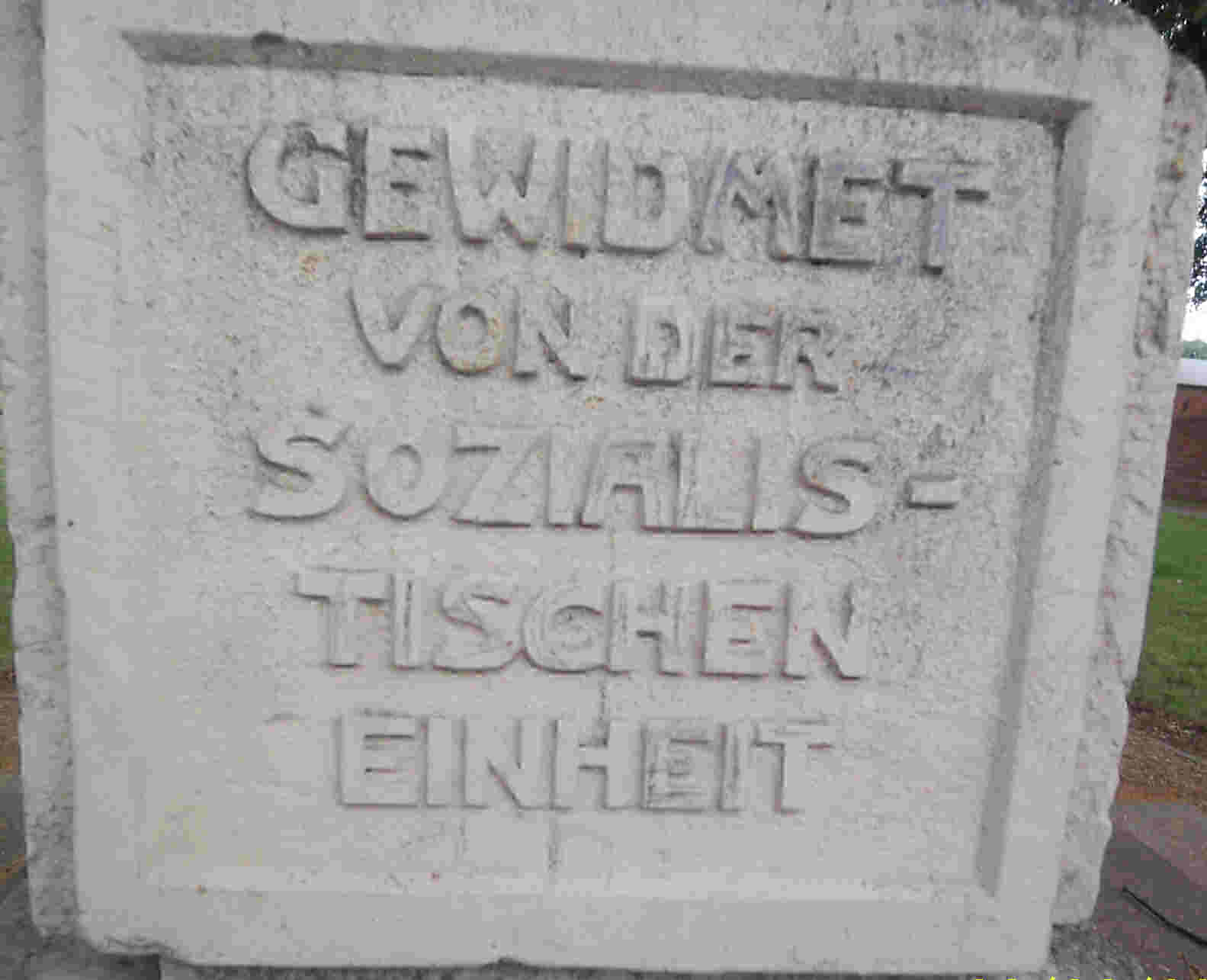
Gedenktafel am Sockelfuß, deutsche Inschrift

- Ort: vor Hauptstraße 12 (Staaken). 52° 31′ 50″ N, 13° 8′ 25,4″ O

### Gedenkstein Guthmann/Zimmermann (ca. 1956)
|  | Der Gedenkstein in Form eines Grabmals trägt auf der Vorderseite die eingravierte Inschrift (Text in Versalien, tlw. kaum leserlich): Joachim Zimmermann / 10. XII 1875 – 21.I 1953 / Johannes Guthman / 25. VIII 1876 – 9. IX 1956 Johannes Guthmann war Kunsthistoriker und Schriftsteller; sein Lebenspartner, der Historiker Joachim Zimmermann, befasste sich mit literarischem Wirken. Die beiden sind vermutlich hier nicht – außerhalb eines Friedhofs – begraben. Das Anwesen des Gutes Neukladow war 1887 durch Robert Guthmann erworben worden. Im Jahre 1909 überließ Robert Guthmann das Gut seinem Sohn Johannes Guthmann, der das Herrenhaus umbauen ließ und u. a. die zwei halbkreisförmigen Torhäuser an der Zufahrt von der Neukladower Allee errichten ließ. Der Park wurde teilweise von dem Gartenarchitekten und Staudenzüchter Karl Foerster angelegt. Zwischen 1910 und 1921 war das Gut unter dem kunstsinnigen Mäzen Johannes Guthmann Treffpunkt von Künstlern und Kunstinteressierten. 1921 übernahm Mary Guthmann, die Schwester von Johannes Guthmann, das Gut; sie verkaufte es 1928 an die Stadt Berlin. |

- Ort: Neukladower Allee 12, im nördlichen Teil des Gutsparks Neukladow auf einer Feuchtwiese (Kladow). 52° 27′ 33,2″ N, 13° 9′ 39,5″ O

### Mahnmal des Zweiten Weltkriegs „In den Kisseln“ (1958)
| Auf dem Spandauer Friedhof „In den Kisseln“ befindet sich auf dem zentralen Ehrenfriedhof in Abt. I nahe dem Südeingang von der Pionierstraße seit 1958 ein schlichtes hohes Kreuz aus Wesersandstein. Inschrift (auf der Platte vor dem Kreuz): Den Opfern der Kriege. |

- Ort: Pionierstraße 82, Friedhof „In den Kisseln“ (Falkenhagener Feld). 52° 33′ 15,9″ N, 13° 10′ 54,4″ O

### Siemens-Gedenkwand (1958)
| Die linke Seite der von Bernhard Heiliger entworfenen und Fritz Kühn ausgeführten Siemens-Gedenkwand (Eisen, Kupfer) bildet ein geschmiedetes, abstraktes Metallrelief. Die rechte Wandfläche enthält ein Profilporträt von Robert von Siemens mit einer Inschrift. Inschrift am oberen Rand der linken Seite (Text in Versalien): Pflicht, wo man liebt, was man sich selbst befiehlt (Goethe). Inschrift am Profilporträt der rechten Seite (Text in Versalien): Robert von Siemens / geb. 24.6.1889 in Berlin / als Leiter der Abteilung Bahnen / der zentralen Entwicklung und / der Metallwerker widmete er / seine Lebensarbeit dem Hause, / das sein Großvater Werner / gegründet hat. / Er starb am 20. September 1945 / in der Nähe von Posen. |

- Ort: Lenther Steig 7, in der Robert-von-Siemens-Halle (Siemensstadt). 52° 32′ 21,4″ N, 13° 16′ 1,4″ O

### Wichernbüste (ca. 1958 [?])
| Unter einem Vordach der Stiftskirche des Evangelischen Johannesstifts Berlin in Hakenfelde befindet sich auf einer Stele die Büste von Johann Hinrich Wichern mit Inschrift. Sie erinnert daran, dass Wichern 1858 nach Berlin kam und das Johannesstift gründete. Die Nachfolger Wicherns verlegten das Johannesstift von 1907 bis 1910 in den Spandauer Stadtwald. Inschrift (Text in Versalien): J·H·Wichern / Der Gründer des / Evangelischen / Johannesstifts / 1858 |

- Ort: Evangelisches Johannesstift Berlin, Schönwalder Allee 26 (Hakenfelde). 52° 34′ 10,7″ N, 13° 11′ 42,7″ O

### Denkmal zur Erinnerung an den Mauertoten Dieter Wohlfahrt (ca. 1961)
| Am 9. Dezember 1961 versuchte der Student Dieter Wohlfahrt an der Bergstraße zwischen Staaken und Spandau der Mutter einer Bekannten zur Flucht nach West-Berlin zu verhelfen. Der Österreicher, der bis 1956 noch in der DDR gelebt hatte, engagierte sich in studentischen Aktionen zur Fluchthilfe. Wohlfahrt und seine Begleiter gerieten in einen Hinterhalt der Grenzsoldaten der DDR, die auf die Gruppe schossen. Dieter Wohlfahrt wurde tödlich getroffen und blieb eine Stunde ohne ärztliche Versorgung im Grenzbereich liegen. Die strafrechtlichen Ermittlungen gegen die ehemaligen Grenzpolizisten, die Dieter Wohlfahrt erschossen haben, werden 1996 mit der Begründung eingestellt, im Zweifel hätten die mutmaßlichen Täter in Notwehr gehandelt. Inschrift (Text in Versalien): Dieter Wohlfahrt / * 27.5.1941 / am 9.12.1961 / als Fluchthelfer / ermordet |

- Ort: gegenüber von Bergstraße 38 (Staaken). 52° 31′ 42,8″ N, 13° 8′ 40,5″ O

### Denkmal für die deutsche Brieftaube (1963/1939)
| 1900 verlagerte die Lehr-Zucht & Versuchsanstalt für Heeresbrieftauben ihren Sitz von Köln nach Spandau. Als Gedenken an die Leistungen der Brieftauben im Ersten Weltkrieg wurde am 20. August 1939 das von Bildhauer Georg Roch geschaffene Ehrenmal enthüllt. Die Skulptur bestand aus einem rund 3,80 Meter großen Findlingsblock (15 Tonnen schwer) auf dem 25 auffliegende Bronze-Brieftauben montiert waren. 1942 wurden die Brieftauben eingeschmolzen. 1961 griff das Bezirksamt Spandau eine Initiative von Bürgern auf und entschied, das Ehrenmal wieder herrichten zu lassen. 1963 wurde eine Tauben-Plastik von Paul Brandenburg neu geschaffen, allerdings mit nur noch 10 einfliegende Bronze-Tauben, die an alle Brieftauben erinnern sollen. Das Denkmal stand früher im Wröhmännerpark, nach der Neugestaltung der Parkanlage wurde das Denkmal an die Falkenseer Chaussee verlagert. Zum 1. August 2011 wurde die Patenschaft für das Denkmal dem Spandauer Verein Kameradschaft 248 German Security Unit e. V. übertragen, der die Pflege übernommen hat. Inschrift (stark verwittert): Unseren Brieftauben |

- Ort: Falkenseer Damm Ecke Flankenschanze (Spandau). 52° 32′ 32,9″ N, 13° 11′ 54,9″ O

### Denkmal zur Erinnerung an den Mauertoten Adolf Philipp (1964)
| Adolf Philipp war am 5. Mai 1964 aus unbekannten Gründen von Spandau aus in den Grenzstreifen gegangen und wurde von DDR-Grenzsoldaten erschossen. Das vom Bezirksamt Spandau zum Gedenken an Adolf Philipp im Jahr 1964 errichtete Holzkreuz (eingeweiht im August 1964, als sich der Tag des Mauerbaus zum dritten Mal jährte) steht an der Stelle, an der Adolf Philipp sein Fahrrad liegen ließ, bevor er in jener Nacht DDR-Gebiet betrat. Inschrift: Adolf Philipp (20) / Am 5. Mai 1964 / bei dem Versuch / aus politischen / Gründen die Grenze / im Gebiet Spandau / zu überschreiten / von Grenzsoldaten / erschossen |

- Ort: Spandauer Forst, Oberjägerweg – rund 110 Meter vor der Stadtgrenze (Hakenfelde). 52° 35′ 28,2″ N, 13° 11′ 12,3″ O

### Albert-Schweitzer-Gedenkstein (1964)
| Der Gedenkstein zur Erinnerung an Albert Schweitzer wurde von einer unbekannten Künstlerin aus der DDR gestaltet und am Albert-Schweitzer-Kinderdorf aufgestellt. |

- Ort: Albert-Schweitzer-Kinderdorf, Am Kinderdorf / Weiter Blick 36 (Gatow). 52° 29′ 2,1″ N, 13° 10′ 29,9″ O

### Denkmal zur Erinnerung an den Mauertoten Willi Block (1966)
| Willi Block (* 5. Juni 1934) wurde am 7. Februar 1966 in Staaken, nahe der Grenzübergangsstelle, beim Fluchtversuch erschossen. Er konnte zunächst bis zum Sperrgraben vordringen, als gegen 16 Uhr zwei Grenzposten auf dem Wachturm ihn entdeckten und nach einem Warnschuss gezielte Schüsse auf ihn richteten und ihn aufforderten, zurückzukehren. Willi Block konnte aber der Aufforderung nicht nachkommen, weil er sich mit seiner Kleidung im Stacheldraht verfangen hatte. Der an die Fluchtstelle geeilte Kommandeur des 34. NVA-Grenzregiments gab dann mit seiner Pistole einige Schüsse auf den im Stacheldraht festhängenden Flüchtling ab, nahm anschließend eine Maschinenpistole und feuerte mehrere Salven auf den Wehrlosen, der tödlich getroffen wurde. Am 25. April 1997 wurde der Kommandeur rechtskräftig wegen Totschlages im minderschweren Fall zu einer Haftstrafe von drei Jahren verurteilt. Erwähnenswert ist die Tatsache, dass Willi Block schon zweimal am 13. Januar 1962 und am 18. August 1962, d. h. kurze Zeit nach dem Bau der Mauer, nach West-Berlin geflohen war, jedoch beide Male nach kurzer Zeit wieder in die DDR zurückkehrte. Danach war er unter dem Verdacht der Spionage für westliche Geheimdienste verhaftet und verurteilt worden; seit April 1963 saß er eine Strafe von fünf Jahren im Gefängnis ab. Nachdem er frühzeitig im November 1965 in der DDR wieder in Freiheit kam, plante er seine dritte Flucht, die für ihn tödlich endete. Inschrift (Text in Versalien): Willi Block / 7.2.1966 |

- Ort: vor Finkenkruger Weg 118, gegenüber der Einmündung zum Albrechtshofer Weg (Staaken). 52° 33′ 4,6″ N, 13° 8′ 30,8″ O

### Gedenkstein Louise-Schroeder-Siedlung (ca. 1967)
| Abbildung Ein schlichter Gedenkstein (Findling) erinnert an den Bau der nach Louise Schroeder, der kommissarischen Oberbürgermeisterin Berlins von 1947 bis 1948, benannten Siedlung. Inschrift (in weißen Versalien): LOUISE SCHROEDER / SIEDLUNG / ERBAUT 1961–1967 / BERLINER WOHN- UND / GESCHÄFTSHAUS GMBH |

- Ort: Südekumzeile(??) (Staaken) 52° 31′ 50,1″ N, 13° 9′ 9,7″ O

### Hinweis- und Orientierungsplastik Falkenhagener Feld (um 1970)
| Mit der von Ursula Hanke-Förster geschaffenen Hinweis- und Orientierungsplastik aus Metall wird an den Bau der ab dem Jahr 1962 errichteten Großsiedlung Falkenhagener Feld erinnert; die Höhe der Freiplastik beträgt rund vier Meter. Auf neun Tafeln wird die große Anzahl der Wohnungen aufgeführt, die von den einzelnen Wohnungsbauunternehmen errichtet wurden; die Tafeln sind in Form eines Richtungshinweisschilds ausgestaltet. Eine weitere Tafel auf der Westseite unten enthält einen plastischen Orientierungsplan des gesamten Siedlungsbereichs. Zur Nordseite der Plastik befindet sich eine weitere Tafel, die keine Inschrift trägt. Inschrift Tafel 1, Ostseite oben: SIEDLUNG / FALKENHAGENER / FELD (beidseitig beschriftet) Inschrift Tafel 2, Ostseite, 2. von oben: EINTRACHT / 1251 W. Inschrift Tafel 3, Ostseite, 3. von oben: BE WO GE 855 W. Inschrift Tafel 4, Ostseite, 4. von oben: KRALL u. CO. / 898 W. Inschrift Tafel 5, Ostseite unten: NEUE / HEIMAT / 2461 W. Inschrift Tafel 6, Nordseite unten: GAGFAH / 222 W. Inschrift Tafel 7, Westseite, 2. von oben: 1031 W. DII Inschrift Tafel 8, Westseite, 3. von oben: GSW / 3219 Wohnungen Inschrift Tafel 9, Westseite, 4. von oben: 586 W. / KLEINWOHNUNGSBAU |

- Ort: Falkenseer Chaussee 33 Ecke Steigerwaldstraße (Falkenhagener Feld) 52° 32′ 53″ N, 13° 10′ 59,6″ O

### Denkmal Henri Dunant (1971)
|  | Von Dietrich Schöning wurde 1971 ein Bronzeprofil von Henri Dunant erschaffen, das mit einer Inschrifttafel auf einer Mauer angebracht war. Am 27. August 2011 wurde der Henri-Dunant-Platz nach seiner Neugestaltung wiedereröffnet; in diesem Zusammenhang ist für den Gründer des Roten Kreuzes ein rund 1,7 Meter hoher Gedenkstein aufgestellt worden, in den die Inschrift nun unterhalb des Profils eingemeißelt ist. Inschrift (Text in Versalien): Henri Dunant / 1828–1910 / Gründer des Roten Kreuzes |

- Ort: Henri-Dunant-Platz (Falkenhagener Feld). 52° 32′ 46,7″ N, 13° 10′ 38,1″ O

### Denkmal Wilhelm von Siemens (unbekanntes Datum)
|  | Mit einer Gedenktafel auf einem bearbeiteten Granitstein wird im Wilhelm-von-Siemens-Park an Georg Wilhelm von Siemens erinnert; die Bronzetafel trägt sein Reliefporträt. Inschrift (Text in Versalien): 1855 1919 / Wilhelm / von / Siemens / Gründer von / Siemensstadt |

- Ort: Dihlmannstraße / Zugang zum Wilhelm-von-Siemens-Park gegenüber der Rapsstraße (Siemensstadt). 52° 32′ 35,4″ N, 13° 15′ 47,9″ O

### Gedenkkreuz zur Erinnerung der Toten des Zweiten Weltkriegs „Johannesstift“ (Stiftsfriedhof) (1980)
| Dieses schlichte etwa 2 m hohe Gedenkkreuz aus Naturstein befindet sich auf dem Gelände des Evangelischen Johannesstifts Berlin in Hakenfelde, nördlich vom Wichern-Krankenhaus und vom Karpfenteich. Es erinnert an die auf dem Gelände beerdigten Toten des Zweiten Weltkriegs. An diesem Ort wurde in den letzten Kriegstagen ein sog. „Notfriedhof“ angelegt, auf dem 21 Personen, darunter elf Soldaten, beigesetzt wurden. Er blieb unter dem Namen Stiftsfriedhof erhalten und wurde erst 1979 aufgelöst. Die sterblichen Überreste der hier Bestatteten wurden dann auf dem Friedhof In den Kisseln umgebettet. Das Denkmal wurde am 22.5.1980 eingeweiht. Eine Bronzetafel auf einem neben dem Kreuz stehenden Granitblock trägt die Inschrift (Text in Versalien): Dieses Kreuz erinnert / an die Toten, die am Ende / des 2. Weltkrieges im / Evangelischen Johannesstift / beerdigt worden sind |

- Ort: Evangelisches Johannesstift Berlin, Schönwalder Allee 26 (Hakenfelde). 52° 34′ 16,1″ N, 13° 11′ 28,1″ O

### Alamo-Denkmal (ca. 1985)
| Dieses Denkmal befindet sich auf dem Gelände des Cowboy-Clubs Old Texas (Old Texas Town). Der Verein hat dort im Laufe vieler Jahre die für den „Wilden Westen“ typische Häuser errichtet, wie zum Beispiel ein Courthouse, ein Gefängnis, die Bank of Texas, die Postkutschenstation Wells Fargo oder das Fort Steuben; auf einem Platz des Fort Steuben befindet sich das Alamo-Denkmal. Das rund drei Meter hohe Denkmal besteht aus konisch aufgemauerten Feldsteinen; die Spitze trägt eine Kanonenkugel. Eine Tafel an der Vorderseite zeigt den Umriss von Texas; darunter befindet sich eine Inschrift. Mit dem Denkmal wird an die Alamo-Schlacht von 1836 im Texanischen Unabhängigkeitskrieg erinnert, in der 189 Texaner gegen 3000 Mexikaner untergingen. |

- Ort: Paulsternstraße 18 (Siemensstadt). 52° 32′ 27″ N, 13° 14′ 59,7″ O

### Mahnmal für die deportierten und ermordeten Spandauer Juden (1988)
| 1988 führte das Bezirksamt Spandau einen Wettbewerb zur Gestaltung eines Mahnmals durch, das an die Leiden der Spandauer Bürger jüdischen Glaubens während der Terrorherrschaft der Nationalsozialisten erinnern sollte. Den Wettbewerb gewannen Ruth Golan und Kay Zareh, nach deren Entwurf die Gedenkanlage dann realisiert wurde. Das in der Nähe des ehemaligen Standortes der Spandauer Synagoge in einer Grünanlage an der Havel („Lindenufer“) errichtete Mahnmal symbolisiert die Synagoge in Form von Baukörper und Turm, die durch die Wucht der Gewalt umgerissen wurden und nun hintereinander liegen. Im Inneren des gespaltenen Turmes leuchtet ein ewiges Licht als Zeichen des Gedenkens an die Toten. Im Jahr 2012 wurde das Mahnmal um eine Mauer aus Ziegelsteinen erweitert, auf denen die Namen der deportierten und ermordeten Spandauer Juden verzeichnet sind, wiederum nach Plänen von Ruth Golan und Kay Zareh. Der Evangelische Kirchenkreis Spandau, das Bezirksamt Spandau und zahlreiche Paten – die mit einer Spende einen Stein finanzierten – sorgten für die Realisierung des Projekts. Die Einweihung fand am 9. November 2012 statt. Am Mahnmal findet jährlich um den 9. November eine Gedenkveranstaltung statt. Der am Mahnmal entlangführende Teil der Uferpromenade der Havel wurde 2014 nach der jüdischen Familie Sternberg, die bis 1939 in Spandau wohnte, „Sternbergpromenade“ genannt. Inschrift: (Textzeile in hebräischer Schrift) / Dieses Mahnmal erinnert an die / Leiden der Spandauer Bürger / jüdischen Glaubens während der / Terrorherrschaft der Nationalsozia- / listen. Unweit dieser Stelle auf / dem Grundstück Lindenufer 12 / stand das Jüdische Gotteshaus, / das 1938 zerstört wurde. |

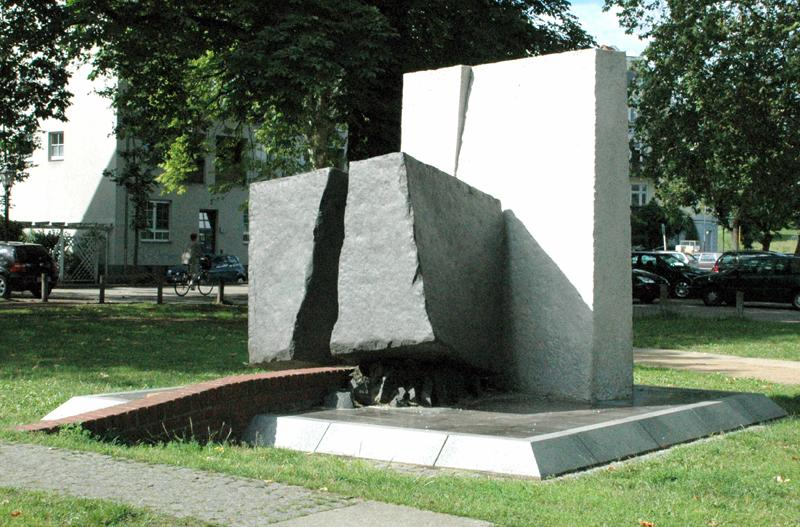
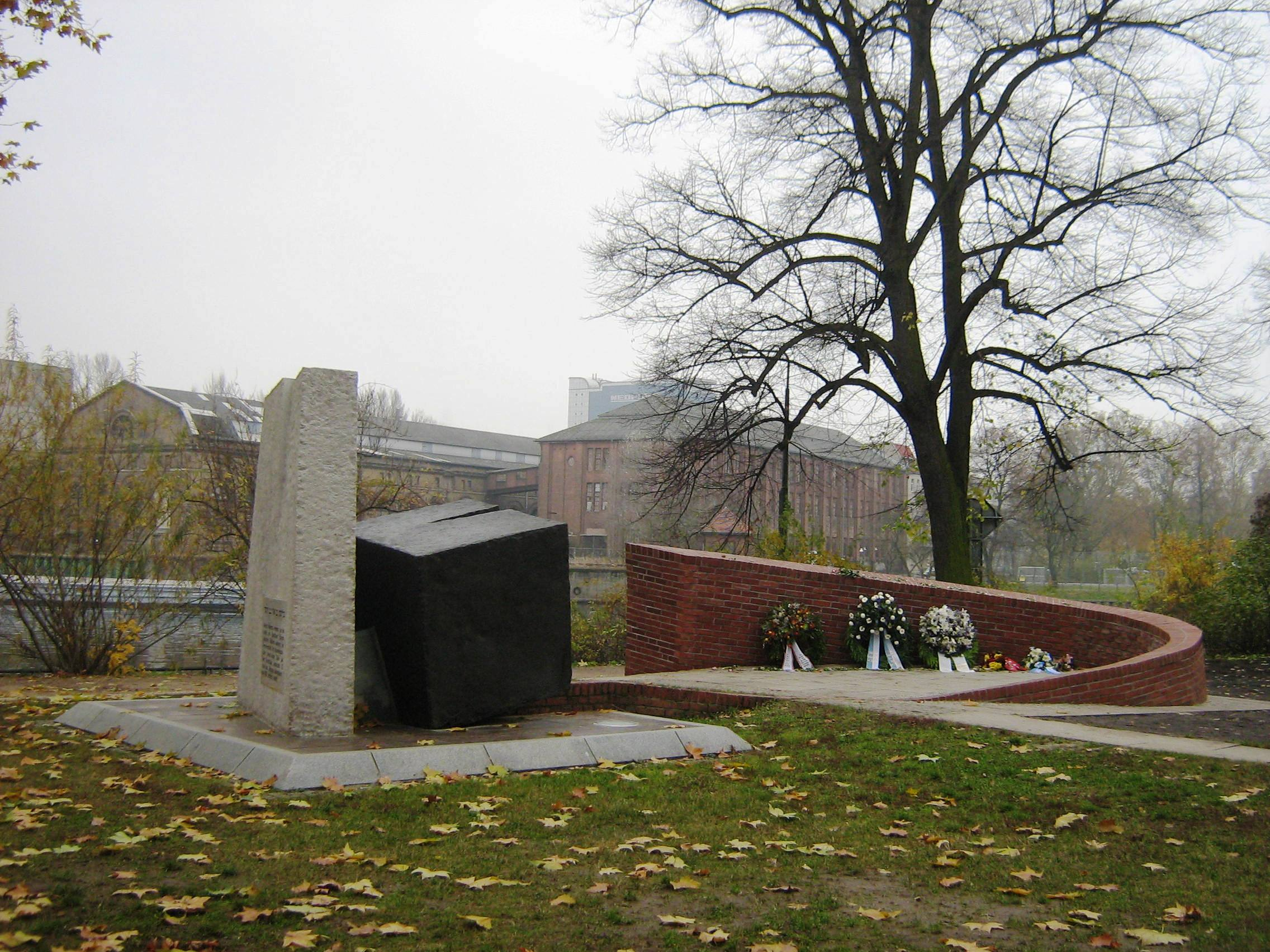
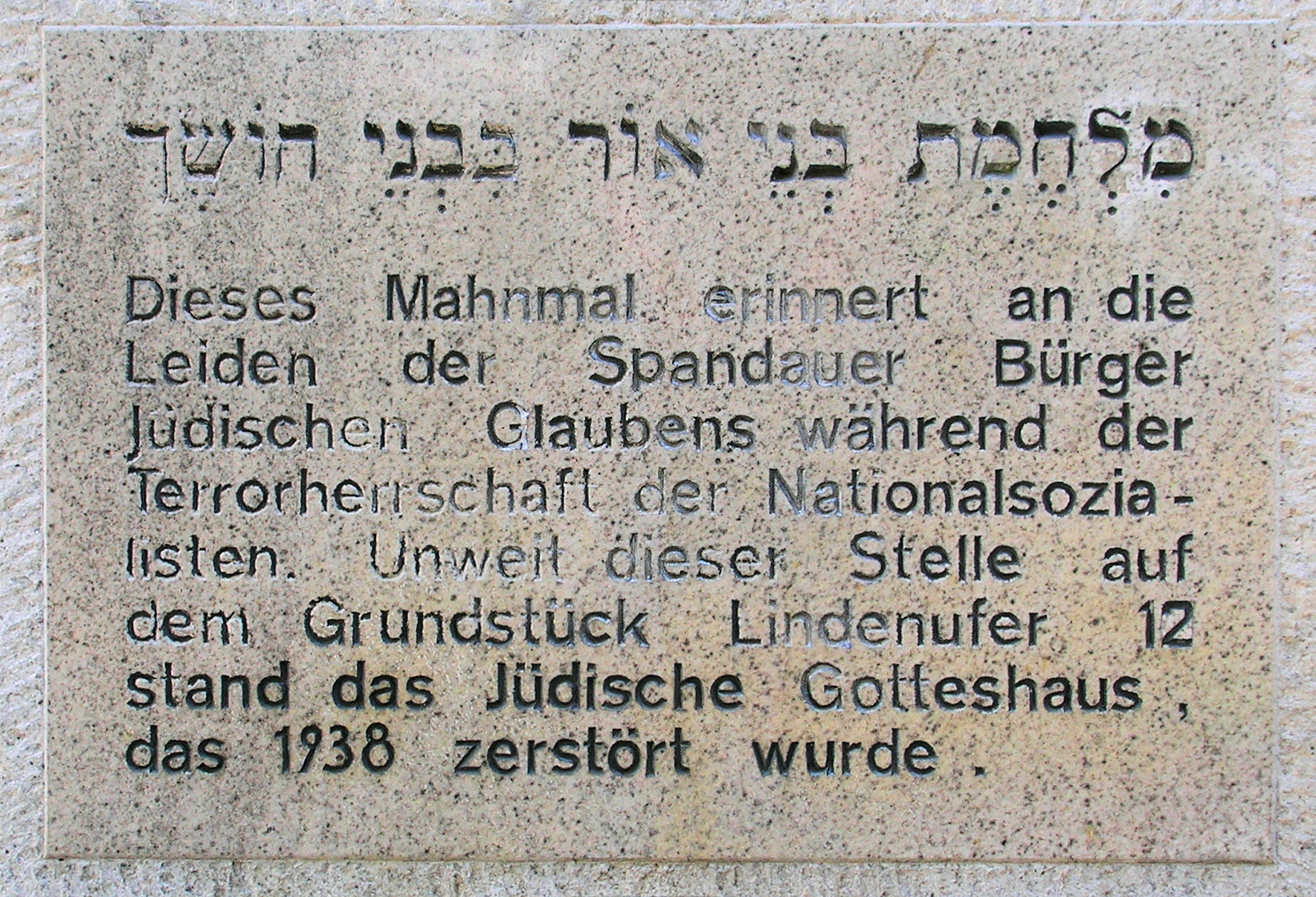

- Ort: Sternbergpromenade (eh. Lindenufer) (Altstadt). 52° 32′ 13″ N, 13° 12′ 28,2″ O

### ErinnerungssteinDeutsche Teilung(1994)
| Am 3. Oktober 1994 wurde südlich der Falkenseer Chaussee – genau auf der Grenzlinie von Spandau und Falkensee – ein Findling als Erinnerung an die langen Jahre der deutschen Teilung aufgestellt. Der vier Tonnen schwere Findling war vom Spandauer Steinmetzmeister Karlheinz Schafhausen gestaltet worden. Inschrift (Texte in Versalien): Zur / Erinnerung / an die / Trennung / bis / 1989 |

- Ort: Falkenseer Chaussee, Stadtgrenze (Falkenhagener Feld) 52° 33′ 16,8″ N, 13° 8′ 49,6″ O

### Denkmal Panzergrenadierbataillon 43 (ca. 1995)
| Abbildung Der auf dem Gelände der Blücher-Kaserne (rechts vom Hauptweg direkt hinter der Kasernenzufahrt) befindliche Militär-Denkmal erinnert an das frühere Panzergrenadierbataillon 43. Es besteht aus einer Bronzetafel, die auf der Rueckseite eines Findlings angebracht ist. Auf der Vorderseite befindet sich ein Doppelkreuz (Brandenburger Kreuz). Inschrift: Panzergrenadierbataillon 43 / Aufgestellt am 01.07.1957 als GrenBtl 41 in Dedelsdorf/Nds. / Ab 23.01.1958 bis zur Auflösung am 30.09.1992 / Garnison Göttingen/Nds., Zieten-Kaserne / Bezeichnungen des Verbandes / infolge neuer Strukturen der Bundeswehr / GrenBtl 12 PzGrenBtl (mot) 41 JgBtl 41 PzGrenBtl 43 / 01.04.1958 01.04.1959 01.10.1970 01.10.1980 / „Brandenburger Kreuz“ / am 14.05.1966 als internes Verbandssymbol eingeführt. |

- Ort: Sakrower Landstraße 100, Blücher-Kaserne (Zugangskontrolle!) (Kladow). 52° 26′ 51″ N, 13° 7′ 33,2″ O

### Denkmal für Zwangsarbeiter in den Siemenswerken (1997)
| Abbildungen Die von Beate Passow und Andreas von Weizsäcker geschaffene Wandbild mit dem Titel Das Geheimnis der Erlösung heißt Erinnerung wurde 1997 im Innenhof (Ehrenhof) des Siemens-Verwaltungsgebäudes (Siemens-Forum) enthüllt. Es zeigt zwischen den Inschriften ein in grauen Mosaiksteinchen abgebildetes Radiogerät mit gekrümmtem Schalltrichter vor einem in helle, gläserne Mosaiksteinchen aufgelösten Hintergrund. Im Herbst 1944 beschäftigte Siemens bei einer Gesamtbelegschaft von 244.000 Mitarbeitern etwa 50.000 Zwangsarbeiter gegen deren Willen. Inschrift (oberer Teil): Wir gedenken der vielen Mitmenschen, die in den Jahren des / Zweiten Weltkriegs gegen ihren Willen in unserem / Unternehmen arbeiten mussten. Inschrift (unterer Teil): Das Geheimnis der Erlösung heisst Erinnerung. |

- Ort: Rohrdamm 85 (Siemensstadt). 52° 32′ 15,7″ N, 13° 15′ 46,9″ O

### Air-Force-Denkmal (1998)
| Das auf dem Gelände der General-Steinhoff-Kaserne befindliche Denkmal erinnert an die Stationierung der britischen Streitkräfte in Berlin zwischen 1945 und 1994 und an die Berliner Luftbrücke. Es besteht aus einem Findling mit einer Schrifttafel. Seit 1998 bis zum Jahr 2012 stand daneben als Gate Guard der Kaserne eine Douglas DC-3 „Dakota“ der Royal Australian Air Force, ein Flugzeugtyp, der als „Rosinenbomber“ während der Berlin-Blockade genutzt wurde; das Flugzeug wurde nach einer Restaurierung zum Militärhistorischen Museum Flugplatz Berlin-Gatow umgesetzt und steht seit dem 12. Mai 2012 vor dem Towergebäude des Museums. Anschließend wurde an der bisherigen Stelle ein Kampfflugzeug Eurofighter Typhoon der Luftwaffe aufgestellt. Inschrift (Texte in Versalien): Zur Erinnerung / an die Stationierung der / Royal Air Force / von 1945 bis 1994 in Gatow / und zum Gedenken an / die britischen Soldaten, die / während der Berlin-Blockade / 1948 und 1949 für den Frieden / und die Freiheit dieser Stadt / ihr Leben ließen. Die Enthüllung des Denkmals fand am 26.6.1998 durch Generalmajor Hans Jürgen Merkle (3. Luftwaffendivision) und Bezirksbürgermeister Konrad Birkholz statt. Fünfzig Jahre zuvor war auf dem damaligen Flughafen Gatow morgens gegen 4 Uhr die erste Luftbrückenmaschine gelandet. |

- Ort: Kladower Damm 182, General-Steinhoff-Kaserne (Zugangskontrolle!) (Kladow). 52° 27′ 56,2″ N, 13° 9′ 36,9″ O

### Teilungsdenkmal Staaken (2000)
| Der Kirchhof der Dorfkirche Staaken ist ein Ort, der 39 Jahre lang an der innerdeutschen Grenze lag. Kurz nach dem Zweiten Weltkrieg wurde das zum Berliner Bezirk Spandau gehörige Staaken im Rahmen eines Gebietsaustausches geteilt; ab 1951 wurde das der sowjetischen Kontrolle unterstellte „West-Staaken“ vom Ost-Berliner Bezirk Mitte aus verwaltet. Staaken war durch eine Grenze geteilt, die sich drastisch mit dem Bau der Mauer im am 13. August 1961 manifestierte. Nun lag die Dorfkirche unmittelbar an der Demarkationslinie auf der westlichen Seite, in dem von der DDR verwalteten Gebiet. Für die Bewohner West-Berlins war sie unzugänglich, den Bewohnern von West-Staaken konnte sie jedoch weiterhin als Gemeindekirche dienen. Im Rahmen des Einigungsvertrages wurde das nach 1961 zu einer selbstständigen Gemeinde im Bezirk Potsdam gewordene Staaken wieder in den Bezirk Spandau eingegliedert. Zur Erinnerung an die Teilung wurde Anfang 2000 am Nordostrand des Dorffriedhofs ein altes schwarzes Granitkreuz aufgestellt, welches vom Steinmetz Karlheinz Schafhausen gratis zur Verfügung gestellt wurde. Inschrift (Text in Versalien): 1951 / Geteilt Staaken Vereint / 1990 |

- Ort: Hauptstraße 12 Ecke Nennhauser Damm 72 (Staaken). 52° 31′ 51,6″ N, 13° 8′ 26,1″ O

### Stifterdenkmal Evangelisches Johannesstift (ca. 2000)
| Abbildung Zwei Findlinge ehren die Menschen, die mit ihrer testamentarischen Verfügung das Evangelische Johannesstift Berlin bedenken. Die Findlinge befinden sich auf einer kleinen ellipsenförmigen Wiese hinter der Festhalle. Inschrift auf dem kleineren Findling mit Bronzelettern (in Versalien): In dankbarer Erinnerung / an die Menschen, / die das Evangelische Johannesstift / in ihrem Testament bedacht haben / Die Steine wurden gespendet von / Bildhauer Volkmar Haase Auf einem zweiten, größeren Findling stehen die Namen der Spender. |

- Ort: Evangelisches Johannesstift Berlin, Schönwalder Allee 26 (Hakenfelde). 52° 34′ 13,8″ N, 13° 11′ 49,9″ O

### Mahnmal für die Zwangsarbeiter (2004)
| Das Mahnmal erinnert an die rund 40.000 Zwangsarbeiter, die während der Zeit des Nationalsozialismus in Spandau interniert waren. Die Zwangsarbeiter waren auf rund 100 Lager im Bezirk verteilt, um in den Betrieben (unter anderem Siemens, dem Heereszeugamt und den Deutschen Industriewerken) Frondienste zu leisten. Das am 8. Mai 2004 enthüllte Mahnmal befindet sich auf dem Gelände des Evangelischen Waldkrankenhauses (nordwestlich, nahe der Griesinger Straße). Im Zweiten Weltkrieg waren dort für den Umbau Berlins zur „Welthauptstadt Germania“ in der sogenannten „Arbeiterstadt Große Halle“ 3000 Zwangsarbeiter interniert. Das aus Naturstein und Bronze gefertigte Denkmal wurde vom Bildhauer Ingo Wellmann geschaffen. Inschrift (Text in Versalien): Sklaven- und Zwangs- / arbeit bedeutete nicht / nur Vorenthalt des / gerechten Lohns, sie / bedeutete Verschleppung, / Heimatlosigkeit, Entrech- / tung, die brutale Miss- / achtung der Menschen- / würde. Oft war sie plan- / voll darauf angelegt, / die Menschen durch / Arbeit zu vernichten. / Johannes Rau / Bundespräsident 1999 |

- Ort: Evangelisches Waldkrankenhaus Spandau, Stadtrandstraße 555 (Falkenhagener Feld). 52° 33′ 53,3″ N, 13° 9′ 23,2″ O

### Gedenkstein Britische Garnison (2006)
| Abbildung Das auf dem Gelände der ehemaligen Smuts Barracks befindliche Denkmal erinnert an die Zeit der britischen Garnison in Spandau. Der Gedenkstein (Findling) mit eingelassener Kunststoff-Schrifttafel stand, von der Wilhelmstraße gesehen, gleich hinter der ersten Kreuzung links vor dem Shilton-Hotel. Es wurde am 28. September 2006 in Anwesenheit von Bezirksbürgermeister Konrad Birkholz und dem britischen Oberstleutnant Charles Thackway enthüllt. Am 9. September 2016 wurde der Gedenkstein um 29 Meter versetzt und befindet sich nun vor dem heutigen Stabsgebäude der Wilhelmstadt-Schulen (TÜDESB-Bildungsinstitut Berlin-Brandenburg). Die Inschrift in deutscher und englischer Sprache beschreibt die Geschichte der britischen Garnison in Berlin vom Juli 1945 bis zum Abzug im Jahr 1994. Die Garnison war in den damals sogenannten Smuts Barracks stationiert, wo sich heute auch das Denkmal befindet. Oberhalb des Textes ist das Wappen der Royal Engineers angebracht. |

- Ort: Wilhelmstraße 28 (Wilhelmstadt). 52° 31′ 7,4″ N, 13° 10′ 56,8″ O

### Mauerdenkmal Steinerne Brücke (2007)
| Im Jahr 2007 wurde von den Bürgermeistern der beiden Gemeinden an der Grenze zwischen Spandau und Schönwalde-Glien, nahe der Steinernen Brücke in Schönwalde-Siedlung, eine Gedenkstätte zur Erinnerung an die dort befindliche Mauer eingeweiht. Zwei scheinbar im Kippen befindliche Originalmauerteile symbolisieren die Grenzöffnung. Auf zwei im Jahr 2008 ergänzten Tafeln werden geschichtliche Erläuterungen gegeben (s. auch unten, Gedenkstele Dietmar Schweitzer). |

- Ort: Steinerne Brücke, ca. 10 Meter hinter der Grenze von Spandau (Hakenfelde) zu Schönwalde-Glien. 52° 35′ 44,4″ N, 13° 9′ 12,6″ O

### Maueropfer-Gedenkstätte Spandau (2010)
| Direkt an der nördlichen Gedenktafel zur Erinnerung an die Maueröffnung wurde am 13. August 2010 auf Anregung der Heimatkundlichen Vereinigung Spandau e. V. eine Maueropfer-Gedenkstätte eröffnet, mit der zentral an der ehemaligen innerdeutschen Grenze an die acht Toten, die bei Fluchtaktionen an der Grenze der DDR zum Bezirk Spandau getötet wurden, erinnert werden soll. Bestandteil der Anlage ist die Gedenktafel Maueröffnung (siehe unten). Auf einer Fläche von rund 30 × 7 Metern wurden an der Bergstraße einzelne hellgraue Pflastersteine in eine ansonsten granitgraue Pflasterung eingelassen; diese acht hell abgesetzten Steine stehen für die Mauertoten an der Grenze zum Bezirk Spandau. Allerdings sind ihre Namen hier zum Zeitpunkt der Eröffnung der Gedenkstätte noch nicht benannt (Dieter Wohlfahrt [getötet 1961], Peter Kreitlow [1963], Adolf Philipp [1964], Willi Block [1966], Helmut Kliem [1970], Klaus Schulze [1972], Dietmar Schwietzer [1977], Ulrich Steinhauer [1980]). Auf vier Stelen erinnern Fotos und Texte (deutsch/englisch) an die Geschichte der Mauer. Für 2011 ist von der Bezirksverwaltung die Errichtung einer Erklärungstafel mit den Namen der Maueropfer geplant. |

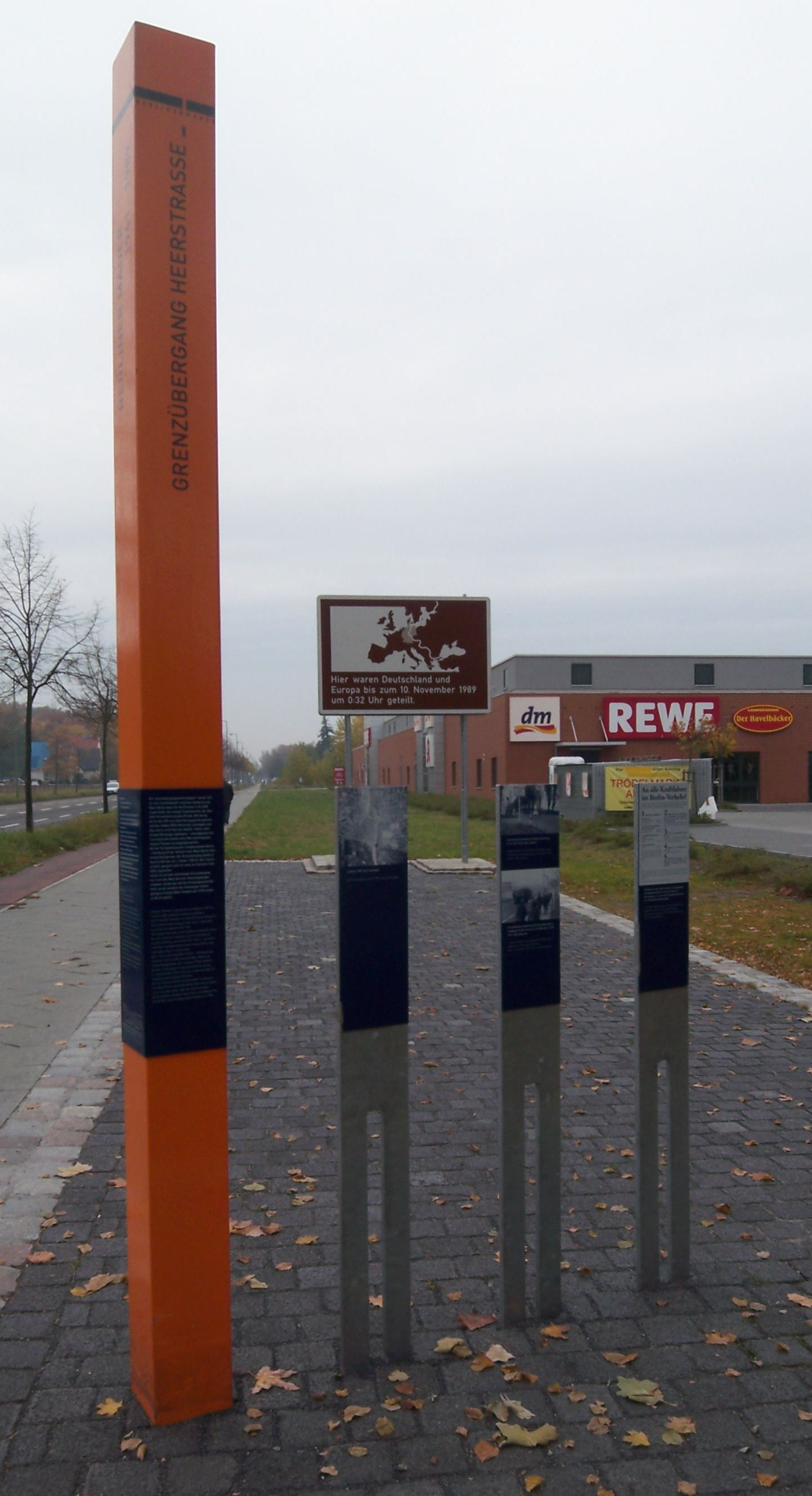
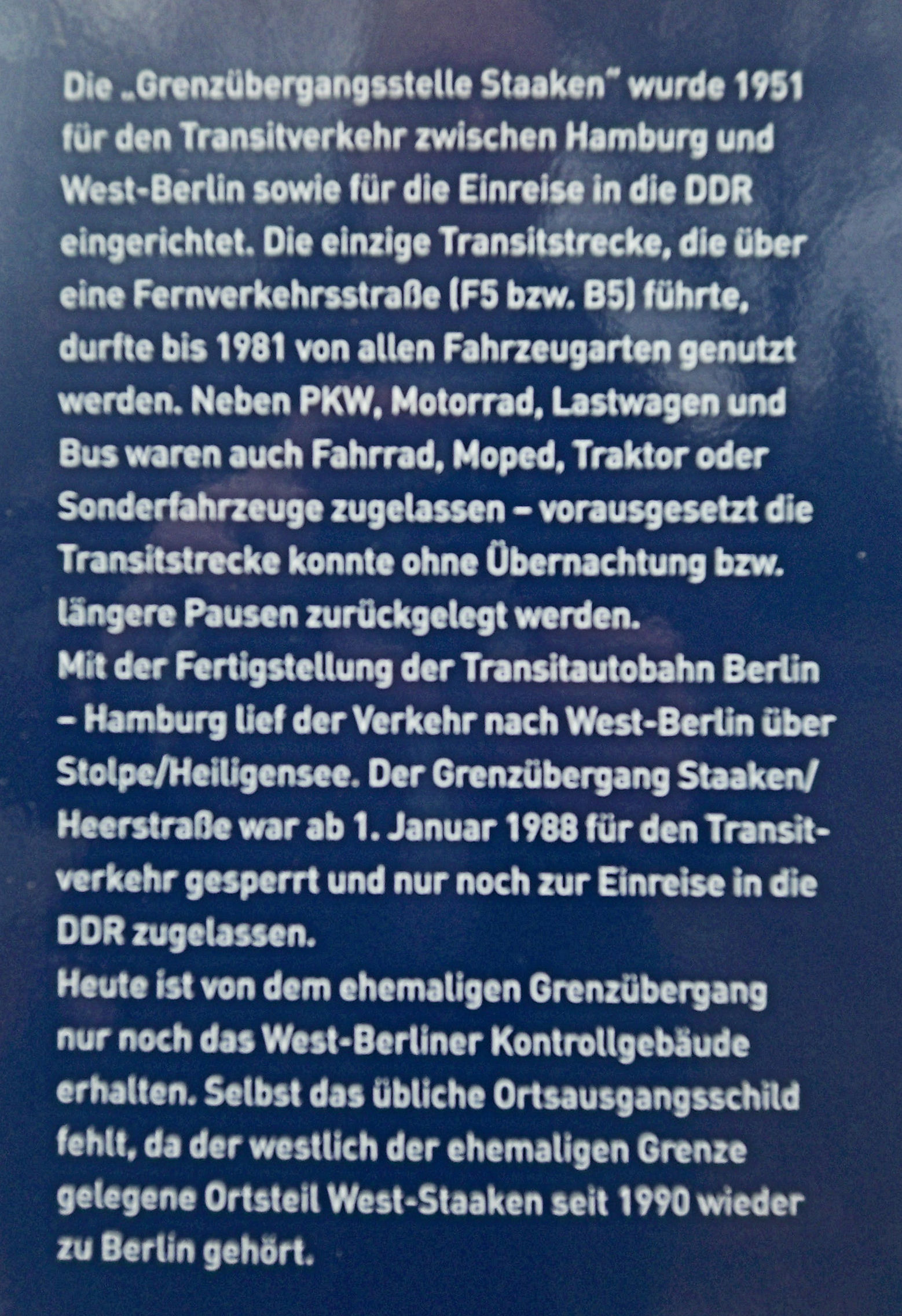
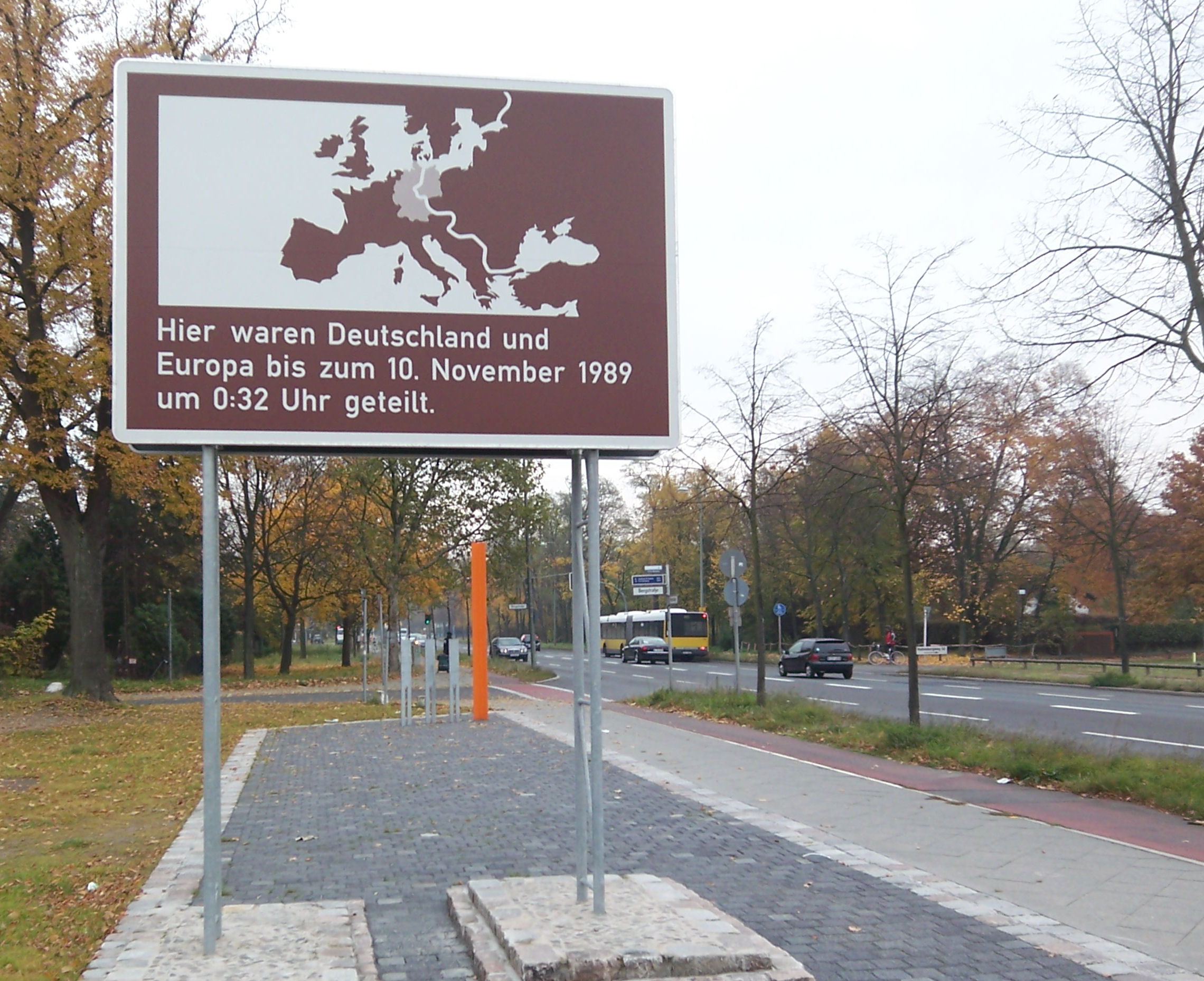
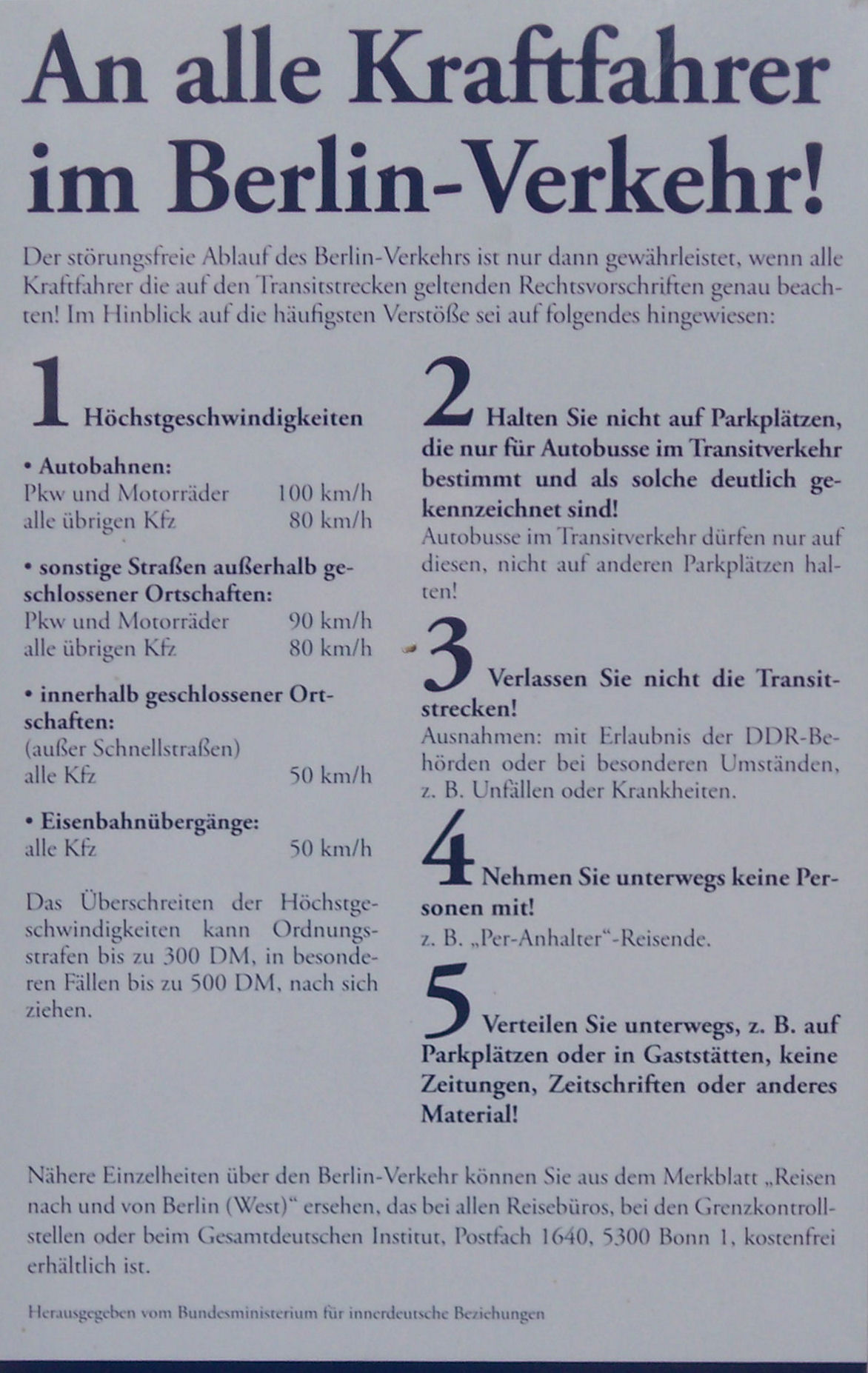
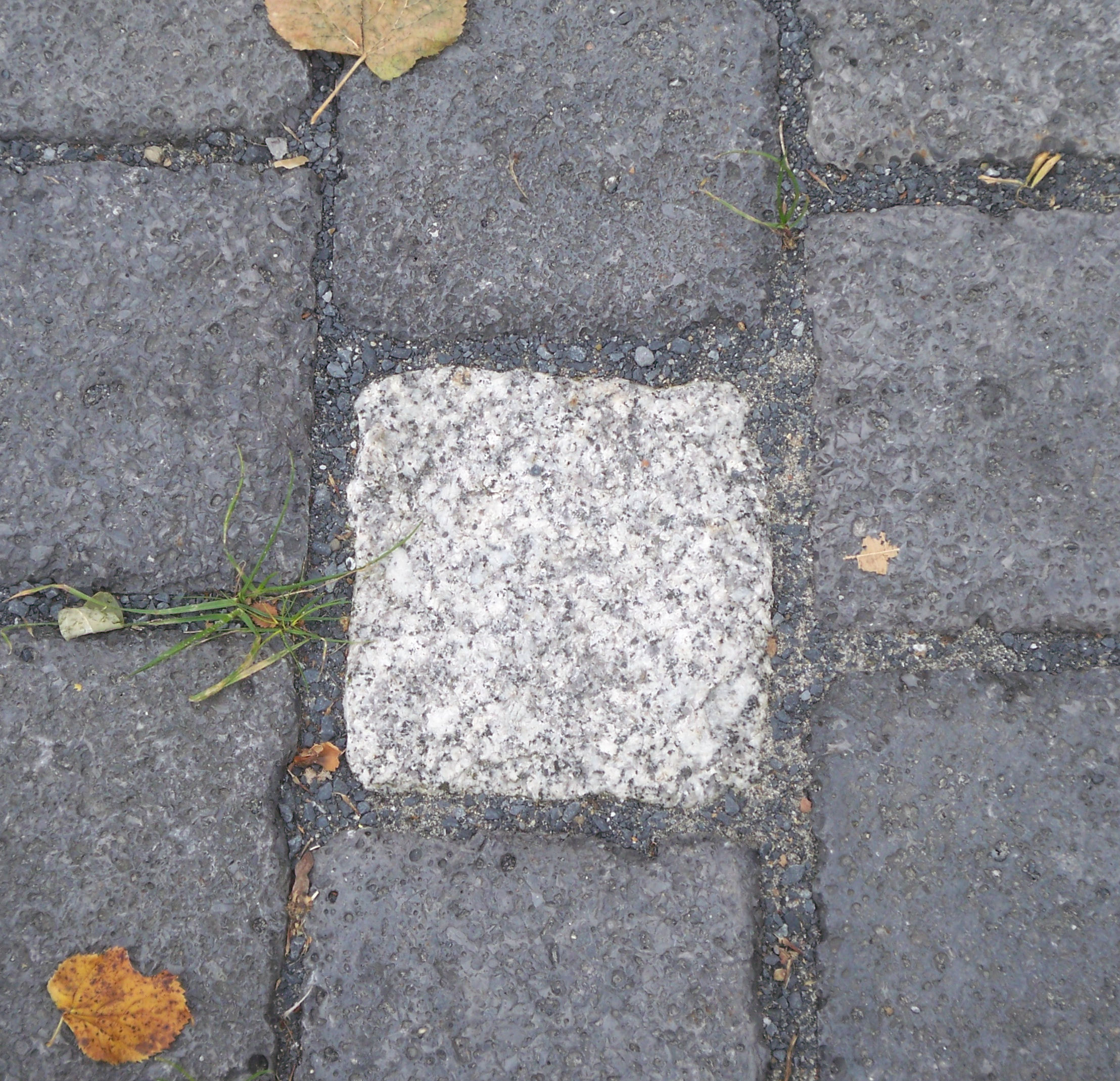

- Ort: An der Heerstraße in Höhe der Bergstraße (Staaken). 52° 31′ 28,5″ N, 13° 8′ 33,5″ O

### Denkmal Adler von Metz (2007)
| Abbildung Das auf dem Gelände der Blücher-Kaserne befindliche Denkmal besteht aus einem Findling, auf dem sich Bronzeskulptur eines Adlers mit geöffneten Schwingen befindet. Auf einer Messingtafel wird der Hintergrund des Denkmals erläutert. Das Denkmal befindet sich vor dem Casino im südlichen Teil des Kasernengeländes (Julius-Schoeps-Haus). Inschrift: Am 27. Oktober 1870 feierten vor den Toren der Festungsstadt Metz / jüdische Soldaten unter dem Schutz ihrer christlichen Kameraden / einen Feldgottesdienst zum Jom Kippur / (Tag der Versöhnung, höchster jüdischer Feiertag). / Nach dem Ende des Deutsch-Französischen Krieges 1870/71 wurde in / Metz auf der Mosel-Insel Chambière ein Soldatenfriedhof eingerichtet, / auf dem die Gefallenen beider Seiten beigesetzt wurden. Den Friedhof / schmückte der auf einer hohen Steinsäule seine Schwingen / ausbreitende Preußische Adler. / Der Adler von Metz steht heute als ein Symbol für die Integration von / Soldaten unterschiedlicher Konfessionen. Das Denkmal wurde am 21.6.2007 enthüllt. Die Skulptur wurde laut einer Inschrift dem Lazarettregiment 31 durch Enno Stephan, Varel, überlassen. |

- Ort: Sakrower-Landstrasse 100, Blücher-Kaserne (Zugangskontrolle!) (Kladow). 52° 26′ 37,3″ N, 13° 7′ 20,1″ O

### Gedenkstele Ulrich Steinhauer (2011)
|  | An der Grenze von Spandau zur Gemeinde Schönwalde-Glien wurde am Eiskellerweg eine Gedenkstele zur Erinnerung an das Maueropfer Ulrich Steinhauer aufgestellt. Auf einer rund drei Meter hohen Stele werden geschichtliche Erläuterungen gegeben; sie zeigt auf einem Luftbild von 1989 die damaligen Verhältnisse, der Ort des Verbrechens ist gekennzeichnet. Steinhauer, ein Grenzsoldat der DDR, wurde im Alter von 24 Jahren am 4. November 1980 bei der Flucht eines anderen Soldaten nach Berlin-West an der Berliner Mauer erschossen. Eine ergänzende Tafel informiert über die Umstände seines Todes; sie trägt auch ein Foto des Maueropfers. Die Tafeltexte deuten an, dass Steinhauer von hinten erschossen wurde, möglicherweise von anderen Grenzsoldaten. Die Texte sind zweisprachig (deutsch / englisch). |

- Ort: Am Niederneuendorfer Kanal / Eiskellerweg, direkt an der Grenze von Spandau (Hakenfelde) zu Schönwalde-Glien. 52° 35′ 21,9″ N, 13° 8′ 32,1″ O

### Gedenkstele Dietmar Schwietzer (2011)
| Zum Mauergedenktag am 13. August 2011 wurde an der Grenze zwischen Spandau und Schönwalde-Glien, neben dem Mauerdenkmal Steinerne Brücke in Schönwalde-Siedlung (s. oben), eine Gedenkstele zur Erinnerung an das Maueropfer Dietmar Schwietzer eingeweiht. Auf einer rund drei Meter hohen Stele werden geschichtliche Erläuterungen gegeben; sie zeigt auf einem Luftbild von 1989 die damaligen Verhältnisse, der Ort des Verbrechens ist gekennzeichnet. Schwietzer wurde im Alter von 18 Jahren am 16. Februar 1977 bei dem Versuch der Flucht nach Berlin-West an der Berliner Mauer erschossen; eine ergänzende Tafel informiert über die Umstände seines Todes; sie trägt auch ein Foto des Maueropfers. Die Texte sind zweisprachig (deutsch/englisch). |

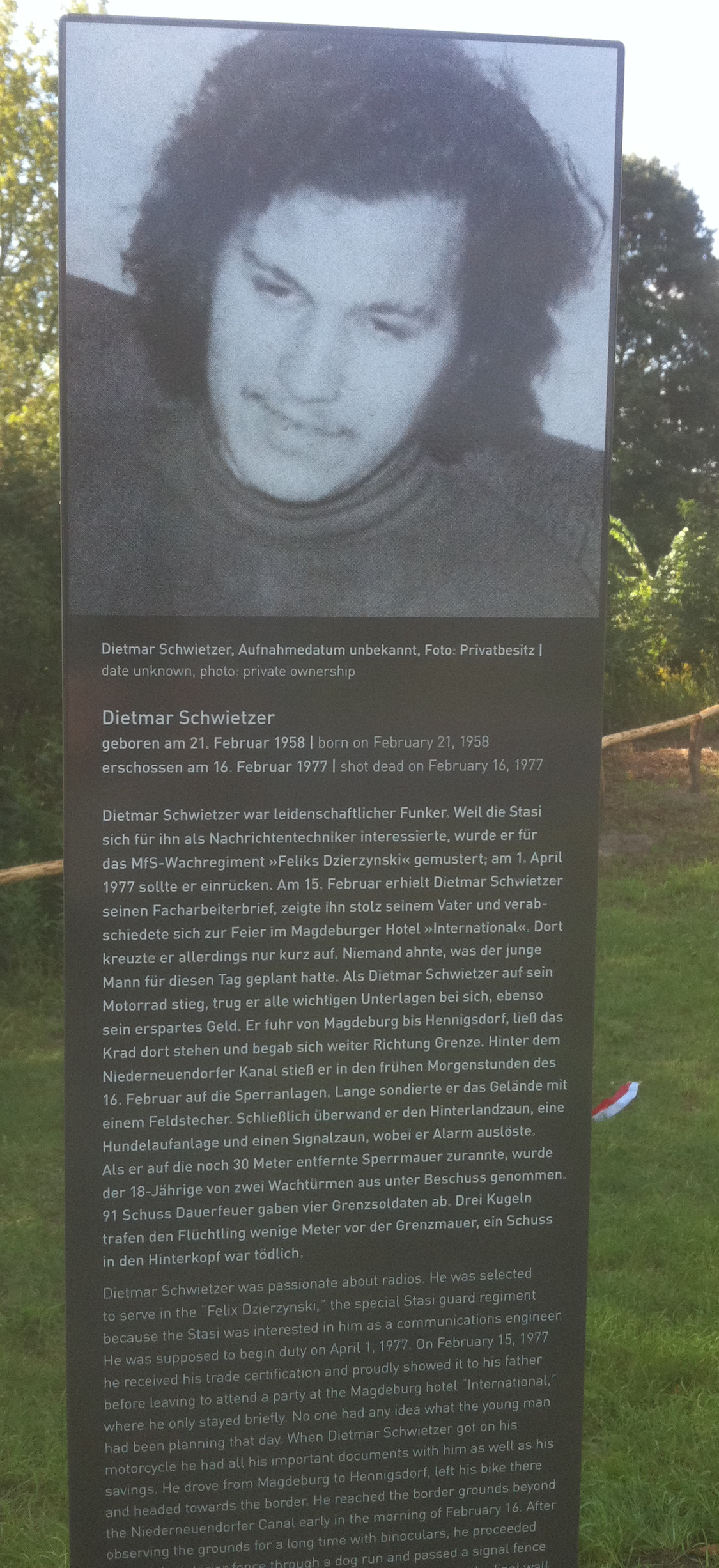
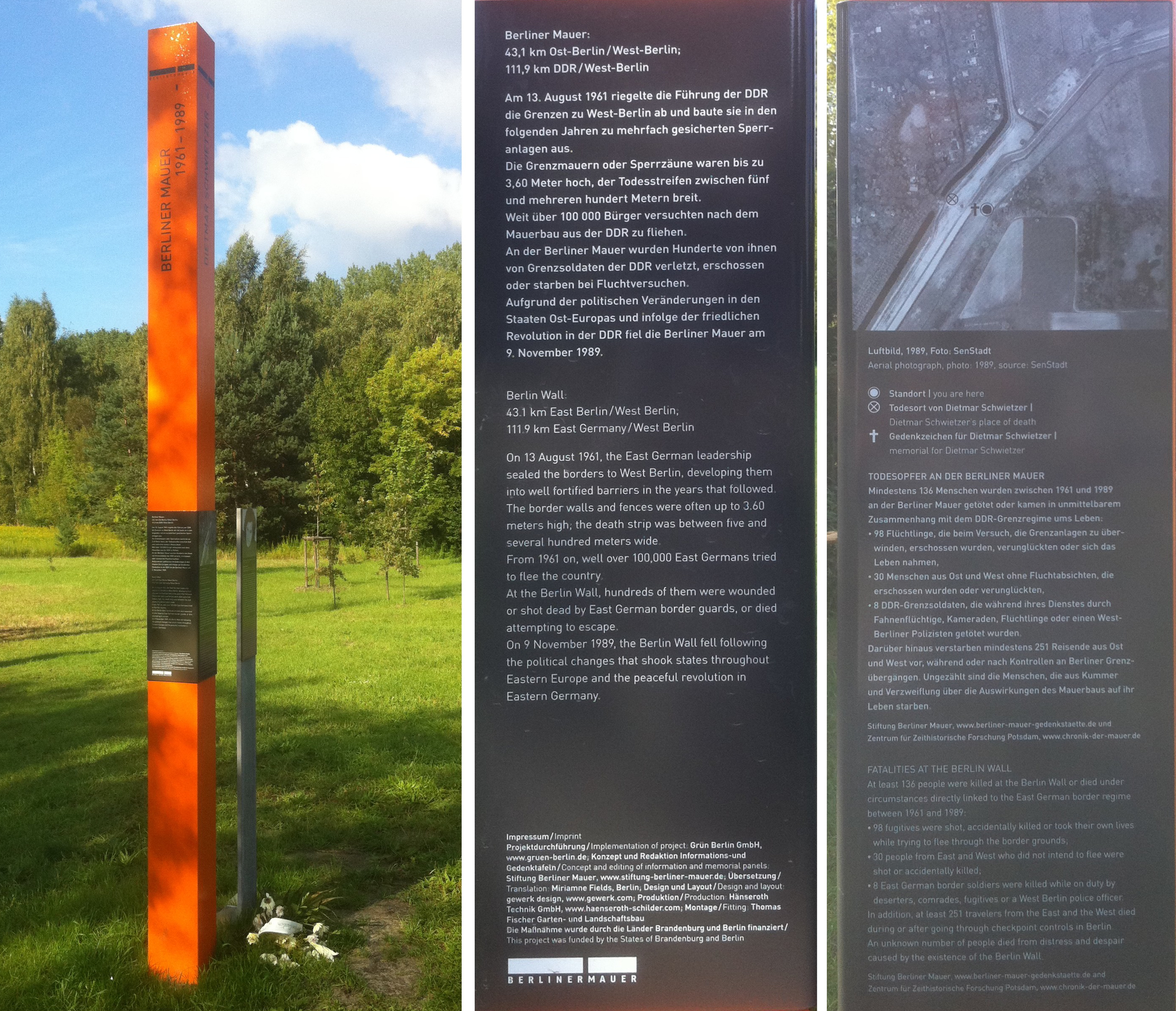

- Ort: Steinerne Brücke, ca. 5 Meter hinter der Grenze von Spandau (Hakenfelde) zu Schönwalde-Glien. 52° 35′ 44,6″ N, 13° 9′ 12,7″ O

### Gedenkstele Exklaven Erlengrund und Fichtewiese (2011?)
| Zwischen den beiden ehemaligen Exklaven Erlengrund und Fichtewiese, zwei Wochenendsiedlungen in der Ortslage Erlengrund, befindet sich eine Gedenkstele, mit der anhand von Fotografien die Geschichte der beiden Exklaven erläutert wird. Die Texte sind zweisprachig (deutsch/englisch). |

- Ort: Niederneuendorfer Allee 83, 84 (Hakenfelde) 52° 35′ 13,2″ N, 13° 12′ 46,1″ O

### Knut-Denkmal (2011)
| Auf dem Spandauer Friedhof In den Kisseln wird seit Dezember 2011 an den im Zoologischen Garten Berlin im Jahr 2011 verstorbenen Eisbären Knut erinnert. Der von Karin Gude-Kohl gestiftete Marmorgedenkstein befindet sich direkt neben der Grabstätte des Tierpflegers Thomas Dörflein. Inschrift unter einem symbolischen Tatzenabdruck: Zum Gedenken / an den einzigartigen / Knut / * 5.12.2006 † 19.3.2011 |

- Ort: Pionierstraße 82, Friedhof „In den Kisseln“ (Falkenhagener Feld), Bogen A 52° 33′ 29,2″ N, 13° 10′ 24,6″ O

### Gedenkstele Wladimir Iwanowitsch Odinzow (2021)
|  | Wladimir Iwanowitsch Odinzow, ein 18-jähriger sowjetischer Soldat, wurde am 2. Februar 1979 auf der Dorfstraße in Seeburg (Dallgow-Döberitz) von Volkspolizisten erschossen. Er wurde in der Nähe der Grenze mit einem Deserteur verwechselt. Die aus zwei Teilen bestehende Gedenkstele wurde im August 2021 zum 60. Tag des Mauerbaus enthüllt, etwa 3 km vom eigentlichen Ort des damaligen Geschehens entfernt. |

- Ort: Potsdamer Chaussee, südlich der Kreuzung mit Str. 270/Engelsfelde, auf der östlichen Seite der Potsdamer Chaussee an den Rieselfeldern. (Wilhelmstadt) 52° 30′ 19,9″ N, 13° 9′ 50,3″ O

### Gedenktafel Wladimir Gall (2021)
|  | Am 9. September 2021, dem 10. Todestag von Wladimir Gall, wurde von Bezirkspolitikern am Anfang des Wladimir-Gall-Wegs eine Stele zum Gedenken an ihn und den 01.05.1945 sowie zur Würdigung seines Einsatzes für die kampflose Übergabe der Zitadelle Spandau enthüllt. |

- Ort: Am Juliusturm 64 / Wladimir-Gall-Weg, südlich von der Zitadelle Spandau (Haselhorst) 52° 32′ 21,4″ N, 13° 12′ 43″ O

## Museal gesicherte Denkmäler
Die folgenden Denkmäler sind abgebaut und werden im Museum dargestellt:

### Gedenkstein Explosion Bastion Kronprinz (1698)
| Ein Blitz schlug am 31. August 1691 in den Pulverturm der „Bastion Kronprinz“ auf der Zitadelle Spandau ein. 964 Zentner Pulver, die dort lagerten, explodierten. Der Explosionsdruck war so stark, dass selbst in der Altstadt zahlreiche Häuser beschädigt wurden; 21 Menschen starben bei dem Unglück. Zwischen 1692 und 1700 erfolgte der Wiederaufbau des zerstörten Kavaliers der Bastion Kronprinz; die Kosten betrugen ca. 300.000 Taler. Dabei wurde zur Erinnerung an dieses Ereignis auch ein Gedenkstein aus Sandstein als Wandschild im linken Flankenhof der Bastion Kronprinz angebracht. Inschrift: Anno 1691 d. 31. Aug. bei Regierung Friedrich D. G. dritten Kurfürsten zu Brandenburg hat das Gewitter in den Kurfürstlichen Festungswerken eingeschlagen und 964 Zentner Pulver angezundet, wodurch alle die Gewölbe bis auf den Grund zerschlagen wurden, auch sonst großer Schaden gestiftet. 21 Menschen sind hierbei um ihr Leben gekommen, wovon Zehn sogleich unter den Steinen ihr Grab fanden. Die heute aufgrund des Verwitterungszustands nicht mehr lesbare Inschrift ist wiedergegeben nach Otto Kontzemüller, Urkundliche Geschichte der Stadt und Festung Spandau von der Entstehung der Stadt bis zur Gegenwart, Berlin-Spandau 1928, S. 51. Die ovale, barocke Sandsteintafel befindet sich vor der Witterung geschützt im Stadtgeschichtlichen Museum von Spandau (Zitadelle, Kommandantenhaus). Über einer Tordurchfahrt an der Bastion Kronprinz befindet sich eine Bronze-Replik (Abbildung). |

- Ort: Zitadelle, Am Juliusturm 64 (Haselhorst). 52° 32′ 24,2″ N, 13° 12′ 45,1″ O

### Denkmal Freiherr vom Stein (1976)
| Heinrich Friedrich Karl Freiherr vom Stein war ein preußischer Politiker. Er ist vor allem durch die Verwaltungs-, Wirtschafts- und Bildungsreformen bekannt geworden, die er und von Hardenberg nach dem Frieden von Tilsit in Preußen umsetzten. Das Denkmal wurde von Gustav Eberlein als Assistenzbüste für die Denkmalgruppe König Friedrich Wilhelms III. in der ehemaligen Siegesallee geschaffen, zu der noch die Büste von Gebhard Leberecht von Blücher sowie eine Porträt-Plakette von Johann Gottfried Schadow gehörten, und dort am 30. März 1901 enthüllt wurden. Seit 1976 befindet sich das Denkmal in Spandau. Nachdem das Denkmal lange Zeit in der Mönchstraße stand (zwischen Marktplatz und St.-Nicolai-Kirche, Altstadt) steht es seit dem Jahr 2014 im Hof der Zitadelle mit weiteren noch erhaltenen Denkmälern der Siegesallee. |

- Ort: Am Juliusturm 64 (Zitadelle Spandau, Haselhorst). 52° 32′ 25,2″ N, 13° 12′ 45,9″ O

### Figuren von der Siegesallee Berlin
|  | Zu den seit Mai 2009 in der Zitadelle zusätzlich zu den bereits vorhandenen gelagerten 66 Figuren aus der Siegesallee: Liste der Figuren |

- Ort: Zitadelle, Am Juliusturm 64 (Haselhorst). 52° 32′ 24,2″ N, 13° 12′ 45,1″ O

## Gedenktafeln/Gedenksteine
Die folgenden Gedenktafeln/Gedenksteine sind aktuell erhalten:

### Gedenkstein Peter Petersen (1864/1933)
| Mit dem Gedenkstein wird an den in Spandau verstorbenen dänischen Kriegsgefangenen Peter Petersen erinnert. Verwitterte Inschrift auf dem Gedenkstein (in Dänisch): Pauli Brev til Rom 15. v. 33. / Her under hviler Stövet / as Dansk Soldat / Peter Petersen / Dod i Spandau d. 30. April 1864. / Fred med dit Stöv. Inschrift der neben dem Gedenkstein zur Erläuterung aufgestellten Tafel: Dieser Gedenkstein wurde einem dänischen Soldaten / – Peter Petersen – ursprünglich auf dem alten Militärfriedhof / gesetzt. Er starb nach dem zweiten Schleswigschen Krieg / 1864 in der Kriegsgefangenschaft in Spandau. Der Gedenkstein / wurde 1933 auf den Ehrenfriedhof der Stadt Spandau In den / Kisseln überführt und ist im April 2004 nach der Renovierung / wieder auf diesen Platz gesetzt worden. / Auf dem Gedenkstein steht: / Paulus Brief an Rom 15. V. 33. / Hierunter ruht der Staub / des Dänischen Soldaten Peter Petersen. / Gestorben am 30. April 1864 in Spandau. / Friede Deinem Staub. Beides, Stein und Tafel, befindet sich genau gegenüber vom Verwaltungsgebäude des Friedhofs. Das Bibelzitat aus dem Paulus-Brief an die Römer lautet: Der Gott aber des Friedens sei mit euch allen! Amen. |

- Ort: Pionierstraße 82, Friedhof „In den Kisseln“ (Falkenhagener Feld)

### Gedenktafel Jaczovertreibung (ca. 1900)
|  | Die in das Mauerwerk des Jaczoturms eingelassene, vertikal zweigeteilte Sandsteinplatte (Maße: 1,30 × 0,74 Meter) ist in der oberen Hälfte mit einem flachen Figurenrelief auf horizontal geriffeltem Grund versehen, das die sagenumwobene Flucht des Jaczo von Köpenick darstellt. Unterhalb des Reliefs befindet sich eine Inschrift. Ein zweites, kleineres Sandsteinrelief (Maße: 43 × 28 Zentimeter) befindet sich unmittelbar über der Türöffnung an der Südseite des Turmes. Es zeigt ein rechteckiges Wappen mit einer aus Quadermauerwerk bestehenden Architektur mit ausgesparter Tür, auf der ein Bär nach rechts läuft. Auf der oberen Wappenkante ist ein stark verwittertes Gebilde zu erkennen, das möglicherweise ebenfalls einen Bären darstellen soll. Das genaue Baujahr des Jaczoturms ist unbekannt. Inschrift (Text stark verwittert, in lateinischer Sprache): Has per fauces, Jaczo, princeps Slavorum, / ab Alberto Urso pulsus, ad habelam evasit. / Anno Domini MCLVII. (Übersetzung: Durch diese Schlucht wurde Jaczo der Slawenfürst im Jahre des Herrn 1157 von Albrecht dem Bären verfolgt und in die Havel getrieben.) |

- Ort: Gatower Straße 199, an der zur Gatower Straße hin ausgerichteten westlichen Turmseite des Jaczo-Turms (Wilhelmstadt). 52° 30′ 4,7″ N, 13° 10′ 47,2″ O

### Gedenktafel Ernst Ludwig Heim (1904)
| Der Mediziner und Königlich-preußische Geheimrat Ernst Ludwig Heim, verheiratet mit Charlotte Maeker (1764–1842), Tochter des Spandauer Kaufmanns und Schiffsmaklers Johann Peter Maeker, war von 1776 bis 1783 Spandauer Stadtphysikus (eine Art Amtsarzt). 1783 wechselte er von Spandau nach Berlin mit einer Praxis am Gendarmenmarkt. Heim wurde während seiner Laufbahn zum populärsten Volksarzt in Preußen. Er behandelte Arme unentgeltlich und machte keinen Unterschied zwischen arm und reich. Die Pockenschutzimpfung wurde im Wesentlichen durch ihn befördert. Die Hausarztpraxis geht auf ihn zurück, er gilt außerdem als Mitbegründer des modernen Gesundheitswesens in Berlin. 1822 wurde er zum Ehrenbürger von Berlin ernannt. Inschrift (Text in Versalien): An dieser Stätte, / dem ehemaligen Offiziantenhaus, / war die Amtswohnung des Stadtphysikus / Dr. Ernst Ludwig Heim / vom Jahre 1776 bis zu seinem / Abgange nach Berlin im Jahre 1783. / Seinem Andenken die Stadt Spandau. |

- Ort: An der Fassade des Hauses Reformationsplatz 2 (Altstadt). 52° 32′ 17,1″ N, 13° 12′ 17,6″ O

### Gedenktafel zur Befreiung Spandaus (1913)
| Die Gedenktafel aus geschliffenem Granit an der Fassade rechts neben dem Eingangstor der Zitadelle Spandau erinnert an die Befreiung Spandaus von französischer Besatzung. Inschrift: General / Aug. von Thümen / befreite Spandau / 27.4.1813. Die Gedenktafel wurde der Stadt Spandau am 27. April 1913 von der Familie des Geehrten August von Thümen übergeben. |

- Ort: Zitadelle, Am Juliusturm 64 (Haselhorst). 52° 32′ 24,2″ N, 13° 12′ 45,1″ O

### Gedenktafel an das Regierungsjubiläum WilhelmsII. (1913)
| An der Kirchhofsmauer der Dorfkirche Staaken ist eine Kupferplatte angebracht, mit der des 25. Regierungsjubiläums des Kaisers Wilhelm II. gedacht wird. Der sehr gute Zustand der Platte aus dem Jahr 2009 lässt vermuten, dass es sich um eine Replik handelt, zumal sie nur wenige Schritte vom sowjetischen Ehrenmal Staaken entfernt ist und in Konkurrenz dazu monarchistische Reminiszenzen wahrscheinlich nicht in der DDR existiert hätten. Inschrift: 1888 • 1913 / 15. Juni / Zur bleibenden Erinnerung an die Jubelfeier / der Gemeinde Staaken / aus Anlass der 25 Jährigen Regierung / unseres Kaisers und Königs Wilhelm II / Heil unserem Herrscher. |

- Ort: Hauptstraße 40 (Staaken). 52° 31′ 50,3″ N, 13° 8′ 25,1″ O

### Gedenktafel Brandunglück Karlslust (1947)
| Die Gedenktafel auf einem Steinsockel erinnert an die 80 Toten des Brandunglücks in dem Tanzlokal Karlslust (ehemals Hakenfelder Straße 8) am 8. Februar 1947. Die Inschrift auf der Bronzetafel lautet (Text in Versalien): Dem / Andenken / derer / die bei dem / Brandunglück / in der Gaststätte / „Karlslust“ / am 8. Februar 1947 / den Tod / fanden. |

- Ort: Pionierstraße 82, in dem nach dem Inhaber des Lokals, Julius Loebel, benannten „Loebelfeld“ des Friedhofs „In den Kisseln“ (Falkenhagener Feld) 52° 33′ 24,5″ N, 13° 10′ 32″ O

### Gedenktafel Opfer des Faschismus
| Die Gedenktafel erinnert an 350 hier begrabenen Opfer des Faschismus. Inschrift (Text in Versalien): Hier ruhen / 350 Opfer des / Faschismus |

- Ort: Pionierstraße 82, Friedhof „In den Kisseln“ (Falkenhagener Feld) 52° 33′ 16″ N, 13° 10′ 45″ O

### Gedenktafel Karl Heinrich
| Gedenktafel am Falkenseer Platz, die an den sozialdemokratischen Polizeimajor Karl Heinrich (1890–1945) erinnert. Heinrich wurde 1936 wegen „Hochverrates“ von den Nationalsozialisten inhaftiert und später in ein Konzentrationslager verbracht. Im Juli 1945 wurde er von der sowjetischen Besatzungsmacht zunächst zum Kommandeur der Berliner Schutzpolizei ernannt, jedoch im August von den sowjetischen Behörden in das Speziallager Hohenschönhausen verschleppt, wo er 1946 ums Leben kam. Inschrift (Text in Versalien): Polizeimajor / Karl Heinrich / Widerstands- / kämpfer / gegen Hitler / 1945 von den / Sowjets / verschleppt / u in der Haft / umgekommen |

- Ort: Falkenseer Platz / Am Juliusturm, nordwestlich der Karl-Heinrich-Brücke (Altstadt). 52° 32′ 24,2″ N, 13° 12′ 17,6″ O

### Gedenktafel Widerstand im Dritten Reich
| Gedenktafel am Nebengebäude des Rathauses Spandau, die an den Widerstand im Dritten Reich erinnert. Hier befand sich früher eine Polizeiwache, in der während der Zeit des Nationalsozialismus die SA residierte und im Keller ein sogenanntes „wildes KZ“ einrichtete. Inschrift: Zur Erinnerung an alle Menschen / die in der Zeit von 1933 bis 1945 / der Diktatur in Deutschland / Widerstand leisteten, / indem sie unter Einsatz ihres Lebens / für das Recht und / gegen das Unrecht eintraten. / Ihnen zum Dank und zur Mahnung! |

- Ort: Rathausnebengebäude, Am Wall 3 (Altstadt). 52° 32′ 7,4″ N, 13° 12′ 5,6″ O

### Gedenktafel Tote der Weltkriege und der Gewaltherrschaft
| Gedenktafel im Rathaus Spandau (Erdgeschoss), die an die Opfer der beiden Weltkriege des 20. Jahrhunderts und die Opfer der Gewaltherrschaft erinnert. Inschrift (Text in Versalien): Den Toten der Weltkriege / 1914–1918 • 1939–1945 / und den Opfern der / Gewaltherrschaft / zum Gedächtnis |

- Ort: Rathaus Spandau, Carl-Schurz-Straße 2 (Altstadt). 52° 32′ 5,2″ N, 13° 12′ 1,4″ O

### Gedenkstein Dr. Georg Benjamin (ca. 1960)
| Abbildung Der auf dem Gelände einer ehemaligen Krankenhausanlage (bis 1945 Luftwaffenkaserne, in der DDR seit 1959 Kreiskrankenhaus Nauen Dr. Georg Benjamin) befindliche Gedenkstein erinnert an Dr. Georg Benjamin; er steht auf einer Grünfläche rechts hinter dem Zugangstor. Die schwarze polierte Granittafel mit goldener Inschrift ist in einen großen gemauerten Sockel eingelassen. Auf dem Sockel befindet sich eine Blumenschale. Inschrift: Dr. Georg Benjamin / geb. 10.9.1895 / am 26.8.1942 / von den Faschisten im KZ / Mauthausen ermordet. |

- Ort: Schulstraße 13 / Metropolitan Park (Staaken) 52° 31′ 50,7″ N, 13° 7′ 58,7″ O

### Gedenkstein Finnenhaussiedlung (ca. 1961)
| Der Gedenkstein erinnert an die Errichtung der hier befindlichen Finnenhaussiedlung zwischen den Jahren 1958 und 1961. Auf einem Findling befindet sich eine Inschriftplatte. Inschrift: Finnen-haussiedlung / Kladow / 1958–1961 Die Siedlung von 377 Eigenheimen war von der Regierung der Vereinigten Staaten von Amerika für anerkannte politische Flüchtlinge finanziert worden. Da die finnische Regierung Verbindlichkeiten gegenüber den Vereinigten Staaten hatte, wurden in einem Dreiecksgeschäft Holz und Holzhäuser aus Finnland geliefert. |

- Ort: Topeliusweg / Kladower Damm (Kladow) 52° 27′ 20,6″ N, 13° 8′ 46,6″ O

### Gedenktafel Wilhelm Heinemann (1962)
| Zur Erinnerung an den Komponisten Wilhelm Heinemann wurde am 1.3.1962 an der Fassade seines früheren Wohnhauses eine Gedenktafel angebracht. Inschrift (Text in Versalien): Hier wohnte der / Komponist / Wilhelm / Heinemann / *1•3•1862 +20•1•1952 |

- Ort: Behnitz 5 (Spandau) 52° 32′ 22,3″ N, 13° 12′ 31,5″ O

### Gedenktafel Regimentslazarett Spandau (1967)
| Die Gedenktafel erinnert an das früher hier befindliche Regimentslazarett; ein (größeres) Militärlazarett wurde Anfang des 20. Jahrhunderts am Askanierring 166 (heute: Flankenschanze 46) gebaut. Inschrift (Text in Versalien): 1784 / Als Lazarett erbaut / für das Regiment / Prinz Heinrich nach / mancherlei Schicksal / und Verfall im Jahre / 1965 abgebrochen / 1967 / neu erbaut durch / den Spandauer Bürger / Dr. Wilhelm Reimann |

- Ort: Moritzstraße 9, an der Fassade zum Viktoriaufer (Altstadt). 52° 32′ 17,8″ N, 13° 12′ 7,1″ O

### Gedenktafel zur Erinnerung an die Spandauer Synagoge
| Diese von dem Spandauer Bildhauers Volkmar Haase gefertigte Gedenktafel soll an die Spandauer Synagoge erinnern, die 1895 erbaut wurde und im Dritten Reich zerstört wurde. Inschrift (Text in Versalien): Erste eigene Synagoge der jüdischen Gemeinde Spandau. Erbaut 1895. Kammerstraße/Lindenufer 12 – Das jüdische Gotteshaus wurde während der Pogrome des 9. November 1938 von den Nationalsozialisten zerstört. Zur mahnenden Erinnerung |

- Ort: Lindenufer 12 Ecke Kammerstraße (Grundstück der ehemaligen Synagoge) (Altstadt). 52° 32′ 13,6″ N, 13° 12′ 26,3″ O

### Gedenkstein Rudolf Wissell (unbekanntes Datum)
| Abbildung Zum Gedenken an den SPD-Politiker Rudolf Wissell wurde in der nach ihm benannten Rudolf-Wissell-Siedlung ein Gedenkstein aufgestellt. Die folgenden Inschriften befinden sich auf zwei Bronzetafeln, die auf einem großen Findling in einer kleinen umfriedeten Grünanlage an der Nordwestecke der Kreuzung Heerstraße/Magistratsweg. Inschrift der vorderen Tafel: Rudolf Wissell / Großsiedlung Inschrift der hinteren Tafel: Dr• hc• Rudolf Wissell / 1869–1962 / Ehrenbürger der / Stadt Berlin / Reichsarbeitsminister / 1928–1930 |

- Ort: Heerstraße / Magistratsweg (Staaken). 52° 31′ 13,6″ N, 13° 9′ 44,4″ O

### Gedenktafel Hans Scharoun
| Zur Erinnerung an den Architekten Hans Scharoun wurde am Eingang seines früheren Wohnhauses eine Gedenktafel angebracht. Inschrift (Text in Versalien): Prof. Hans Scharoun / 1893–1972 / Ehrenbürger von Berlin / Architekt und / Städtebauer wohnte / in diesem Hause / von 1950–1960 |

- Ort: Jungfernheideweg 4 (Siemensstadt). 52° 32′ 15,2″ N, 13° 16′ 22,2″ O

### Gedenktafel Nuriye Bekir (1980)
| Zum Gedenken an die ermordete Nuriye Bekir wurde an einem Zaun schräg gegenüber vom Haupteingang des Evangelischen Waldkrankenhauses eine Gedenktafel angebracht. Die Frau hatte sich mit ihren vier Kindern aus der gemeinsamen Wohnung in ein Frauenhaus geflüchtet. Ihr Ehemann schoss an dieser Stelle mehrmals mit einer Schreckschusspistole auf sie und stach dann 22 Mal mit einem Messer auf sie ein. Die folgende Inschrift befindet sich auf der Metalltafel: NURIYE BEKIR / 30 Jahre alt, Mutter von 4 Kindern im Alter von 2, 6, 8 und 11 Jahren, / ist hier von ihrem Ehemann am 7. Mai 1980 brutal und heimtückisch ermordet worden. / Wir trauern tief um NURIYE / Mit welchem Recht morden, misshandeln und vergewaltigen Männer seit tausenden / von Jahren Frauen und Kinder? / Die Geschichte der Menschheit ist eine Geschichte der Zerstörung. / Geschichte haben die Männer auf unsere Kosten gemacht. / Wir Frauen wollen nicht länger mit unserem Leben bezahlen. / Wir machen das nicht länger mit. |

- Ort: Stadtrandstraße 562 (Falkenhagener Feld). 52° 33′ 45″ N, 13° 9′ 31,2″ O

### Gedenktafel Adler-Apotheke (1987)
| Die Adler-Apotheke in Spandau blickt wurde im Jahr 1613 gegründet. Im Mai 1987 wurde für diese älteste Apotheke in West-Berlin eine Gedenktafel an der Hausfassade zur Moritzstraße angebracht. Inschrift (Text in Versalien): Priv. 15. Febr. 1613 / Adler Apotheke / Älteste Apotheke / und ältester Betrieb / in Berlin West / Gestiftet von / Apotheker Vogel Mai 1987 |

- Ort: Carl-Schurz-Straße 39 (Spandau). 52° 32′ 15,5″ N, 13° 12′ 13,1″ O

### Gedenktafel Opfer im KZ-Außenlager Pichelswerderstraße 9 (1988)
| Die Gedenktafel erinnert an mehr als 1000 Frauen, überwiegend aus Ungarn und meist jüdischen Glaubens, die an der Pichelswerderstraße 9 in einem Außenlager des Konzentrationslagers Sachsenhausen inhaftiert (die Häftlinge kamen vom KZ Ravensbrück) waren und für die Deutschen Industriewerke AG seit Oktober 1944 in der Munitionsfabrik Zwangsarbeit leisten mussten. Am 21. April 1945 wurde das Außenlager aus Angst vor der näherrückenden Sowjetarmee von der SS geräumt und die Häftlinge in Richtung Oranienburg getrieben. 1988 wurde der Gedenkstein auf dem Grundstück des Technischen Überwachungsvereins enthüllt. Inschrift (Text in Versalien): Zum Gedenken / an die mehr als tausend Frauen und Mädchen aus / Jugoslawien, Polen, der Sowjetunion und Ungarn / die an dieser Stelle / in der Nazizeit in den Jahren 1944 und 1945 / als Häftlinge des KZ Sachsenhausen in der / Munitionsfabrik der Deutschen Industriewerke AG / Zwangsarbeit leisteten und von denen viele / den Tod fanden./ Dieses Denkmal wurde auf Initiative / der Überlebenden und des / Bezirksamtes Spandau / errichtet / September 1988 |

- Ort: Pichelswerderstraße 9 (Spandau). 52° 31′ 50,1″ N, 13° 12′ 48″ O

### Gedenktafel Paul Schneider (1989)
| Mit der Gedenktafel am Paul-Schneider-Haus der Ev. Luthergemeinde Spandau wird an den Prediger von Buchenwald Paul Schneider erinnert. Drei Bronzeplatten, gefertigt in der Bronzegießerei Füssel nach einem Modell der Künstlerin Elke Behrends, erinnern an die Zelle, aus deren Fenster Paul Schneider eine Predigt zu den auf dem Gefängnishof des Konzentrationslagers Buchenwald versammelten Gefangenen gehalten hatte. Daraufhin wurde er von den Nationalsozialisten zu Tode gefoltert. Inschrift: zum Gedenken an / Paul / Steiner / er wurde als / evangelischer Pfarrer / im Widerstand / gegen den / Nationalsozialismus / 1939 / im Konzentrationslager / Buchenwald ermordet. |

- Ort: Schönwalder Straße 23, an der Fassade des Paul-Schneider-Hauses (Spandau) 52° 32′ 48,6″ N, 13° 12′ 9″ O

### Gedenktafel Uwe Gaßmann (ca. 1991)
| Abbildung Zur Erinnerung an den Lehrer, Wasserballnationalspieler und -trainer Uwe Gaßmann wurde rechts neben dem Eingang des Kombibades Spandau Süd (Uwe-Gaßmann-Bad) eine Bronzegedenktafel angebracht. Inschrift: Uwe Gaßmann / *29.6.1953 - +10.1.1991 / (Abbildung eines Schwimmers mit Ball) / Der Spandauer Studienrat Uwe Gaßmann (1953–1991) begann / seine außerordentliche Wasserballkarriere in diesem Schwimmbad. / Als erfolgreicher Nationalspieler und Chefcoach der WF Spandau 04 / bildet sein Name für den Bezirk einen unvergessenen / Meilenstein der Sportgeschichte. |

- Ort: Gatower Straße 19 (Wilhelmstadt) 52° 31′ 7,6″ N, 13° 11′ 14,3″ O

### Gedenktafel zum Absturz einer sowjetischen Jak-28(1993)
| Im April 1966 stürzte ein sowjetisches Kampfflugzeug vom Typ Jakowlew Jak-28 (andere Angaben: Iljuschin Il-28) in den Stößensee, die beiden Piloten starben. Die Enthüllung der Tafel erfolgte am 23.4.1993 durch Bezirksbürgermeister Sigurd Hauff. Sie soll an die beiden sowjetischen Luftwaffenpiloten erinnern, die 1966 unter Einsatz ihres Lebens ihr abstürzendes Flugzeug über bewohntes Gebiet hinweg steuerten. Inschrift der Gedenktafel am südlichen Geländer der Stößenseebrücke (Text in Versalien): Am 6. April 1966 steuerten die sowjetischen Piloten / Hauptmann / Boris Wladimirowitsch Kapustin / und Oberleutnant / Juri Nikolajewitsch Janow / ihr defektes Kampfflugzeug in den Stössensee und / verloren dabei ihr Leben. Durch ihren selbstlosen / Einsatz vermieden sie eine unabsehbare Katastrophe / im nahen Wohngebiet. Diese Tafel gilt dem Gedenken / an das Opfer der sowjetischen Soldaten als ein / Zeichen der Menschlichkeit in Zeiten des / Kalten Krieges. Hintergründe zum Flugzeugabsturz: siehe → hier |

- Ort: Heerstraße an der Stößenseebrücke – südliches Brückengeländer in der Mitte der Brücke. 52° 30′ 33,6″ N, 13° 12′ 53″ O

### Gedenktafel Maueropfer
| Durch Gerhard Scheibe künstlerisch gestaltetes Gedenkrelief aus Metall im Rathaus Spandau (Erdgeschoss), das an die Toten an der Berliner Mauer erinnert (Leihgabe Fester). Inschrift: 28 Jahre / 75 Tote |

- Ort: Rathaus Spandau, Carl-Schurz-Straße 2 (Altstadt). 52° 32′ 5,2″ N, 13° 12′ 1,4″ O

### Gedenktafel Jüdenstraße
| Die Gedenktafel erinnert daran, dass die Straße bis zum 17. September 1938 den Namen „Jüdenstraße“ trug, danach wurde sie von den Nationalsozialisten nach Gottfried Kinkel in „Kinkelstraße“ umbenannt. Die Diskussion über die Rückbenennung der Kinkelstraße in „Jüdenstraße“ setzte 1985 durch einen Vorschlag der Spandauer FDP ein. Nach langjährigen politischen Diskussionen in Spandau wurde zum 1. November 2002 die Rückbenennung in Jüdenstraße vollzogen; dabei wurde die Hausnummerierung in die Berliner Hausnummernsystematik abgeändert. Die zwischenzeitlich in der Kinkelstraße an der Rückseite des alten Postgebäudes angebrachte Gedenktafel wurde lange als „Jüdenstraßen-Verhinderungsstrategie“ kritisiert. Inschrift (Text in Versalien): Bis 1938 hieß diese Straße Jüdenstraße / Ob es sich dabei ursprünglich um ein Ghetto gehandelt hat / oder ob von Anbeginn an in dieser Straße Mitbürger / jüdischen und christlichen Glaubensnebeneinander lebten, / verliert sich im Dunkeln der Spandauer Stadtgeschichte. / Tatsache ist, dass es im Laufe der Geschichte in Spandau / Judenverfolgung gegeben hat. / Die Umbenennung der Jüdenstraße dokumentiert für alle / erkennbar den dem Nationalsozialismus innewohnenden / Rassenhass, der selbst alle äußerlichen Symbole / jüdischen Glaubens ausmerzen wollte. Dieser Rassenhass / bedeutete für unsere jüdischen Mitbürger den / unausweichlichen Gang in die Gaskammern der / Konzentrationslager und die fast völlige Vernichtung. / Jeder von uns ist aufgerufen, diesen Teil der deutschen / Geschichte nie zu vergessen und diese Unmenschlichkeit / nie wieder zuzulassen. |

- Ort: An der Fassade des Grundstücks Jüdenstraße 2 (Altstadt). 52° 32′ 12″ N, 13° 12′ 4,3″ O

### Gedenktafel Wolfgang Peuker (ca. 2001)
| Zum Gedenken an den auf dem Landschaftsfriedhof Gatow beerdigten Graphiker Wolfgang Peuker wurde dort an der Mauer neben dem Hauptweg unterhalb des Glockenturms eine Bronzetafel befestigt. Im oberen Teil zeigt sie rechts ein Reliefporträt Peukers und links andeutungsweise Gemälde sowie auch Malwerkzeuge. Unterhalb befindet sich die Inschrift: DEM ANDENKEN AN DEN MALER / WOLFGANG PEUKER GEWIDMET / * 1945 AUSSIG - + 2001 GROSS GLIENICKE / PROFESSOR AN DER KUNSTHOCHSCHULE BERLIN |

- Ort: Maximilian-Kolbe-Str. 6 (Gatow). 52° 29′ 48,2″ N, 13° 9′ 14,8″ O

### Gedenkstein Julius Schoeps (2003)
| Abbildung Der auf dem Gelände der Blücher-Kaserne befindliche Gedenkstein erinnert an den 1942 im Konzentrationslager Theresienstadt umgekommenen Oberstabsarzt Dr. Julius Schoeps. In einer Grünanlage rechts vom Hauptweg hinter der Kasernenzufahrt ist eine kleine Anlage geschaffen worden mit einem aus Klinkern gemauerten flachen Sockel, auf dem sich ein Findling befindet, an dem eine Bronzetafel befestigt ist. Der Gedenkstein, mit dem das damals aus der Hildesheimer Schoeps-Kaserne nach Kladow verlegte Lazarettregiment 31 der Bundeswehr Schoeps ehren will, wurde am 20.11.2003 enthüllt. Inschrift: OBERSTABSARZT / DR. JULIUS SCHOEPS / 05.01.1864 NEUENBURG / -27.12.1942 / KONZENTRATIONSLAGER / THERESIENSTADT Links neben dem Eingang zu dem nach Schoeps benannten Casino der Kaserne ist eine weitere kleine Messingtafel mit fast identischer Inschrift angebracht. |

- Ort: Sakrower-Landstraße 100, Blücher-Kaserne (Zugangskontrolle!) (Kladow). 52° 26′ 51,2″ N, 13° 7′ 35″ O

### Gedenktafel für Julius Sternberg
| Julius Sternberg, Textilkaufmann, war ab 1922 Gemeindevorsteher der Jüdischen Gemeinde in Spandau. Er konnte der Verfolgung durch die Nationalsozialisten entkommen und emigrierte 1939 nach Kolumbien, kehrte jedoch nach dem Zweiten Weltkrieg zurück nach Deutschland. Inschrift: In diesem Gebäude befand sich das „Kaufhaus M. K. Sternberg“ / sein letzter Eigentümer / Julius Sternberg / 7.12.1879–25.7.1971 / Vorsteher der jüdischen Gemeinde Spandaus von 1922 bis 1935 / wurde mit seiner Familie von den Nationalsozialisten verfolgt / und zur Aufgabe des Geschäfts gezwungen / Die Sternbergs emigrierten 1939 nach Kolumbien und kehrten / nach dem Ende der NS-Herrschaft nach Spandau zurück |

- Ort: In den Arkaden des Grundstücks Breite Straße 21 (Altstadt). 52° 32′ 12,3″ N, 13° 12′ 19,3″ O

### Gedenktafel Siemens-Zwangsarbeiter (unbekanntes Datum)
Im Innenhof des Siemens-Verwaltungsgebäudes an der Nonnendammallee wurde zum Gedenken an die im Zweiten Weltkrieg bei Siemens eingesetzten Zwangsarbeiter eine Gedenktafel angebracht.
- Ort: Nonnendammallee 101 (Siemensstadt)

### Gedenktafel für Arthur Löwenstamm (2005)
| Arthur Löwenstamm (1882–1965) war von 1917 bis 1938 der erste ständige und auch der letzte Rabbiner der Jüdischen Gemeinde in Spandau. Es gelang ihm im Februar 1939 nach Großbritannien zu emigrieren, nachdem er zuvor im Konzentrationslager Sachsenhausen inhaftiert und gefoltert worden war. Er starb 1965 im Alter von 82 Jahren. Die vor seinem ehemaligen Wohnhaus aufgestellte Gedenktafel wurde am 9. November 2005 enthüllt. Da die Anbringung am Haus vom Eigentümer nicht gestattet wurde, steht die Tafel davor auf dem Bürgersteig. |

- Ort: Feldstraße 11 (Spandau). 52° 32′ 40,8″ N, 13° 12′ 5,8″ O

### Gedenktafel für zwölf jüdische Spandauerinnen und Spandauer (2005)
| Anlässlich einer Stiftung der Familie Sternberg wurde das Gebäude Feldstraße 8, benachbart dem Wohnsitz von Rabbiner Löwenstamm in der Feldstraße 11, im Jahr 1929 ein jüdisches Altersheim. Nach der Pogromnacht vom 9. November 1938 mussten hier jüdische Spandauer Familien einziehen und auf engstem Raum leben. Auszug aus der Inschrift: Zwölf der Bewohnerinnen und Bewohner wurden in den Jahren 1942–1944 von den Nationalsozialisten deportiert und in den Tod geschickt: \| Gretchen Cohen * 27.1.1893 Johanna Kiewe geb. Josef * 17.3.1882 Ascher Kiewe * 10.1.1873 Johanna Lewin geb. Bender * 4.1.1872 Helene Cohen geb. Susmann * 1866 Ernestine Hirsch geb. Hecht * 24.7.1866 Selma Freund * 5.9.1857 Karl Samter * 8.6.1857 Dorothea Baum geb. Friedlaender * 31.10.1903 Leib Friedlaender * 5.8.1867 Adelheid Rosenbaum * 29.10.1882 Margarete Marcuse * 19.03.1894 \| deportiert am 13.01.1942 deportiert am 02.04.1942 deportiert am 16.07.1942 deportiert am 14.09.1942 deportiert am 19.02.1943 deportiert am 28.05.1943 deportiert am 01.07.1943 deportiert am 12.10.1944 \| Zum Gedenken an diese Mitbürger wurde am 9. November 2005 eine Gedenktafel aufgestellt. Die Tafel ist in einem Edelstahlpult befestigt und steht auf dem Bürgersteig vor dem Haus. Im Jahr 2023 wurde eine neue Gedenktafel mit überarbeiteten Text aufgestellt. | |
| Gretchen Cohen * 27.1.1893 Johanna Kiewe geb. Josef * 17.3.1882 Ascher Kiewe * 10.1.1873 Johanna Lewin geb. Bender * 4.1.1872 Helene Cohen geb. Susmann * 1866 Ernestine Hirsch geb. Hecht * 24.7.1866 Selma Freund * 5.9.1857 Karl Samter * 8.6.1857 Dorothea Baum geb. Friedlaender * 31.10.1903 Leib Friedlaender * 5.8.1867 Adelheid Rosenbaum * 29.10.1882 Margarete Marcuse * 19.03.1894 | deportiert am 13.01.1942 deportiert am 02.04.1942 deportiert am 16.07.1942 deportiert am 14.09.1942 deportiert am 19.02.1943 deportiert am 28.05.1943 deportiert am 01.07.1943 deportiert am 12.10.1944 |

- Ort: Ehemaliges Jüdisches Altersheim, Feldstraße 8 (Spandau). 52° 32′ 40,2″ N, 13° 12′ 8,6″ O

### Gedenktafel Alfred Dreyfus (ca. 2006)
| Abbildung Die auf dem Gelände der Blücher-Kaserne befindliche Gedenktafel auf einem kleinen aus Klinkern gemauerten Sockel erinnert an den französischen Artilleriehauptmann Alfred Dreyfus. Die Messingtafel mit der Inschrift befindet sich nördlich des rechten Pfortengebäudes nahe dem Haupteingang der Kaserne. Inschrift: Zum Gedenken / Hauptmann / Alfred Dreyfus / 1859–1935 Die Gedenktafel wurde vermutlich im Jahr 2006 im Rahmen der Ausstellung »J’accuse … ich klage an! Zur Affäre Dreyfus« des Moses‐Mendelssohn‐Zentrums und des Leo Baeck Instituts in der Blücher-Kaserne aufgestellt. |

- Ort: Sakrower-Landstraße 100, Blücher-Kaserne (Zugangskontrolle!) (Kladow). 52° 26′ 51,9″ N, 13° 7′ 36,1″ O

### Gedenkstätte für Georg Jurytko und Rudolf Schwarz (2007)
|  | Die am 8. September 2007 auf dem Gutshof Gatow enthüllte Gedenkstätte erinnert an den Pfarrer Georg Jurytko und den Architekten Rudolf Schwarz. Beide setzten sich für die Opfer des Nationalsozialismus in Gatow ein. Die 1965 östlich des Gutshofs Gatow errichtete katholische St.-Raphael-Kirche wurde am 7. Juli 2005 abgerissen; ihr Architekt, der Kölner Kirchenbaumeister Rudolf Schwarz, war auch Theologe und Philosoph. Diese Kirche hatte er mit dem früheren Spandauer Gefängnispfarrer Georg Jurytko als Erinnerungsstätte für die mehr als 500 Menschen konzipiert, die dieser als Geistlicher unter der Schreckensherrschaft der Nationalsozialisten bis 1945 aufs Schafott begleiten musste. Die Gedenkplastik wurde vom Förderkreis Historisches Gatow e. V. initiiert. Das aus einer künstlerischen Ausarbeitung bestehende Werk wurde von dem Gatower Bildhauer Gerhard Scheibe aus Edelstahl und Baustahl (Moniereisen der abgerissenen St.-Raphael-Kirche) gearbeitet. Links daneben ist eine Schrifttafel angebracht. Inschrift (Schrifttafel): Pfarrer Georg JURYTKO * 05.06.1902 † 26.10.1971 Architekt Rudolf SCHWARZ * 15.05.1897 † 03.04.1961 SIE SETZTEN SICH FÜR DIE HINGERICHTETEN OPFER DES NAZITERRORS IN GATOW EIN |

- Ort: Buchwaldzeile 45, an der Mauer des Gutshofs Gatow zum östlich angrenzenden Supermarktgrundstück (Gatow) 52° 29′ 6,8″ N, 13° 10′ 55,4″ O

### Gedenkstein Alexander Arndt (2007)
| Abbildung Der auf dem Gelände der Blücher-Kaserne befindliche Gedenkstein (rechts vom Hauptweg direkt hinter der Kasernenzufahrt) erinnert an den Feldwebel Alexander Arndt, der am 14.10.1993 in der kambodschanischen Hauptstadt Phnom Penh von einem Unbekannten bei einem Blauhelm-Einsatz in einem Fahrzeug der Vereinten Nationen (UN) erschossen. Er war der erste Soldat der Bundeswehr, der bei einem Auslandseinsatz durch Waffengewalt ums Leben kam. Der Gedenkstein und die Erinnerung an Arndt soll symbolisch für alle anderen bei Auslandseinsätzen um ihr Leben gekommenen Soldaten stehen. Inschrift (Texte in Versalien): Zum Gedenken / Feldwebel Alexander Arndt / *30. September 1967, Hildesheim / +14. Oktober 1993, Phnom Penh. Die Enthüllung des Gedenksteins mit Tatzenkreuz und aufgesetzter Messingtafel fand am 13.10.2007 in Anwesenheit des stv. Kommandeurs des Lazarettregiments 31, Karl-Heinz Beier, und des Spandauer Bezirksbürgermeisters Konrad Birkholz statt. |

- Ort: Sakrower-Landstraße 100, Blücher-Kaserne (Zugangskontrolle!) (Kladow). 52° 26′ 51,3″ N, 13° 7′ 32,4″ O

### Gedenkstein an der Dorfkirche Staaken – Ersterwähnung Staakens (2008)
| Am 10. September 2008 wurde an der Dorfkirche Staaken mit einem Gedenkstein an die urkundlich erste Erwähnung des Dorfes Staaken erinnert. Inschrift: … in villa stakene … / MCCLXXIII VII kal. Aprilis / Ersterwähnung Staakens / 26. März 1273 |

- Ort: Nennhauser Damm 72 (Staaken) 52° 31′ 51,1″ N, 13° 8′ 25,3″ O

### Gedenkstein Kirsten Sahling (2009)
|  | Am 20. Juni 2009 wurde im Spandauer Forst nahe der Kuhlake die Psychologin Kirsten Sahling gegen 8.50 Uhr beim Joggen von einem unbekannten jungen Mann, der auf einem Fahrrad unterwegs war, niedergestochen. Sie starb wenig später auf der Intensivstation eines Krankenhauses. Am 4. Oktober 2009 hat der Ehemann, mit Genehmigung des Forstamtes Tegel, zur Erinnerung an den unaufgeklärt gebliebenen Mord zunächst einen Betonsockel mit einer schwarzen Text-Acryltafel aufgestellt, später dann stattdessen einen Granitfindling mit einer aufgesetzten Messingtexttafel. Inschrift: WER KANN DICH, HERR, / VERSTEHEN / IN GEDENKEN AN / KIRSTEN SAHLING / 1969–2009 / DU FEHLST UNS MIT DEINER / LIEBE UND KLARHEIT / UND WIR SCHÖPFEN AUS / DEINEM MUT ZUM LEBEN Links neben der Inschrift befindet sich ein Kreuz. Der Gedenkstein steht an der Stelle, an der Kirsten Sahling nach Angabe der Polizei niedergestochen wurde, als sie zum Joggen im Wald war. |

- Ort: Spandauer Forst (Jagen 31), nahe Kuhlake / Schönwalder Allee (Hakenfelde). 52° 34′ 26,3″ N, 13° 10′ 30,8″ O

### Gedenktafel Maueröffnung Groß Glienicke (2009)
Eine Gedenktafel an der Straße soll an die Ereignisse erinnern, die an dieser Stelle am 24. Dezember 1989 zur Öffnung der Mauer führte. Das große Metallschild (auf der nördlichen Seite der Straße, doppelt ausgeführt in beide Fahrtrichtungen der Straße) wurde im November 2009 von Brandenburger Behörden an der Bundesstraße 2 auf dem Gebiet von Groß Glienicke (Ortsteil von Potsdam), direkt an der Grenze zu Spandau, aufgestellt.
Inschrift: Hier waren Deutschland und / Europa bis zum 24. Dezember 1989 / um 8 Uhr geteilt.
- Ort: An der Bundesstraße 2 – Potsdamer Chaussee, Groß Glienicke, ca. 50 Meter westlich der Stadtgrenze zu (Kladow). 52° 28′ 37,7″ N, 13° 7′ 0,3″ O

### Gedenktafel Maueröffnung Staaken (2009/2010)
| Zwei Gedenktafeln an der Straße sollen an die Maueröffnung am 10. November 1989 erinnern, die an diesem Tag zur Öffnung der Schlagbäume auch an der Grenzübergangsstelle Staaken führte. Die großen Unterrichtungstafeln aus Metall (auf beiden Seiten der Straße, beidseitig beschriftet) wurden ursprünglich im November 2009 von Brandenburger Behörden an der Bundesstraße 5 auf dem Gebiet von Dallgow, direkt an der Grenze zu Spandau, aufgestellt. Damit standen sie an historisch falscher Stelle, denn die Grenzübergangsstelle befand sich rund 1,5 Kilometer weiter östlich, da der Spandauer Ortsteil zwischen 1951 und 1990 geteilt war und der westliche Teil als Gemeinde Staaken zur DDR gehörte. Im Februar 2010 wurden die Schilder wieder abgebaut; am 31. März 2010 wurde ein Schild vom Bezirksamt Spandau an der richtigen Stelle des ehemaligen Grenzübergangs Staaken aufgestellt. Seit dem 13. August 2010 ist dies Bestandteil der Maueropfer-Gedenkstätte Spandau (s. oben). Inschrift: Hier waren Deutschland und / Europa bis zum 10. November 1989 / um 0:32 Uhr geteilt. |

- Ort: 1. Standort: An der Bundesstraße 5, 30 Meter westlich vom Grundstück Heerstraße 695 (Staaken). 52° 31′ 44″ N, 13° 7′ 8″ O
- Ort: Aktueller historisch richtiger Standort: An der Bundesstraße 5, Höhe Bergstraße an der Heerstraße (Staaken) 52° 31′ 28,5″ N, 13° 8′ 33,5″ O

### Gedenktafel Albert Einstein (2011)
| Albert Einstein hatte im Jahr 1922 während seiner Berliner Zeit und vor seinem Umzug nach Caputh eine Laube in der Wochenendsiedlung Bocksfelde Alt e. V gepachtet. Er nannte seine Laube im Burgunderweg 3 liebevoll „Mein Schloss“. Er schrieb darüber: „Mein Schlösschen erweist sich als wasserdichter als meine Segeljolle“. Am 14. März 2011 wurde zum Gedenken an Albert Einstein eine von der Wochenendsiedlung und Wassersportvereinigung Bocksfelde e. V. aufgestellte Gedenktafel aus Edelstahl eingeweiht. |

- Ort: Bocksfeldstraße 9 (Wilhelmstadt). 52° 30′ 38,1″ N, 13° 11′ 44,8″ O

### Gedenktafel für vier vom NS-Regime ermordete homosexuelle Polizisten (2011/2022)
| Am 14. April 2011 wurde vom damaligen Berliner Innensenator Ehrhart Körting und dem Berliner Polizeipräsidenten Dieter Glietsch am Gebäude des Polizeiabschnitts 21 eine Tafel zum Gedenken an die Hinrichtung von vier Spandauer Polizisten zu Zeiten der NS-Herrschaft enthüllt. Otto Jordan, Reinhard Höpfner, Willi Jenoch und Erich Bautz (Vorname war zum Zeitpunkt der Anbringung der ursprünglichen Tafel nicht bekannt), wurden am 24. April 1945 in Spandau hingerichtet, weil sie homosexuell waren, und dann namenlos vergraben. Diese Gedenktafel wurde stellvertretend im Gedenken an alle homosexuellen Opfer der Verfolgung durch das NS-Regime zur Mahnung am Ort des Geschehens aufgestellt. Nachdem man den vollen Namen von Erich Bautz herausgefunden hatte, wurde am 22.04.2022 eine neue Tafel angebracht. Inschrift: Am 24. April 1945 / wurden von der hier / befindlichen Polizeiarrestanstalt / die Polizisten / Otto Jordan / Reinhard Höpfner / Willi Jenoch / Bautz / (Vorname nicht bekannt) / wegen ihrer Homosexualität / in das Polizeibarackenlager / Pionierstraße verbracht, / erschossen und verscharrt. / Sie sind unvergessen. |

- Ort: Polizeiabschnitt 21, Moritzstraße 10 (Altstadt). 52° 32′ 20,3″ N, 13° 12′ 1″ O

### Gedenktafel Zwangsarbeiterlager Haselhorst-Nord (2011)
Mit einer Gedenktafel, die am 21. November 2011 enthüllt wurden, wird an die über 40.000 Menschen erinnert, die während der Zeit des Nationalsozialismus in Spandauer Betrieben Zwangsarbeit leisten mussten. An der Gartenfelder Straße befand sich das sogenannte „Wohnlager Haselhorst-Nord“ der Firma Siemens, ein Außenlager des Konzentrationslagers Sachsenhausen, in deren RAD-Baracken seit 1940 Fremdarbeiter untergebracht waren und – nach einer Zerstörung im Februar 1944 durch Brandbombenangriffe und einem anschließenden Wiederaufbau – von Juli 1944 bis März 1945 rund 1450 Männer aus dem Konzentrationslager Sachsenhausen und etwa 700 Frauen aus dem Konzentrationslager Ravensbrück untergebracht waren. Am 28. März 1945 wurde das Lager durch Bombenangriffe erneut und diesmal total zerstört.
- Ort: Paulsternstraße 34 (Siemensstadt)

### Gedenktafel Zwangsarbeiterlager Haselhorst-Süd (2011)
| Mit zwei identischen Gedenktafeln, die am 21. November 2011 enthüllt wurden, wird an über 40.000 Menschen erinnert, die während der Zeit des Nationalsozialismus in Spandauer Betrieben Zwangsarbeit leisten mussten. An der Nonnendammallee 128 befand sich das so genannte „Wohnlager Haselhorst-Süd“ der Firma Siemens, ein Außenlager des Konzentrationslagers Sachsenhausen. Die als Lesepult gestalteten Edelstahltafeln auf Edelstahlfüßen wurden auf Initiative der Bertolt-Brecht-Oberschule in Zusammenarbeit mit der Jugendgeschichtswerkstatt Spandau und der Knobelsdorff-Schule aufgestellt, mit Unterstützung der Siemens AG und der Bezirksverordnetenversammlung Spandau. |

- Ort 1: Paulsternstraße 4 (Haselhorst) 52° 32′ 18,6″ N, 13° 14′ 52,6″ O
- Ort 2: Paulsternstraße 34 (Haselhorst) 52° 32′ 38,2″ N, 13° 14′ 50,8″ O

### Gedenktafel John Rabe (2012)
| Zur Erinnerung an den Kaufmann John Rabe wurde am Eingang seines früheren Wohnhauses (dort wohnhaft von 1943 bis 1950) eine Gedenktafel aus Edelstahl angebracht. Hiermit erinnert die Firma Siemens an ihren ehemaligen Mitarbeiter. Es wurden in Berlin, Hamburg und Nanjing drei gleichartige Tafelsn angebracht. Die Inschrift der am 23. November 2012 enthüllten Gedenktafel ist dreisprachig (deutsch, chinesisch, englisch); in deutscher Sprache lautet sie: Der lebende Buddha von Nanjing / JOHN RABE / * 23. November 1882 / + 5. Januar 1950 / Am 7. Juli 1937 brach der Zweite Japanisch-Chinesische Krieg aus. Im November rückte die japanische Armee auf Nanjing vor, die Hauptstadt der Republik China. John Rabe blieb als Leiter der Siemens-Niederlassung in Nanjing, um sich schützend vor die Zivilbevölkerung zu stellen. Am 22. November 1937 wurde durch die in der Stadt verbliebenen Ausländer das „Internationale Komitee der Schutzzone von Nanjing“ gegründet, dessen Vorsitzender er wurde. In dieser Schutzzone überlebten bis zu 250.000 Menschen. Von 1932 bis zu seiner Abreise aus Nanjing am 23. Februar 1938 lebte John Rabe in der Xiaofenqiao Nr. 1. Von 1943 bis zu seinem Tode 1950 lebte John Rabe in der Harriesstrasse 3 in Berlin-Siemensstadt. Rechts neben Name und Lebensdaten befindet sich auf der Tafel eine Fotoabbildung von Rabe. |

- Ort: Harriesstr. 3 (Siemensstadt). 52° 32′ 47,3″ N, 13° 15′ 46,6″ O

### Gedenktafel der 248 German Security Unit (2014)
| Im Jahr 2014 jährte sich der Abzug der alliierten Streitkräfte aus Deutschland und somit auch das formale Ende des Kalten Krieges zum 20. Mal. Zur Ehrung der ehemaligen Angehörigen der 248 German Security Unit (GSU) wurde am 30. September 2014, in Erinnerung an den historischen 30. September 1994, des Tages der Demobilisierung der GSU, eine Ehrentafel am früheren Kompanieblock 34 der einstigen Smuts Barracks enthüllt. An der Zeremonie nahmen nicht nur zahlreiche Zeitzeugen, sondern auch Vertreter des Bezirksamts Spandau von Berlin sowie der Britischen Botschaft teil. |

- Ort: Wilhelmstraße 26–30 (Wilhelmstadt).

### Gedenktafel Wladimir Gall und Wassili Grischin (2015)
| Am 1. Mai 2015 wurde im Torhaus der Zitadelle Spandau eine Gedenktafel aus Kunststoff angebracht, mit der an die Übergabe der Zitadelle an die sowjetischen Streitkräfte erinnert wird. Die Tafel wurde nach Ansicht einer Mehrheit der Bezirksverordneten in einer Nacht- und Nebel-Aktion angebracht; am 20. Mai 2015 wurde auf der Bezirksverordnetenversammlung beschlossen, eine würdigere Gedenktafel anbringen zu lassen. Inschrift: Hauptmann / WLADIMIR GALL und / Major / WASSILI GRISCHIN / erreichten als Unterhändler der / sowjetischen Armee die kampflose / Übergabe der Zitadelle am / 1. Mai 1945. |

- Ort: Am Juliusturm 64, (Zitadelle Spandau, Haselhorst) 52° 32′ 24,8″ N, 13° 12′ 44,4″ O.

### Gedenktafel Sternbergpromenade (2016)
| Mit einer Gedenktafel, die am 17. April 2016 enthüllt wurde, wird an die jüdische Familie Sternberg, deren Bedeutung für Spandau und ihr Schicksal in der Zeit der national-sozialistischen Diktatur hingewiesen. Die Familie Sternberg war fast zwei Jahrhunderte lang eine der prägendsten jüdischen Familien in Spandau. Ihr Textilgeschäft „M.K. Sternberg“ war seit Mitte des 19. Jahrhunderts ein fester Bestandteil des Spandauer Geschäftslebens. Die Verfolgung durch die Nationalsozialisten führte zum Verlust des Geschäfts und schließlich 1938 zur Flucht nach Südamerika. Der Abschnitt des Uferweges an der Havel zwischen der Juliusturmbrücke und der Dischingerbrücke trägt bereits seit November 2014 den Namen „Sternbergpromenade“. Das Bezirksamt Spandau hat im Jahr 2016 zusätzlich zu den Wegeschildern eine Informationstafel aufgestellt. |

- Ort: Sternbergpromenade, verlängerte Mauerstraße (Spandau) 52° 32′ 4,4″ N, 13° 12′ 15″ O

## Stolpersteine
Stolpersteine sind herausgehobene Pflastersteine aus Messing mit einer Kantenlänge von etwa 10 cm, die an Opfer der NS-Diktatur erinnern und vor deren letzten selbstgewählten Wohnort niveaugleich in die Gehwege eingebracht werden. In ihre Oberfläche sind die Namen und biografischen Daten der Opfer, der Zeitpunkt der Deportation und der Deportationsort eingraviert. Initiator der durch private Spenden finanzierten Stolpersteine ist der Kölner Bildhauer Gunter Demnig, der diese auch gestaltet und persönlich installiert.
- Stolpersteine in Spandau
- Stolpersteine in Haselhorst
- Stolpersteine in Siemensstadt
- Stolpersteine in Kladow
- Stolpersteine in Wilhelmstadt

## Ehemalige Denkmäler und Gedenktafeln
Im Zweiten Weltkrieg erfuhr der Bezirk Verluste an Denkmalen überwiegend nicht direkt durch Kriegseinwirkungen, sondern durch sogenannte „Buntmetallsammlungen“, offiziell „Metallspende des deutschen Volkes“, mit denen der hohe Bedarf an Metallen zur Kriegsproduktion gedeckt werden sollte. Schon durch Erlass vom 28. August 1939 mussten die Berliner Bezirksämter Denkmale und Bildwerke aus Bronze oder Kupfer melden, die für eine Metallspende geeignet waren. Für Spandau wurden 16 Denkmale, Skulpturen und Brunnen gemeldet. Am 3. Mai 1941 erhielten die Bezirksämter ein Verzeichnis der zum Einschmelzen bestimmten Objekte. Die bestimmten Kunstobjekte wurden dann zwischen dem 8. September und 20. Oktober 1942 abgebrochen und eingeschmolzen. Am 12. Dezember 1944 wurde die Einschmelzaktion offiziell beendet.
Die folgenden Denkmäler sind abgebaut oder zerstört worden:

### Ehrenmal der Infanterie-Schießschule Ruhleben (1872)
Das am 22. März 1872 eingeweihte Denkmal (s. Anzeiger für das Osthavelland vom 23. Juli 1872) wurde zum Gedenken an die gefallenen Kameraden errichtet (heute abgebaut/zerstört?).
- Ort: Genaue Lage und Ausführung unbekannt, in den Schießständen der ehemaligen Infanterie-Schießschule im Ruhlebener Schanzenwald, die damals im Landkreis Teltow lag. Es befand sich vermutlich im Gebiet des heutigen Bezirks Charlottenburg-Wilmersdorf. 52° 31′ 18,2″ N, 13° 13′ 22,2″ O

### Denkmal für die Gefallenen der deutschen Einheitskriege (1876)
Die Mittel zur Errichtung des seinerzeit 6300 Mark teuren Denkmals stammten zum größten Teil aus Spenden der Bewohner Spandaus. Das Denkmal wurde ursprünglich vom Bildhauer Ernst Herter entworfen und sollte durch die Berliner Granitschleiferei Kessel & Röhl aus schwedischem Granit ausgeführt werden; der Entwurf kam jedoch nicht zur Ausführung. Die ursprünglich für den 2. September 1875 vorgesehene Eröffnung musste um ein Jahr auf den 2. September 1876 verschoben werden, da der bestellte Granit verspätet in Berlin eintraf und sich zusätzlich auch noch ein Rechtsstreit um das Denkmal entfacht hatte. So erfolgte am 2. September 1875 nur die Grundsteinlegung.
Bei dem durch die Berliner Granitschleiferei Kessel & Röhl ausgeführten Denkmal (unbekannter Bildhauer) ruhte ein zwei Meter hoher quadratischer Sockel aus rotem Granit auf einem quadratischen Stufenunterbau (6 Stufen). Auf dem Sockel befand sich eine sieben Meter hohe dorische Granitsäule, die einen „trauernden“ Adler mit ausgebreiteten Flügeln aus vergoldetem Gusseisen trug. Der Adler wurde 1919 aufgrund von starken Korrosionsschäden, die schon zum Abfallen eines Flügels geführt hatten, durch einen Adler aus Muschelkalkstein ersetzt, der angewinkelte Flügel besaß (Bildhauer Paul Reichelt).
Am Sockel waren auf drei eingelassenen Steinplatten die Gefallenen mit Namen und Dienstgrad in vergoldeten Buchstaben aufgeführt (Krieg von 1864: 1 Gefallener; Krieg von 1866: 3 Gefallene; Krieg von 1870/1871: 29 Gefallene).
Inschrift der Tafel auf der Westseite (Text in Versalien): 1864: / Thöns, Fritz, Musketier. / 1866: / Bartsch, Adolf, Gefreiter. / Schröder, Friedrich, Gren. / Schneider, Albert, Muskt.

Inschrift der Tafel auf der Südseite (Text in Versalien): 1870/71: / Amedes, Friedrich, Jäger. / Blume, August, Sergeant. / von Briesen, Hauptmann. / vom Ende, Musketier. / Glase, Hermann, Landw. / Grunow, Franz, Gefreiter. / Haase, Joh. Gottl. Gust., Utfz. / Haupt, Emil, Kan. / Heise, Wilhelm, Wehrmann. / Hoffmann, Karl, Musketier. / Kraatz, Albert, Unteroffizier. / Krause, Paul, Gefreiter. / von Krosigk, Major. / Küster, August, Musketier. / Rohne, Franz, Kanonier.

Inschrift der Tafel auf der Ostseite (Text in Versalien): 1870 / 71: / Lemm, Karl, Musketier. / Müller, August, Füsilier. / Perlewitz, Friedrich, Pionier. / Pohle, Gustav, Musketier. / Röttger, Carl, Wehrmann. / Ronhald, Albert, Tambour. / Schöneberg, August, Musketier. / Schultze, Fritz, Freiwilliger. / Schulze, Friedrich, Füsilier. / Schulze, Carl, Wehrmann. / Steuer, Hermann, Unteroffizier. / Thiele, Wilhelm, Füsilier. / von Wolffradt, Oberstleutnant. / Wringe, Carl, Kanonier.

Die Inschrift der 4. Tafel (Vorderseite) lautete (Text in Versalien): Den für König / und / Vaterland / 1864    1866    1870/71 / Gebliebenen / von den / Kirchspielen / der Stadt / Spandau.
Das Denkmal wird in einzelnen Quellen auch als „Denkmal für die Gefallenen der Kirchspiele Spandaus“ benannt. Kurios ist der Ausdruck Spandau, weil erst vom 4. Juni 1877 an der Stadtname amtlich mit „Spandau“ statt bisher „Spandow“ geschrieben wurde.
Das 1925 noch beschriebene Denkmal wurde während des Zweiten Weltkriegs zerstört.
- Ort: In der Mitte des Platzes Plantage (Spandau), (abgebaut/zerstört). 52° 31′ 55,9″ N, 13° 12′ 12,2″ O

### Standbild Kaiser FriedrichIII. (1892)
|  | Das Denkmal wurde nach dem Tod von Kaiser Friedrich III. auf Initiative der kaisertreuen Spandauer Bürgerschaft errichtet und sollte die persönlichen Eigenschaften des Monarchen, der zur Jagd in der Stadtheide (heute: Spandauer Forst) oft in Spandau weilte, herausstellen. Für das Denkmal wurde die enorme Summe von 17.000 Mark gespendet und am 18. Oktober 1892, dem Geburtstag des verstorbenen Kaisers, konnte in Anwesenheit von Kaiser Wilhelm II. auf der Altstadtseite der Havel, am Nordende der Charlottenbrücke in Richtung Zitadelle, ein imposantes Denkmal enthüllt werden. Das Gelände entlang der Havel war nach dem Abriss der Stadtmauer im Jahr 1880 in eine Grünanlage mit Lindenbepflanzung umgestaltet worden und erhielt daher den Namen Lindenufer. Der Entwurf des Standbildes stammte vom Bildhauer Albert Manthe, der in Spandau das Gymnasium besucht hatte. Das 2,65 Meter hohe Standbild zeigte den verstorbenen Kaiser als Feldmarschall in seiner Lieblingskleidung des Pasewalker Kürassierregiments mit Brustpanzer und Helm; in der rechten Hand den Marschallstab haltend stützte sich die Figur mit dem linken Arm auf den vorgestellten Säbel und blickte in Richtung Havel und Berlin. Der von der Berliner Königlichen Hofbildgießerei Martin & Piltzing ausgeführte Bronzeguss stand auf einem drei Meter hohen Sockel aus geschliffenem roten Granit, der sich nach oben verjüngte; das Denkmal war von einem Eisengitter umzäunt. Am Sockel waren drei Eisentafeln angebracht: - links: Bildnis der Kaiserfamilie vor dem Haus des Stadtoberförsters Ganzler - rechts: Darstellung des Kronprinzen Friedrich Wilhelm, des späteren Kaisers Friedrich III., und seines Sohnes Prinz Heinrich bei der Teilnahme an der Löschung eines Waldbrandes, der am 16. April 1881 einen Teil der Stadtheide zerstörte. Inschrift einer Widmungstafel: Ihrem geliebten Kaiser / Friedrich III. / in dankbarer Erinnerung. / Die / Bürgerschaft von Spandau / 1892 Zum Ende des Ersten Weltkriegs im September 1918 war das Denkmal zur Metallschmelze vorgesehen, blieb dann aber doch verschont. Im Jahr 1926 musste das Kaiser-Friedrich-Denkmal jedoch dem Neubau einer verbreiterten Charlottenbrücke weichen und wurde von 1931 bis 1941 im Schützenhof-Park der Spandauer Schützengilde in Hakenfelde wieder aufgestellt. Oberbürgermeister i. R., Geheimer Regierungsrat Friedrich Koeltze (1852–1939), weihte es mit einer Festansprache am 18. Oktober 1932 wieder ein. Das Denkmal wurde im Zweiten Weltkrieg der Buntmetallsammlung zugeführt. |

- Ort: Früher Lindenufer an der Charlottenbrücke, gegenüber vom Grundstück Lindenufer 25 (Altstadt), ab 1931 im Schützenhof-Park, Niederneuendorfer Allee 12 (Hakenfelde, abgebaut/vermutlich zerstört). 52° 32′ 7,9″ N, 13° 12′ 22″ O, ab 1932 52° 34′ 4,8″ N, 13° 12′ 42,9″ O

### Plehn-Stein (ca. 1898)
Das vom Garde-Grenadier-Regiment Nr. 5 an der Nonnendammallee, 50 Meter östlich der Berliner Allee (später Gartenfelder Straße), errichtete Denkmal bestand aus einem 90 cm hohen, unbearbeiteten Findling, dessen Vorderseite für die eingemeißelte Inschrift egalisiert wurde (Abbildung).
Inschrift: Waldemar / Plehn / Major u. Bat. Kommandeur / i. Garde Grenadier Regt. N.5. / † / 15.1.1898
Der Offizier Plehn war hier vom Pferd gestürzt und durch Genickbruch gestorben. Der Verbleib des Denkmals ist unbekannt. Schon 1925 wurde befürchtet, dass das Denkmal durch den anstehenden Straßenbau zerstört wird.
- Ort: Nonnendammallee (Haselhorst), (abgebaut/zerstört). 52° 32′ 22,8″ N, 13° 14′ 2,3″ O

### Denkmal Lünette Schwarzenberg (1898)
In Verlängerung der Mauerstraße befand sich an der Havel ein schlichter Gedenkstein zur Erinnerung an die früher hier befindliche Befestigungsanlage „Lünette Schwarzenberg“, der von dem Kaufmann und Heimatforscher Stadtrat Carl Sturm gestiftet worden war. Ein meterhoher Granitblock wurde von einer Steinbombe aus dem 16. Jahrhundert gekrönt.
Eine Bronzetafel – gestohlen im Juni 1922 – trug als Inschrift: Hier lag die Lünette Schwarzenberg / 1639–1898
Der Verbleib des Denkmals ist unbekannt.
- Ort: Lindenufer (Altstadt), (abgebaut/zerstört). 52° 32′ 4,8″ N, 13° 12′ 14,3″ O

### Standbild des Fürsten Otto von Bismarck (1901)
- Auf dem Bismarckplatz, in etwa vor dem Grundstück Feldstraße 52 (52° 32′ 36,9″ N, 13° 12′ 18,6″ O), abgebaut bzw. zerstört

Der Bau dieses Denkmals wurde von den Bürgern Spandaus schon seit 1890 geplant. Beim Tod Otto von Bismarcks am 30. Juli 1898 bestand ein durch Spenden angesammelter Fonds von 6.500 Mark. Der Bildhauer Georg Meyer-Steglitz wurde mit der Fertigung des Denkmals beauftragt, das am 10. Mai 1901, dem 30. Jahrestag des von Bismarck für Deutschland gezeichneten Friedensvertrages mit Frankreich, eingeweiht wurde. Dabei wurde der zwischen Schönwalder Straße und Feldstraße liegende Standort, bisher im Volksmund als „Bürgerplatz“ bezeichnet, offiziell in „Bismarckplatz“ benannt. Im Stadtwald wurde vom Förster Bein zum Gedächtnis die „Bismarckeiche“ gepflanzt (Standort unklar).
Das 2,65 Meter hohe Standbild von Bismarck (Bronzeguss) befand sich auf einem drei Meter hohen Sockel aus ungeschliffenem Granit in den einzig das Wort Bismarck eingemeißelt war. Auf der Vorderseite des Sockels war ein knorriger Eichenbaum im Relief herausgehauen, in dessen Laubwerk das bronzene Familienwappen der Bismarcks gesetzt worden war. Der dreistufige Unterbau des Denkmals war aus Steinen der alten Festungsmauer gefertigt worden. Links und rechts grenzten wuchtige, einfache Pfeiler den Unterbau ab. Der Unterbau trug ein gotisches Schriftband mit den berühmten Worten aus Bismarcks Rede im Reichstag vom 6. Februar 1888:
| Wir Deutsche fürchten Gott | sonst aber nichts in der Welt |

Die Bismarck-Statue zeigte diesen in faltigem Mantel über einer Uniform des Halberstädter Kürassier-Regiments von Seydlitz, dessen Chef Bismarck gewesen war. Mit der linken Hand stützte sich die Figur auf einen vorgestellten Säbel.
Das Standbild war während des Ersten Weltkriegs im Herbst 1918 schon für die Einschmelzung zu Rüstungszwecken vorgesehen, blieb jedoch zunächst erhalten. Im Zweiten Weltkrieg wurde die Statue 1942 doch noch eingeschmolzen. Der Sockel wurde durch Bomben zerstört und nach 1945 abgetragen.

### Denkmal zum 200. Jahrestag der Gründung des Königreichs Preußen (1901)
Der im Jahr 1901 im Straßenraum aufgestellte Obelisk wurde nach Kriegsende 1945 für das an gleicher Stelle befindliche Sowjetische Ehrenmal Staaken verwendet, dabei gedreht und auf seine Spitze gestellt.
- Ort: Früher in Staaken vor der Hauptstraße 12 (abgebaut/umgenutzt). 52° 31′ 50″ N, 13° 8′ 25,4″ O

### Heine-Denkmal (um 1906)
Der Villenbesitzer Wolf Wertheim ließ im heutigen Temmeweg 21 zwischen 1905 und 1906 ein Landhaus bauen und in der damals noch selbstständigen Gemeinde Kladow ein Denkmal für den Dichter Heinrich Heine errichten.
- Ort: Standort unklar (vermutlich abgebaut/zerstört), (Kladow)

### Kaiser-Wilhelm I.-Denkmal (1909)
| Es handelte sich um das einzige Reiterstandbild in Spandau. Südlich der nach 1945 abgerissenen Garnison-Kirche wurde in einer Grünanlage auf dem Gelände des abgetragenen Festungswalls zu Ehren von Kaiser Wilhelm I. ein 4,2 Meter hoher Sockel aus Beuchser Granit errichtet, auf dem sich das vom Bildhauer Franz Dorrenbach entworfene 4,5 Meter hohe Reiterstandbild des Kaisers befand (Gesamtkosten 52.500 Mark). Der Guss des Kupferbronze-Standbildes erfolgte in der großen Gießerei in Lauchhammer. Der Grundstein wurde am 23. Januar 1909 gelegt; die Enthüllungsfeier fand am 14. April 1909 statt, dem Erinnerungstag der durch den ersten Deutschen Reichstag genehmigten Bismarckschen Reichsverfassung. Im aufgeschlagen Feldmantel wurde der Kaiser auf ruhig stehendem Ross mit seitlichem Blick zur südlich gelegenen Altstadt dargestellt. Die Seitenflächen des Sockels waren durch zwei eingelassene Bronzebilder verziert, die das Eiserne Kreuz und einen Lorbeerkranz zeigen. Die Widmungen auf dem Sockel lauteten: Inschrift (Sockelvorderseite): Wilhelm / der / Große Inschrift (Sockelrückseite): Errichtet von / der dankbaren / Bürgerschaft / der Stadt / Spandau 1909 Noch im Jahr 1930 beschloss der Magistrat von Spandau, dass das Kaiser-Wilhelm I.-Denkmal an seinem Standort belassen werden soll, und schloss sich damit einem entsprechenden Beschluss der Deputation für Kunst- und Bildungswesen an. 1942 wurde die Bronzeskulptur während des Zweiten Weltkrieges eingeschmolzen und das Denkmal abgebrochen. Der Stufenunterbau des Denkmals, ebenfalls aus Beuchser Granit, findet sich (Stand: 2018) noch am ursprünglichen Platz in der Grünanlage gegenüber dem Brauhaus Spandau (Neuendorfer Straße 1). |

- Ort: Am Heidetor/Neuendorfer Straße, auf einem Platz südlich der Garnison-Kirche (abgebaut/zerstört), (Spandau). 52° 32′ 26,4″ N, 13° 12′ 19,9″ O

### Gedenkstein Kaiser WilhelmII. (1913)
Der aus rohen Feldsteinen gefertigte würfelförmige Gedenkstein für Kaiser Wilhelm II. mit Kantenlängen von zwei Meter befand sich im Vorgelände der Zitadelle Spandau. An seinen Ecken bekrönten vier Steinkugeln das Denkmal. Es wurde 1913 von Offizieren der militärtechnischen Anstalten in Spandau gefertigt. Der Verbleib des 1925 noch beschriebenen Denkmals ist ungeklärt.
Inschrift der aufgesetzten Eisentafel: Zur Erinnerung / an das 25 jährige Jubiläum der Regierung / Sr. Majestät des Kaisers und Königs / Wilhelm II. / 1888–1913.
- Ort: vor der Zitadelle, Am Juliusturm 64 (Haselhorst). 52° 32′ 21,3″ N, 13° 12′ 46,4″ O (historischer Ort ist nicht genau lokalisierbar, heute abgebaut/zerstört)

### Gedenkstein des Pionier-Bataillons Nr. 3 (1916)
Auf dem Hof der Kaserne des brandenburgischen Pionier-Bataillons von Rauch Nr. 3 östlich der Schönwalder Straße, südlich des Askanierrings (heute Askanierring 71a), wurde 1916 ein aus Feldsteinen gemauertes Denkmal von rund zwei Metern Höhe errichtet, welches an das 175-jährige Bestehen des Bataillons – des ältesten des deutschen Heeres – und seine Errichtung durch König Friedrich den Großen erinnern sollte. Der quadratische Unterbau mit einer Seitenlänge von drei Metern trug einen spitzen, rohen Granitblock, der mit einem metallenen Eisernen Kreuz, umrahmt von einem Eichenkranz, geschmückt war.
Der Unterbau trug auf einem Feldstein die Inschrift: 25.11. / 1741–1916
Ursprünglich soll der Unterbau links und rechts von der Inschrift noch Ordenszeichen, ein Düppelkreuz und ein Eisernes Kreuz (von 1914), getragen haben, die aber 1925 bereits entfernt waren.
- Ort: Askanierring 71 A (Spandau, abgebaut/zerstört). 52° 33′ 9″ N, 13° 12′ 4,6″ O

### Gedenksäule des Garde-Grenadier-Regiments Nr. 5 (1916?)
Während des Ersten Weltkriegs hatten die in der damaligen Moritz-Kaserne stationierten Grenadiere der 3. und 4. Kompagnie des Garde-Grenadier-Regiments Nr. 5 eine schlichte Spitzsäule aus Feldsteinen gemauert. Wenn das Regiment an größeren Kämpfen beteiligt war, wurden die Namen des Kampforts in die Steine eingemeißelt. Mit dem Abriss der Moritz-Kaserne in den 1920er Jahren wurde das Denkmal beseitigt. Die Steine wurden teilweise für die Grundmauern des neuen Hauses Viktoriaufer 22 an dieser Stelle verwandt. So finden sich dort Steine mit der Aufschrift Kowno, Sowerowne (Sewerynow), Alexandria (Nowo-Aleksandrija), Warschau und Praschnitz (Przasnysz).
- Ort: Viktoriaufer 22 (Altstadt). 52° 32′ 14,8″ N, 13° 12′ 5″ O

### Ehrentafel Tote des Ersten Weltkriegs (1918?)
Die Ehrentafel in der unteren Nebenhalle des Rathauses Spandau (vermutlich am Ort der heutigen Gedenktafel Tote der Weltkriege und der Gewaltherrschaft) ehrte die im Ersten Weltkrieg gefallenen städtischen Beamten und Arbeiter. Auf der Tafel standen 92 Namen, die jeweilige Zivildienststellung und der militärische Dienstgrad sowie der Todestag.
Der Verbleib der Ehrentafel ist unbekannt.
- Ort: Rathaus Spandau, Carl-Schurz-Straße 2 (Altstadt). 52° 32′ 5,2″ N, 13° 12′ 1,4″ O

### Denkmal des Garde-Fuß-Artillerie-Regiments (1924)
Das vom Bildhauer Hans Dammann aus hellem Muschelkalkstein geschaffene Denkmal wurde am 28. September 1924 auf dem Kasernenhof der Zitadelle in die Obhut der Stadt Spandau übergeben und erinnerte an die mehr als 2100 Weltkriegstoten des Garde-Fuß-Artillerie-Regiments und seiner  Kriegsformationen. Der Langsockel aus hellem Muschelkalkstein trug auf Eichenlaub ein mit Lorbeer umwundenes Haubitzrohr; ein mächtiger Adler bildete mit seinen schützend ausgebreiteten gewaltigen Schwingen die Krönung des Denkmals.
Inschrift (Vorderseite):  1914 (Eisernes Kreuz) 1918 / Den gefallenen Kameraden / des Garde-Fußartillerie-Regiments / und seiner Kriegsformationen.
Inschrift (Rückseite): Es fielen für das Vaterland / 94 Offiziere, 2049 Unteroffiz. u. Mannschaften.
Das Denkmal wurde durch einen Fliegerangriff während des Zweiten Weltkrieges zerstört.
- Ort: Ursprünglich im Stabholzgarten, an der Südseite des Rathauses Spandau, (Altstadt) (abgebaut/zerstört). 52° 32′ 3,5″ N, 13° 11′ 59,3″ O

### Brieftaubenehrenmal (1939)
| Zum Gedenken an die Leistungen der Heeresbrieftauben im Ersten Weltkrieg wurde am 20. August 1939 ein von Bildhauer Georg Roch geschaffenes Ehrenmal enthüllt. Auf einem rund 3,80 Meter großen Findlingsblock (15 Tonnen schwer) aus dem Odenwald waren 25 auffliegende Bronze-Brieftauben montiert. 1942 wurden die Brieftauben (130 kg schwer) im Zuge der Buntmetallsammlung eingeschmolzen. Der Findling selbst wucherte zu und geriet fast in Vergessenheit. Nach dem Ende des Zweiten Weltkriegs wurde der Wröhmännerpark vollkommen neu gestaltet, was zu seiner Freilegung führte. Das Denkmal wurde 1963 an der Roonstraße als Denkmal für die deutsche Brieftaube neu gestaltet (s. oben). Inschrift: Unseren Brieftauben 1914–1918 |

- Ort: Neuendorfer Straße / in der Mitte des ehemaligen Wröhmännerplatzes (heute Wröhmännerpark) (Spandau) 52° 32′ 34,6″ N, 13° 12′ 27,5″ O

### Ernst-Thälmann-Denkmal (1956)
Das Ernst-Thälmann-Denkmal, ein gut 2 m hoher grabsteinähnlicher Stein aus grauem Granit mit eingelassener schwarzer polierter Granittafel, wurde zur Zeit der Zugehörigkeit von West-Staaken zur DDR in einer Grünanlage neben der seinerzeitigen Freilichtbühne Staaken errichtet (unbekannter Künstler). (Abbildung)
Inschrift: Ernst / Thälmann / zum Gedenken, / dem standhaften / Kämpfer / gegen Faschismus / und Krieg
Im Winter 2003/2004 wurde es von der Verwaltung des Bezirks demontiert und auf die Zitadelle Spandau gebracht. Seitdem ist das Denkmal der Öffentlichkeit nicht mehr zugänglich. Das Gelände am Torweg ist heute mit Einfamilienhäusern bebaut.
- Ort: Ursprünglich Torweg / Isenburger Weg (bis 1990: Ernst-Thälmann-Straße) / Geißblattpfad, auf dem Gelände der früheren Freilichtbühne, Staaken (abgebaut). 52° 32′ 25,7″ N, 13° 8′ 9″ O

### Gedenktafel Graf Rochus zu Lynar
| Die wie ein Ritterschild geformte Gedenktafel erinnerte an das früher hier befindliche Palais von Graf Rochus zu Lynar. Der Verbleib der Tafel ist nach dem Auszug der Bank aus dem Gebäude unbekannt. Inschrift (Text in Versalien): Hier auf diesem ältesten / Kulturboden Spandaus / errichtete 1581 / Graf Rochus zu Lynar / sein Palais. 1686 wurde / daraus das Zuchthaus und / 1872 die Schlosskaserne |

- Ort: Ursprünglich Carl-Schurz-Straße 35, im Geldautomaten-Vorraum einer Bank (Altstadt) (abgebaut). 52° 32′ 14,4″ N, 13° 12′ 11,5″ O

## Meilensteine
Meilensteine zeigten im 18. und 19. Jahrhundert am Straßenrand Entfernungen an, markierten Wege für die Post und halfen die Chausseen zu vermessen. Im Zeitraum 1800 bis 1806 wurden alle preußischen Hauptpostrouten vermessen und an den wichtigsten dieser Postkurse wurden dann die Meilensteine aufgestellt. In Spandau finden sich zwei Meilensteine, die zurzeit noch nicht unter Denkmalschutz stehen:

### Meilenstein Schönwalder Allee
Im Spandauer Stadtwald befand sich früher ein Sandsteinobelisk auf quadratischem Sockel aus der Mitte des 18. Jahrhunderts, der 1934 noch vorhanden gewesen sein soll (siehe: Günther Jahn, S. 344). Über den Verbleib dieses Meilensteins ist nichts bekannt.
- Ort: Schönwalder Allee (Hakenfelde).

### Meilenstein Seegefelder Straße
Nach einem Protokoll aus dem 18. Jahrhundert über eine Reise mit der Postkutsche nach Spandau soll ein Meilenstein „auf dem Spandauer Amtsacker an der Stelle, wo der Weg nach Seegefeld abgeht“ gestanden haben (Spandauer Heimathefte, Dezember 1957, S. 6). Über den Verbleib dieses Meilensteins ist nichts bekannt.
- Ort: vermutlich Seegefelder/Staakener Straße (Spandau). 52° 32′ 11,3″ N, 13° 11′ 26,1″ O

### Meilenstein Staaken (1832)
| Dieser Postmeilenstein ist einer der wenigen in der Region Berlin/Brandenburg, der noch im Original erhalten ist. Er besitzt noch den originalen preußischen Adler. Damit stellt er ein bedeutendes Bauwerk der Verkehrsgeschichte Preußens und Spandaus dar. 1832 wurde er als Bestandteil der damals erbauten Neuen Hamburger Chaussee (heutige B 5) aufgestellt. Der Meilenstein stand ursprünglich zwischen den Ortschaften Dallgow und Rohrbeck (siehe preußisches Urmesstischblatt von 1835), da damals der Nullpunkt der Berechnung und Vermessung für die Aufstellung der Meilensteine das Brandenburger Tor in Berlin war. Nachdem gegen 1850 der Nullpunkt für die preußischen Fernchausseen an einem Kandelaber vor dem Berliner Stadtschloss festgelegt worden war, wurde der Meilenstein um etwa 1500 Meter in Richtung Berlin versetzt, südöstlich von Dallgow. Das metrische System wurde um 1875 in Deutschland eingeführt; die Ganzmeilensteine wurden nun in Abständen von je zehn Kilometer umgesetzt; somit gelangte nun dieser Meilenstein nach Staaken und zwar in die Position „20 km bis Berlin“. Im Zweiten Weltkrieg wurde das in seiner Nachbarschaft befindliche Haus durch eine Luftmine zerstört, der Meilenstein trug Splitterschäden davon. Nach einer Restaurierung im Jahr 1984 durch die die Denkmalpflege des Kreises Nauen (ausführender Steinmetz war Holger Mey aus Falkensee) wurde er im Jahr 2010 erneut restauriert. Der 1832 vom Steinmetz Trippel zum Preis von 68 Talern gefertigte Ganzmeilenobelisk am Nennhauser Damm in Staaken befindet sich in einem guten Zustand. Der Meilenstein zeigt an, dass es bis Berlin noch drei (preußische) Meilen sind; der Obelisk ist mit einem gusseisernen Adler verziert. Seitlich sind die Entfernungen nach Spandau und Nauen genannt. Inschriften: III MEILEN bis BERLIN 2 ½ Meilen bis Nauen 1 ½ Meile bis Spandow - Ort: vor dem Grundstück Nennhauser Damm 104 (Staaken). 52° 31′ 43″ N, 13° 8′ 10,3″ O |

### Halbmeilenstein Schönwalder Allee
An der Schönwalder Allee trägt eine Eiche den Namen „Halbmeileneiche“; es soll hier früher ein (heute nicht mehr vorhandener) Halbmeilenstein gestanden haben.
- Ort: Schönwalder Allee, Parkplatz Rehberge nördlich vom Johannesstift (Hakenfelde). 52° 34′ 38,2″ N, 13° 10′ 51,5″ O

### Landkreisstein Osthavelland (1887)
|  | Dieser Obelisk ist vermutlich um 1887 (Ausscheiden der Stadt Spandau aus dem Landkreis Osthavelland) als Landkreisgrenzstein an seiner heutigen Stelle aufgestellt worden; als Aufschrift trägt der die Worte „Landkreis Osthavelland“. Es handelt sich um einen umgearbeiteten ehemaligen Posthalbmeilenstein aus Sandstein. Der mit Sockel rund 1,5 Tonnen schwere Stein, der sich seit einem Gebietsaustausch mit der DDR (1988) im Bezirk Spandau befindet, war im Jahr 2010 in einem desolaten Zustand. Aufgrund der starken Verwitterung, besonders auf der Rückseite des Denkmals, wurde eine Restaurierung und Konservierung des Steines dringend notwendig; im November 2010 hat das Oberstufenzentrum Bautechnik I in Berlin-Spandau im Rahmen eines Ausbildungsprojekts (Steinmetzausbildung) mit der Restaurierung des Steins begonnen. |

- Ort: Schönwalder Allee, nahe Steinerne Brücke (Hakenfelde). 52° 35′ 43,8″ N, 13° 9′ 28,5″ O

### Meilenstein Falkenseer Damm (1960)
| Mit dem bearbeiteten rund einen Meter hohen Findling werden an der Abzweigung vom Falkenseer Platz auf den Falkenseer Damm die Entfernungen nach Falkensee bzw. nach Berlin angezeigt. Der Stein ist eine Stiftung des Spandauer Wirtschaftshofs. Seine Einweihung erfolgte am 11. November 1960 Inschrift (Ostseite): Falkensee / 7,5 km Inschrift (Westseite): Berlin / 14,5 km |

- Ort: Falkenseer Damm (Spandau). 52° 32′ 26,7″ N, 13° 12′ 9″ O